# Stegoceras
Stegoceras – rodzaj dinozaura z grupy pachycefalozaurów. Żył na terenach Ameryki Północnej w epoce kredy późnej, od około 77,5 do 74 milionów lat temu. Pierwsze okazy z Alberty (Kanada) opisano w 1902, na ich podstawie nazwano gatunek typowy S. validum. Nazwa rodzajowa oznacza „rogate sklepienie”, a epitet gatunkowy znaczy „silny”. Przez lata w rodzaju tym umieszczano kilka innych gatunków, ale przeniesiono je do odrębnych rodzajów albo uznano za młodsze synonimy. Obecnie pozostały tylko S. validum i S. novomexicanum. Status tego ostatniego, ustanowionego w 2011 dzięki skamieniałościom z Nowego Meksyku, jest dyskutowany.
Stegoceras był niewielkim, dwunożnym dinozaurem. Mierzył 2–2,5 m długości. Ważył od 10 do 40 kg. Cechował się sztywnym kręgosłupem i usztywnionym ogonem. Miał szeroką okolicę miedniczą, być może z powodu dużych jelit. Czaszka była mniej więcej trójkątna z krótkim pyskiem oraz grubym, szerokim, względnie gładkim sklepieniem – kopułą.  Tył czaszki miał grubą półkę nad potylicą i gruby grzebień ponad oczami. Większość czaszki zdobiły guzki, wiele z nich ułożonych w rzędy, a największe z nich tworzyły na półce rogi. Zęby były niewielkie i ząbkowane. Młode zwierzę miało płaską czaszkę, kopuła powstawała z czasem.
Pierwotnie znany jedynie z kopuł czaszek, Stegoceras należał do pierwszych znanych pachycefalozaurów. Niekompletność tych początkowych pozostałości doprowadziła do powstania licznych hipotez na temat powiązań tej grupy. Kompletną czaszkę stegocerasa wraz ze związanymi z nią częściami szkieletu pozaczaszkowego odkryto  w 1924 r., co rzuciło więcej światła na te zwierzęta. Obecnie pachycefalozaury grupuje się razem z ceratopsami w grupę marginocefali. Stegocerasa umieszcza się wśród bazalnych, prymitywnych pachycefalozaurów. Najprawdopodobniej żywił się pokarmem roślinnym, prawdopodobnie dysponował dobrym zmysłem węchu. Funkcja kopuły na głowie podlegała debacie, postulowano walki wewnątrzgatunkowe (zderzanie się głową czy bokiem), pokazy dla płci przeciwnej, rozpoznawanie się osobników tego samego gatunku.

## Budowa

Porównanie wielkości S. validum i człowieka rozumnego

Stegoceras należy do najlepiej poznanych pachycefalozaurów Ameryki Północnej i jest jednym z nielicznych rodzajów z tej rodziny, który ma udokumentowane pozostałości szkieletu pozaczaszkowego. Należący do S. validum okaz UALVP 2 jest dotychczas najbardziej kompletnym okazem stegocerasa. Jego długość szacuje się na 2–2,5 m, a masę ciała na 10–40 kg. Stegoceras, jak na pachycefalozaura, osiągał rozmiary niewielkie do umiarkowanych. S. novomexicanum wydaje się być mniejszy od S. validum, jednak pozostaje kwestią dyskusji, czy znane okazy (niekompletne czaszki) należały do osobników dorosłych, czy młodocianych.
Kręgosłup stegocerasa nie został poznany w całości. Połączenia stawowe pomiędzy wyrostkami stawowymi kolejnych kręgów grzbietowych (kręgi piersiowe i kręgi lędźwiowe) wydają się ograniczać ruchy na boki, czyniąc kręgosłup bardzo sztywnym. Efekt ten wzmacniały jeszcze skostniałe ścięgna. Nie poznano dotąd kręgów szyjnych, ale skierowany w dół kłykieć potyliczny (miejsce połączenia stawowego głowy z pierwszym kręgiem) wskazuje na zakrzywioną szyję, przypominającą kształtem literę „S” bądź „U”, jak u większości dinozaurów. Bazując na ich położeniu u homalocefala, skostniałym ścięgnom UALVP 2 przypisuje się tworzenie skomplikowanego „koszyka ogonowego”, zbudowanego z równoległych rzędów, z końcówkami ścięgien kontaktującymi się z kolejnymi. Strukturę taką określa się terminem myorhabdoi i występuje ona poza pachycefalozaurami jeszcze tylko u doskonałokostnych, stanowiąc unikalną cechę jak na czworonogi. Jej funkcja polegać mogła na usztywnianiu ogona.

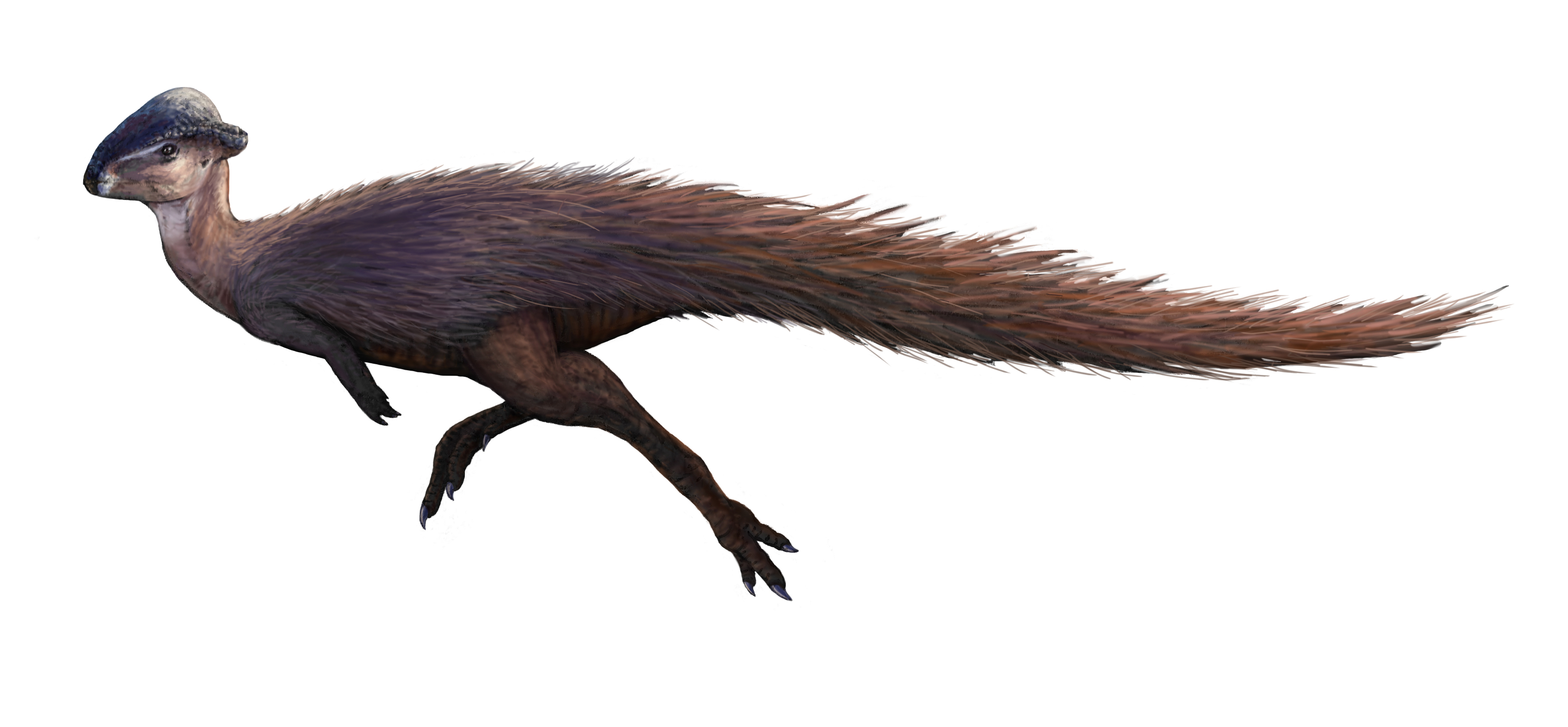
Rekonstrukcja S. validum, pokrycie ciała na podstawie danych uzyskanych ze skamieniałości innych niewielkich dinozaurów ptasiomiednicznych

Łopatka, dłuższa od kości ramiennej, o ostrzu smukłym, wąskim, lekko skręconym, przypominającym kontur żeber, nie rozszerza się ku górnemu końcowi, ale ku podstawie. Kość krucza w większości cienka, płytkowata. Kość ramienna o smukłym trzonie lekko skręca się wokół osi podłużnej, nieco się zgina. Grzebień naramienno-piersiowy (miejsce przyczepu mięśni naramiennego i piersiowego większego) rozwinięty słabo. Końce kości łokciowej poszerzone, wzdłuż trzonu przebiega grzebień. Kość promieniowa potężniejsza od łokciowej, co jest rzadko spotykane. Z góry widziana obręcz miedniczna jest bardzo szeroka jak na dwunożnego archozaura, szersza ku tyłowi. Szerokość okolicy miednicznej mogła odpowiadać poszerzeniu dystalnej części jelita. Kość biodrowa była wydłużona, kość kulszowa – długa i smukła. Nieznana pozostaje kość łonowa, prawdopodobnie cechowała się mniejszymi rozmiarami, jak u homalocefala. Kość udowa smukła i zakrzywiona dośrodkowo. Kość piszczelowa wysmukła i zakręcona, kość strzałkowa zaś smukła i szeroka na górnym końcu. Śródstopie wydaje się wąskie, jedyny znany ungual (skrajny, dystalny paliczek) był smukły i lekko zakrzywiony. Choć kończyn stegocerasa nie poznano całkowicie, u innych pachycefalozaurów kończyły się w przypadku kończyn przednich pięcioma palcami, a w przypadku tylnych kończyn czterema.

### Czaszka

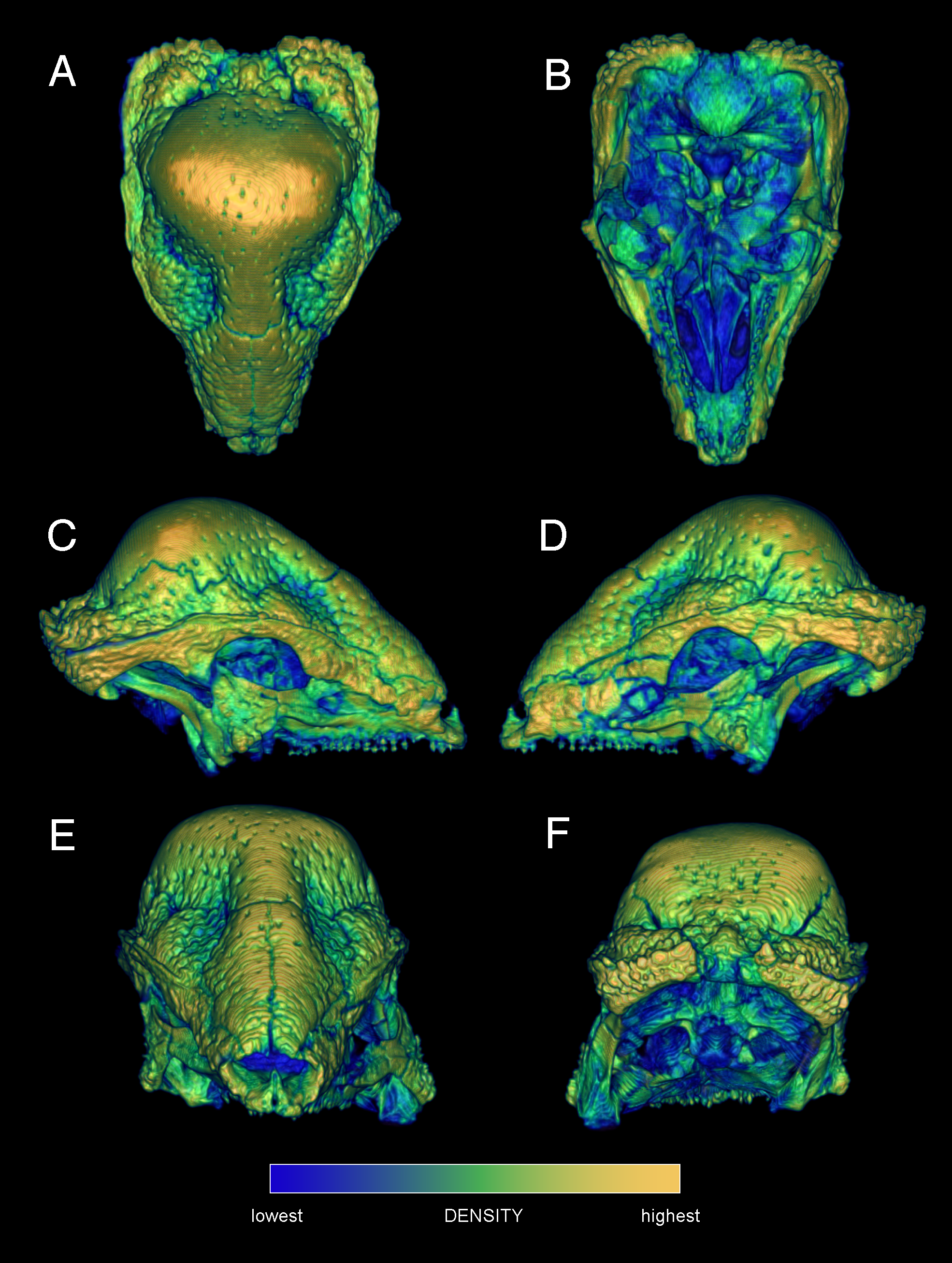
Skan CT czaszki stegocerasa. Barwy odzwierciedlają względną gęstość powierzchni kości (niebieska – mała, żółta – duża)

Czaszka stegocerasa oglądana z boku była mniej więcej trójkątna. Cechowała się względnie krótkim pyskiem. Kości czołowa i ciemieniowe były bardzo grube, tworzyły wzniesioną do góry kopułę. Łączące je szwy uległy zatarciu, widoczne są tylko u niektórych okazów, a i to słabo. Razem określa się je terminem frontoparietal. Kopuła była szeroka, o względnie gładkiej powierzchni. Jedynie boki były nierówne, pomarszczone. Zwężała się nad oczodołami. Frontoparietal zwężał się ku tyłowi, klinując się między kośćmi łuskowymi, kończąc się wgłębieniem na potylicy różniącym się zasięgiem u różnych okazów. Kości łuskowe były duże, nie wchodziły w skład kopuły, w tylnej części poszerzały się. Pokrywały je nieregularnie rozlokowane guzki, był też rząd guzków rozszerzający się ku górze, kończący się zaostrzonym na końcu guzkiem bądź niewielkim rogiem na każdym boku na tyle czaszki. Wewnętrzny rząd mniejszych guzków biegł równolegle do większego. Z wyjątkiem górnej powierzchni kopuły większość czaszki zdobiły guzki, często ułożone w rzędy.
Duży oczodół kształtu nieregularnej elipsy o dłuższej osi leżącej w kierunku przednio-tylnym kierował się na bok i nieznacznie do przodu. Dół podoczodołowy za okiem był wąski, opadał ku tyłowi. Otwór nadoczodołowy na tylnym szczycie czaszki miał zredukowane rozmiary z powodu zgrubienia frontoparietal. Basicranium (tylna część czaszki) było skrócone i oddalone od oczodołów i podniebienia. Potylica opadała ku tyłowi, a kłykieć potyliczny odchylał się w tym samym kierunku. Kość łzowa tworzyła dolny brzeg oczodołu. Jej powierzchnię urozmaicały rzędy guzkowatych wyrostków. Kości przedczołowa i powiekowa łączyły się, budując gruby wał nad oczodołem. Względnie duża kość jarzmowa tworzyła dolny brzeg oczodołu, rozpościerając się do przodu i do dołu wzdłuż stawu żuchwowego. Zdobiły ją grzbieciki i guzki ułożone promieniście.
Duże otwory nosowe kierowały się do przodu. Gruba, ciężkiej budowy kość nosowa cechowała się wypukłym profilem, tworzyła zgrubienie pośrodku szczytu czaszki wraz z kością czołową. Dolna część kości przedszczękowej była pogrubiała, miała nierówną powierzchnię. Niewielki otwór widniał na szwie pomiędzy kośćmi przedszczękowymi. Wiódł on do jamy nosowej, a być może łączył się z narządem Jacobsona. Krótka i głęboka kość szczękowa prawdopodobnie zawierała zatokę. Przebijała tę kość seria otworów odpowiadających położeniu zębów, służących za drogę dla wyrzynających się zastępujących zębów. Żuchwa łączyła się z czaszką stawem leżącym poniżej tylnego końca oczodołu. Nosząca zęby część żuchwy była długa, a leżąca za nią część bezzębna raczej krótka. Nie zachowała się kość przedzębowa, ale na jej obecność wskazują fasetki na przedzie zachowanej części żuchwy. Jak inne pachycefalozaury, stegoceras mógł mieć niewielki dziób.

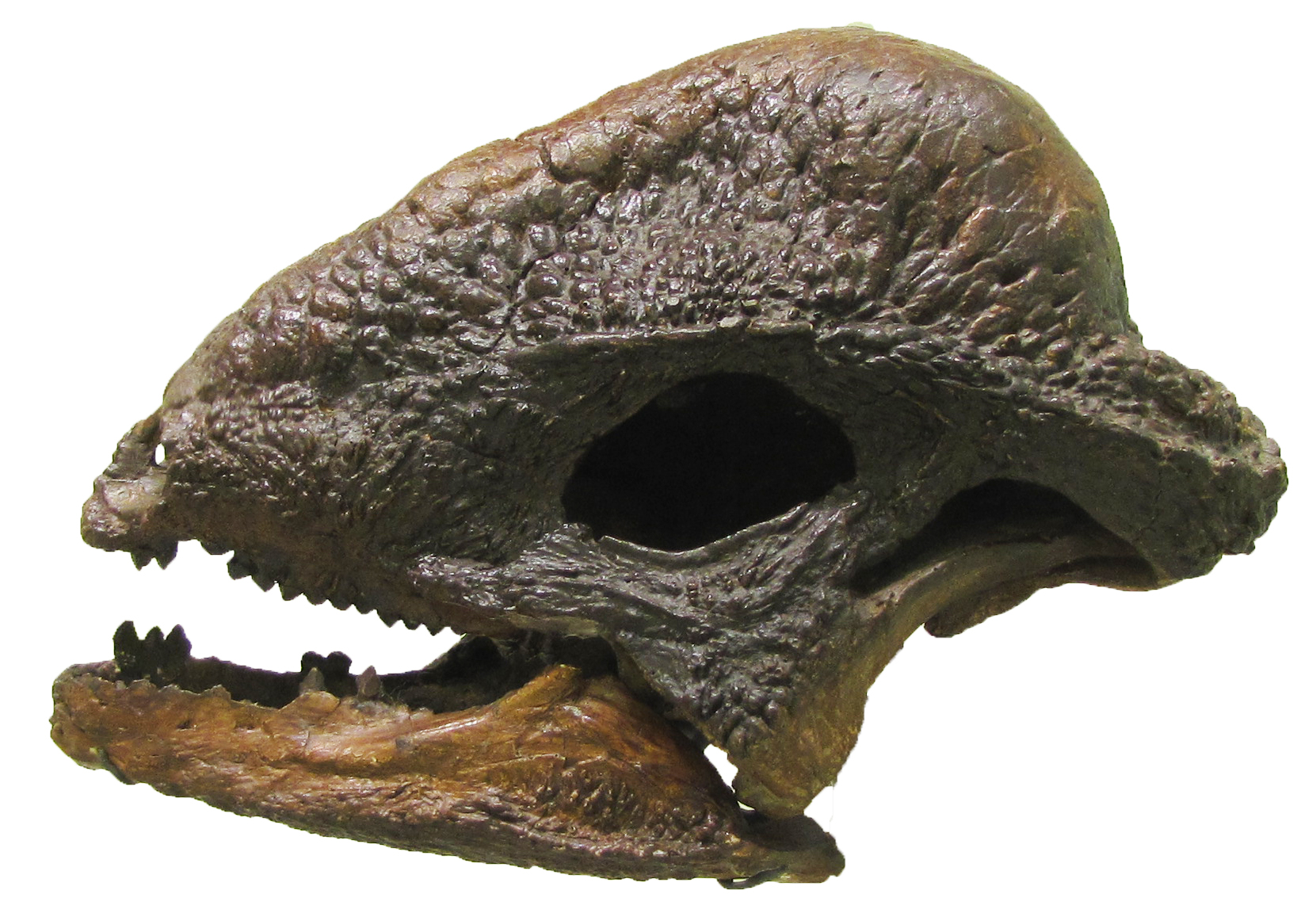
Odlew S. validum UALVP 2, pierwszej znalezionej kompletnej czaszki pachycefalozaura

Stegoceras cechował się uzębieniem heterodontycznym i tekodontycznym. Miał brzeżne rzędy względnie małych zębów, nie tworzyły one prostego brzegu tnącego. Wzdłuż długości szczęki i żuchwy zęby rozlokowane były na ukos, lekko na siebie zachodziły z przodu na tył. Najbardziej kompletny okaz czaszki (UALVP 2) po obu stronach szczęk miał 3 zęby przedszczękowe, 16 szczękowych oraz 17 zębowych. Zęby przedszczękowe i szczękowe dzieliła krótka diastema, a oba rzędy zębów przedszczękowych dzieliła bezzębna przestrzeń na przodzie. Zęby na przodzie kości przedszczękowej i żuchwy były podobne, miały wysokie, bardziej zaostrzone i zakrzywione korony i „piętkę” z tyłu. Przednie zęby żuchwy były większe od zębów szczęki. Brzegi koron były karbowane, przednie miały 8 karbowań, tylna zaś 9–11. Zęby w tyle szczęki (kość szczękowa) i żuchwy oglądane z boku miały kształt trójkątny, a spłaszczony, gdy się je widziało od przodu. Miały długie korzenie, w przekroju owalne. Ich korony miały zaznaczone obręcze u podstaw. Wypukłości karbowania były spłaszczone i skierowane ku szczytowi korony. Wewnętrzną i zewnętrzną stronę korony zęba pokrywało szkliwo, obie strony dzielił pionowo biegnący grzebień. Każdy brzeg zdobiło 7–8 karbowań, więcej zazwyczaj na brzegu przednim.
Czaszkę stegocerasa od innych pachycefalozaurów odróżniają następujące cechy: dobrze rozwinięta półka kostna ciemieniowo-łuskowa (zmniejszająca się jednak z wiekiem), pierwotne tworzenie się kopuły z frontoparietal (kopuła rosła z wiekiem), guzkowa ornamentacja na bokach i tyle kości łuskowych, rzędy do sześciu guzków na górnej części każdej z kości łuskowych i do dwóch guzów na skierowanych w tył wypustkach kości ciemieniowej. Czaszka tego rodzaju różniła się też brakiem ornamentacji kości nosowej oraz zredukowaną diastemą. Czaszkę S. novomexicanum można odróżnić od należącej do S. validum po skierowanej ku tyłowi wypustce kości ciemieniowej, bardziej zredukowanej i trójkątnej, po większych otworach nadoczodołowych (jednak może to wynikać z młodego wieku zbadanych okazów) i mniej więcej równoległych szwach pomiędzy kośćmi łuskowymi i ciemieniowymi. Wydaje się też mieć mniejsze zgrubienie czołowe niż S. validum.

## Historia odkryć

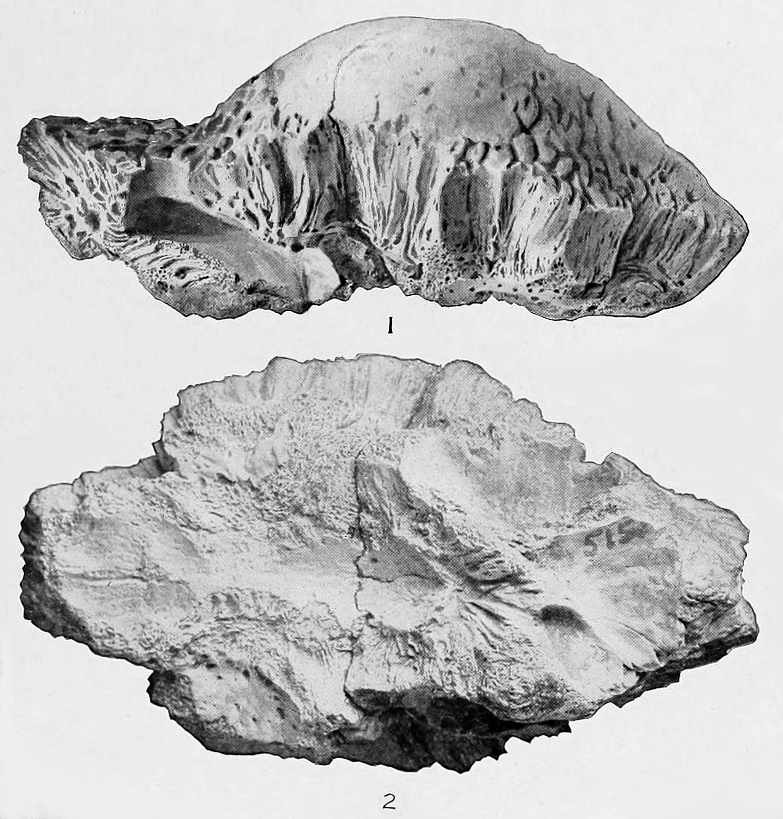
Fragmentaryczna kopuła CMN 515, lektotyp S. validum, widoczna od strony prawej i od dołu

Pierwsze znane pozostałości stegocerasa zebrał kanadyjski paleontolog Lawrence Lambe z Belly River Group w rejonie rzeki Red Deer w Albercie w Kanadzie. Szczątki te obejmowały dwie fragmentaryczne kopuły czaszek (okazy CMN 515 i CMN 1423 Canadian Museum of Nature) pochodzące od dwóch zwierząt różnej wielkości, zebrane w 1898. Trzecia niekompletna kopuła (CMN 1594) zebrana została w 1901. Bazując na tych trzech okazach, w 1902 Lambe opisał i nazwał nowy monotypowy rodzaj i należący doń gatunek Stegoceras validus. Nazwę rodzajową Stegoceras zaczerpnął ze starożytnej greki, wykorzystując słowa stegè/στέγη, czyli „dach”, i keras/κέρας, czyli „róg”. Epitet gatunkowy validus oznacza po łacinie silny, prawdopodobnie odnosi się do grubego sklepienia czaszki. Ponieważ rodzaj oparto na mnogich okazach (seria syntypów), John Bell Hatcher w 1907 ustanowił okaz CMN 515 lektotypem.
Ponieważ na tym obszarze nie znajdywano wcześniej podobnych szczątków, Lambe nie miał pewności, o jaką grupę dinozaurów chodzi ani też, czy reprezentują one jeden, czy więcej gatunków. Zasugerował, że kopuły były „kośćmi przednosowymi” (prenasals) leżącymi przed kośćmi nosowymi w linii pośrodkowej. Zauważył ich podobieństwo do budowanego przez kość nosową rdzenia rogu triceratopsa. W 1903 węgierski paleontolog Franz Nopcsa von Felső-Szilvás zasugerował, że fragmentaryczne kopuły stegocerasa były w rzeczywistości kośćmi czołowymi i nosowymi, w związku z czym zwierzę miałoby pojedynczy (nieparzysty) róg. Lambe’owi spodobał się ten pomysł nowego, jednorogiego dinozaura, co wyraził w przeglądzie pism Nopcsy z 1903. W tym czasie panowała jeszcze niepewność, do jakiej grupy dinozaurów należał Stegoceras. Rozpatrywano jako kandydatów ceratopsy i stegozaury. Hatcher wątpił, czy okazy stegocerasa mogą należeć do tego samego gatunku i czy w ogóle były to dinozaury. Sugerował, że kopuły składały się z kości czołowych, potylicznych i ciemieniowych. W 1918 Lambe przypisał kolejną kopułę (CMN 138) gatunkowi S. validus oraz opisał nowy gatunek S. brevis, opierając się na okazie CMN 1423 (pierwotnie włączony do S. validus). W tym czasie uznawał te zwierzęta za przedstawicieli stegozaurów, do których włączano wtedy rodziny stegozaurów i ankylozaurów, dodając doń kolejną rodzinę Psalisauridae (nazwaną tak z powodu kopulastego sklepienia czaszki).

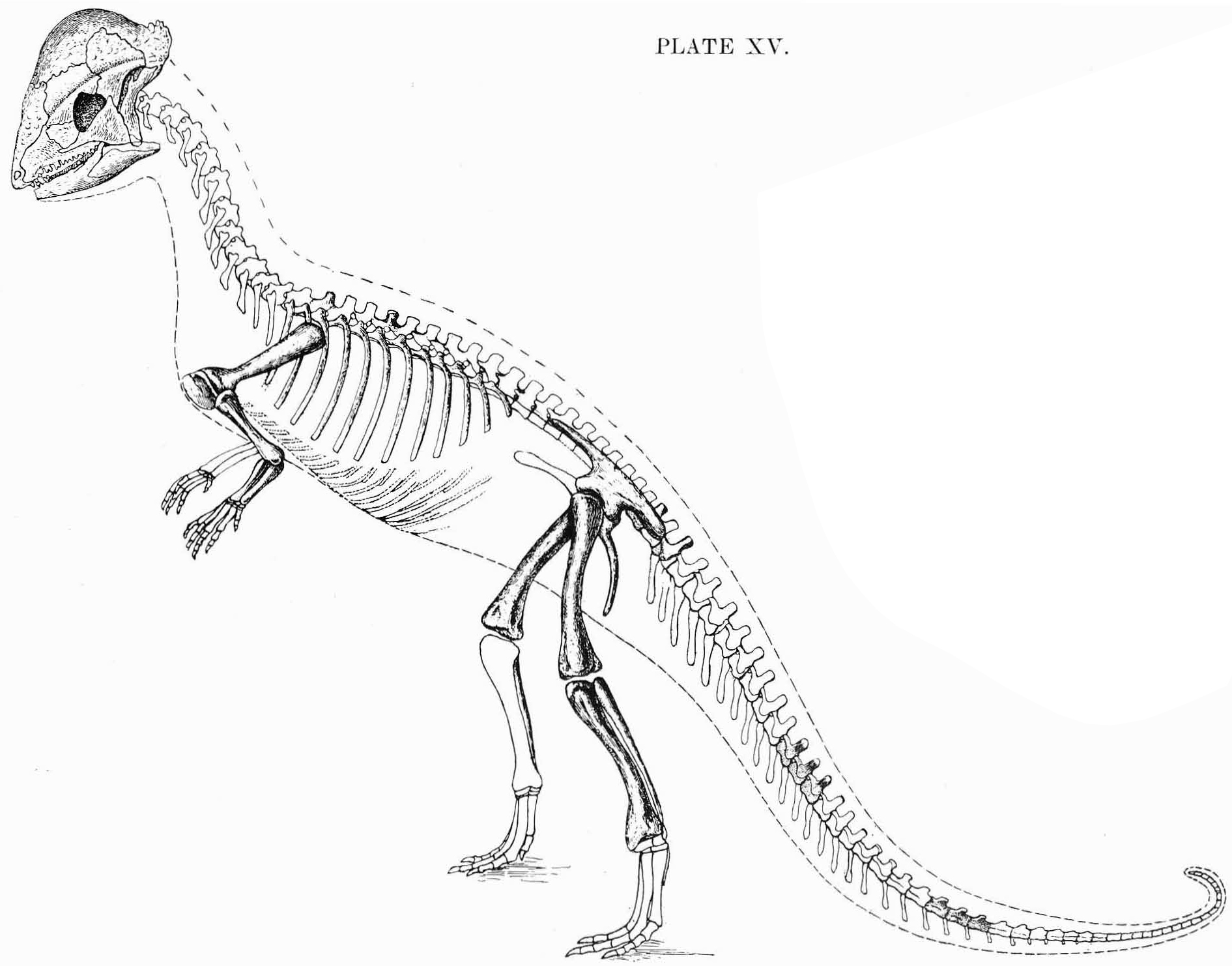
Rekonstrukcja szkieletu UALVP 2 autorstwa Gilmore’a z 1924, widać ścięgna ogona i gastralia

W 1924 amerykański paleontolog Charles Whitney Gilmore opisał kompletną czaszkę S. validus ze związanymi z nią szczątkami pozaczaszkowymi (okaz UALVP 2 należący do Laboratory for Vertebrate Palaeontology Uniwersytetu Alberty), wtedy najbardziej kompletne pozostałości pachycefalozaura. Znalezisko to potwierdziło interpretację kopuł Hatchera jako obszaru czołowo-ciemieniowego czaszki. UALVP 2 znaleziony został z małymi, niepołączonymi stawowo elementami kostnymi, które uznano za gastralia (żebra brzuszne), nieznane u innych ptasiomiednicznych. Gilmore zauważył, że zęby S. validus bardzo przypominały należące do gatunku Troodon formosus (nazwanego w 1856, znanego wtedy wyłącznie z izolowanych zębów). Opisał kopułę czaszki odkrytą blisko miejsca znalezienia troodonta. Wobec tego Gilmore uznał Stegoceras za niepewny młodszy synonim troodonta. Nazwę S. validus zmienił na T. validus i zasugerował, że nawet te 2 gatunki mogą w rzeczywistości być tym samym. Co więcej, wskazując na identyczność S. brevis z S. validus, uczynił zeń młodszy synonim tego ostatniego. Umieścił rzeczone gatunki w nowej rodzinie troodontów (jako że Lambe nie wybrał typowego rodzaju dla swych Psalisauridae). Uznał je za najbliższe ornitopodom. Ponieważ czaszka wydaje się tak wyspecjalizowana w porównaniu z prymitywnie wyglądającym szkieletem pozaczaszkowym, Nopcsa wątpił w to, że w rzeczywistości należały one do jednego zwierzęcia, sugerując, że czaszka należała do nodozaura, szkielet pozaczaszkowy do ornitopoda, a gastralia do ryby. Pogląd ten obalili Gilmore i Loris S. Russell w latach trzydziestych XX wieku.

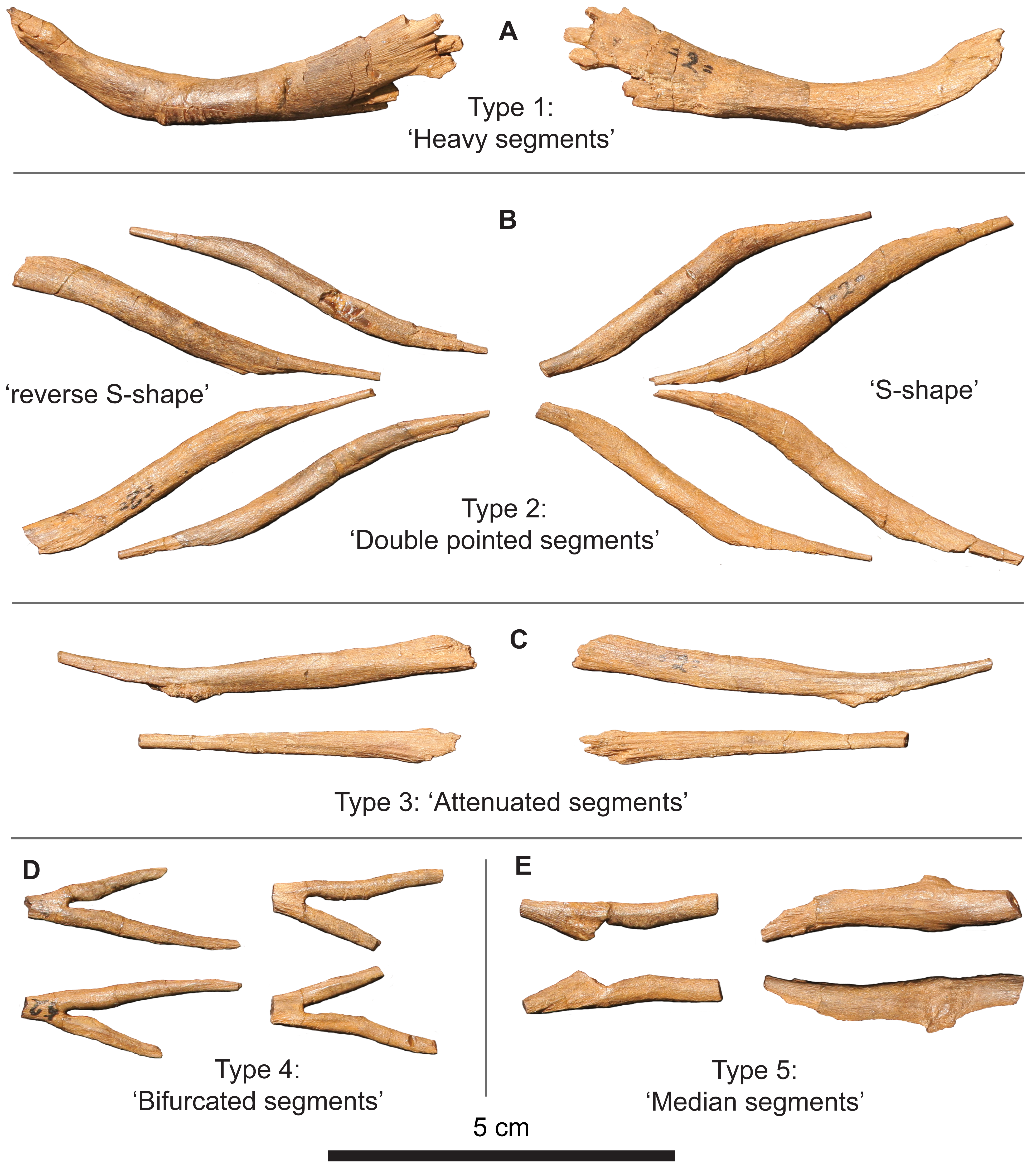
Skostniałe ścięgna ogona UALVP 2

Klasyfikację Gilmore’a wsparli amerykańscy paleontolodzy Barnum Brown i Erich Maren Schlaikjer w swym przeglądzie z 1943 na temat dinozaurów grubogłowych, których 46 czaszek wtedy znano. Brown i Schlaikjer na tej podstawie nazwali 2 nowe gatunki: T. sternbergi i T. edmontonensis, oba z Alberty. Przenieśli też duży gatunek T. wyomingensis (nazwany w 1931) do nowego rodzaju pachycefalozaur, wraz z dwoma innymi gatunkami. Uznali odrębność T. validus od T. formosus, ale S. brevis ocenili jako samicę T. validus, widząc w nim młodszy synonim. W tamtych czasach pachycefalozaury uznawano za krewnych ornitopodów bądź ankylozaurów. W 1945, po zbadaniu odlewów zębów T. formosus i S. validus, amerykański paleontolog Charles M. Sternberg wykazał pomiędzy nimi różnice i zasugerował, że troodon był teropodem, dinozaury grubogłowe zaś należy umieścić w odrębnej rodzinie. Chociaż Stegoceras był pierwszym nazwanym członkiem tej rodziny, Sternberg nazwał ją pachycefalozaurami od drugiego jej rodzaju, jako że jego nazwa („grubogłowy jaszczur”) wydawała mu się lepiej opisywać te zwierzęta. Ponadto włączył T. sternbergi i T. edmontonensis do rodzaju Stegoceras, uznał pewność S. brevis i nazwał nowy gatunek S. lambei na podstawie okazu wcześniej umieszczonego w S. validus. Rozdział z troodontem wsparł Russell w 1948, który opisał kość zębową teropoda z zębami prawie identycznymi jak te należące do T. formosus.
W 1953 Birger Bohlin nazwał Troodon bexelli na podstawie kości ciemieniowej znalezionej w Chinach. W 1964 Oskar Kuhn uznał to jednoznacznie za gatunek stegocerasa, S. bexelli. W 1974 polskie paleontolożki Teresa Maryańska i Halszka Osmólska rozpoznały w rzeczonych „gastraliach” stegocerasa skostniałe ścięgna po identyfikacji podobnych struktur w ogonie homalocefala. W 1979 William Patrick Wall i Peter Galton nazwali nowy gatunek Stegoceras browni na podstawie spłaszczonej kopuły, wcześniej opisywanej jako samica S. validus przez Galtona (1971). Epitet gatunkowy honoruje Barnuma Browna, który znalazł holotyp (okaz AMNH 5450 Amerykańskiego Muzeum Historii Naturalnej) w Albercie. W 1983 Galton i Hans-Dieter Sues przenieśli S. browni do odrębnego rodzaju ornatotol – Ornatotholus, (ornatus oznacza po łacinie „strojny”, tholus zaś oznacza kopułę). Uznali oni to znalezisko za pierwszego znanego amerykańskiego przedstawiciela płaskogłowych pachycefalozaurów, wcześniej znanych jedynie z Azji. W 1987 przegląd pachycefalozaurów autorstwa Suesa i Galtona poprawił epitet gatunkowy validus na validum, używany później w literaturze naukowej. Autorzy ci zsynonimizowali S. brevis, S. sternbergi i S. lambei z S. validum oraz uznali S. bexelli za różniący się od stegocerasa pod wieloma względami, uznając go za nieokreślonego pachycefalozaura.

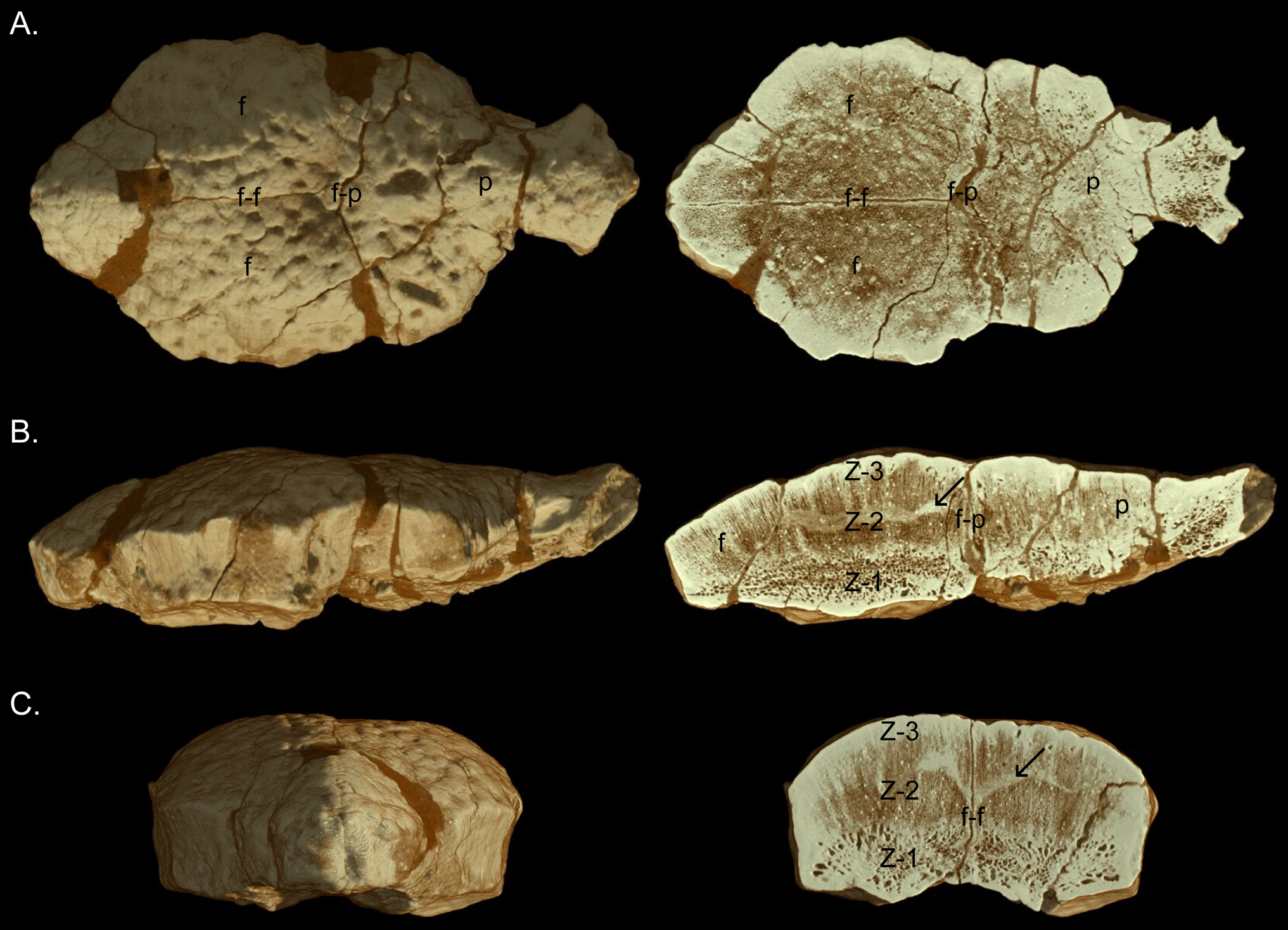
CT młodocianego, płaskogłowego AMNH 5450 (Ornatotholus), po prawej przekrój

W 1998 Goodwin i współpracownicy uznali Ornatotholus za młodocianego S. validum, a więc za młodszy synonim. W 2000 Robert M. Sullivan włączył S. edmontonensis i S. brevis do rodzaju prenocefal, zawierający wcześniej tylko mongolski gatunek P. prenes. Wydało mu się bardziej prawdopodobne, że S. bexelli należał do Prenocephale, niż do Stegoceras, określił go jednak za nomen dubium z powodu niekompletności szczątków, odnotowując, że holotyp wydaje się zagubiony. W 2003 Thomas E. Williamson i Thomas Carr uznali Ornatotholus za nomen dubium bądź być może za młodocianego stegocerasa. W 2003 rewizja rodzaju Stegoceras Sullivana zgodziła się z uznaniem ornitotola za młodszy synonym stegocerasa. Przeniosła S. lambei do nowego rodzaju kolepiocefal, a S. sternbergi do hansuezji. Stwierdzono, że dotychczas rodzaj Stegoceras traktowano jako takson-worek dla niewielkich do umiarkowanych rozmiarów pachycefalozaurów z Ameryki Północnej. Wcześniej tuziny okazów określano jako S. validum, włączając w to wiele kopuł zbyt niekompletnych, by z pewnością uznać je za należące do stegocerasów. UALVP 2 pozostaje najkompletniejszym okazem stegocerasa, na którym opiera się większość wiedzy o rodzaju.
W 2002 Williamson i Carr opisali sklepienie, okaz NMMNH P-33983 New Mexico Museum of Natural History and Science z San Juan Basin z Nowego Meksyku. Doszli do wniosku, że chodzi o młodocianego pachycefalozaura nieznanego gatunku (być może Sphaerotholus goodwini). W 2006 Sullivan i G. Lucas uznali je za młodociane S. validum, co znacznie poszerzyło zakres występowania gatunku. W 2011 Steven E. Jasinski i Sullivan uznali okaz za dorosły i uczynili holotypem nowego gatunku Stegoceras novomexicanum. Dwa inne okazy – SMP VP-2555 i SMP VP-2790 – zostały paratypami. Analiza filogenetyczna z 2011 pióra Mahito Watabe i współpracowników nie umiejscowiła obu gatunków stegocerasa blisko siebie. W 2016 Williamson i Stephen L. Brusatte ponownie przebadali holotyp S. novomexicanum, spostrzegając, że paratypy nie należą do tego samego taksonu, ponadto wszystkie 3 okazy to osobniki młodociane. Co więcej, nie mogli ustalić, czy holotypowy okaz reprezentuje gatunek odrębny od S. novomexicanum bądź czy jest młodocianym S. validum, Sphaerotholus goodwini lub innym wcześniej znanym pachycefalozaurem. W 2017 Jasinski i Sullivan podjęli się obrony pewności S. novomexicanum; zgodzili się, że pewne cechy używane w diagnostyce gatunku wskazywały na wiek młodociany, ale zaprezentowali dodatkowe cechy diagnostyczne holotypu, które powalają rozróżnić gatunki. Wskazali też pewne cechy dorosłych osobników mogące świadczyć o heterochronii, czyli zróżnicowaniu w czasie ontogenezy u blisko spokrewnionych taksonów, u tych gatunków. Przyznali, że paratypy i inne okazy różniły się od holotypu wyższymi kopułami czaszek. Nie przypisali ich jednak do cf. S. novomexicanum, ale uznali za bardziej prawdopodobne, że wszystkie należały do tego samego taksonu, w związku z ograniczonym odstępem stratygraficznym i geograficznym.

## Systematyka

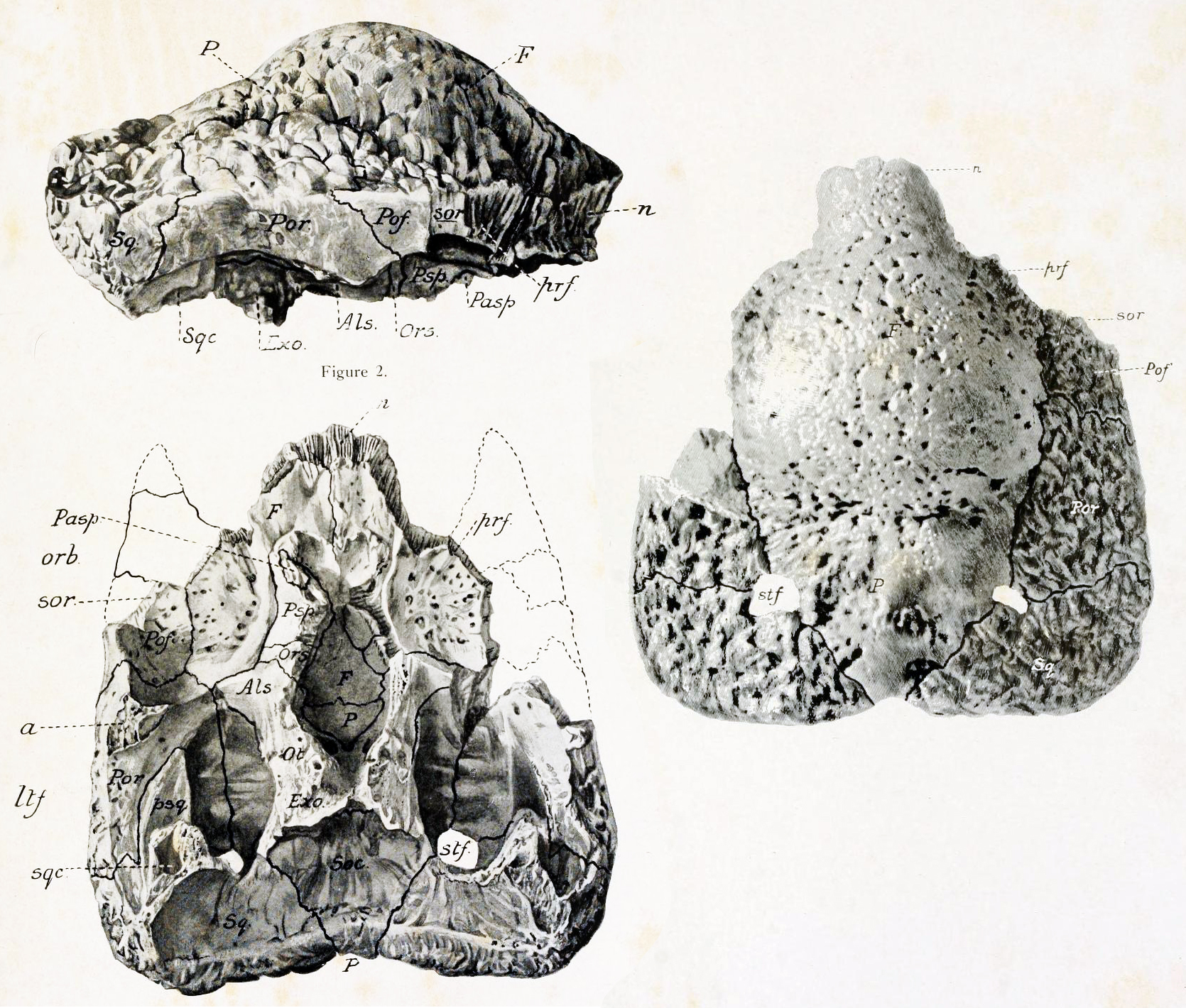
Ilustracja z 1918 przedstawiająca kopułę S. validum, okaz CMN 138

W latach siedemdziesiątych XX wieku więcej pachycefalozaurów opisano dzięki skamieniałościom azjatyckim, które dostarczyły więcej informacji o tej grupie. W 1974 Maryańska i Osmólska uznały pachycefalozaury za wystarczająco odrębne, by wynieść je do rangi osobnego podrzędu wśród ptasiomiednicznych: Pachycephalosauria. W 1978 chiński paleontolog Dong Zhiming podzielił pachycefalozaury na dwie rodziny: pachycefalozaury o głowie kopulastej (jak stegoceras) oraz płaskogłowe Homalocephalidae (pierwotnie zapisywane jako Homalocephaleridae). Wall i Galton nie uznali rangi podrzędu dla pachycefalozaurów za usprawiedliwioną w 1979. Do lat osiemdziesiątych pokrewieństwa pachycefalozaurów w obrębie ptasiomiednicznych pozostawały zagadką. Główne rywalizujące poglądy lokowały pachycefalozaury blisko ornitopodów bądź ceratopsów. Ten ostatni pogląd wynikał z podobieństw szkieletu stegocerasa i uznawanego za prymitywnego ceratopsa protoceratopsa. W 1986 amerykański paleontolog Paul Sereno wsparł pogląd o pokrewieństwie między pachycefalozaurami i ceratopsami, łącząc je w grupę marginocefali. Oparł się na podobnych cechach czaszek (np. półka na potylicy). Przyznał, że dowody na taką grupę nie przytłaczają, ale jej pewność wsparli Sues i Galton w 1987.
Do początku XXI wieku nieliczne pachycefalozaury znano z pozostałości szkieletu pozaczaszkowego, wiele zaś gatunków znano jedynie ze sklepienia czaszki. Czyni to rzeczoną grupę trudną w klasyfikacji. Pachycefalozaury określa się więc głównie poprzez cechy czaszki, jak to, czy jest ona płaska, czy ma czołowo-ciemieniową kopułę, jak występowanie szerokiego i spłaszczonego wybrzuszenia wzdłuż kości zaoczodołowej i łuskowej oraz tworzenia przez kości łuskowe głębokich płyt w okolicy potylicznej. W 1986 Sereno podzielił pachycefalozaury na dwie odrębne grupy, opierając się na rozmiarze kopuły ich czaszek. Ukuł nieużywane już dziś nazwy taksonów Tholocephalidae i Domocephalinae. W 2000 uznał stegocerasa o częściowo rozwiniętej kopule za formę przejściową pomiędzy, jak podejrzewano, prymitywnymi płaskogłowymi pachycefalozaurami i zaawansowanymi, o w pełni wykształconej kopule, jak pachycefalozaur. Podział na pachycefalozaury płaskogłowe i o wykształconej kopule został w trakcie następnych lat obalony, gdy płaską głowę uznano za cechę pedomorficzną bądź zaawansowaną w większości rewizji (choć nie przykład dymorfizmu płciowego). W 2006 Sullivan argumentował przeciw użyteczności kopuły w ustalaniu relacji taksonomicznych pomiędzy pachycefalozaurami. W 2003 Sullivan uznał stegocerasa za formę bardziej bazalną od członków podrodziny Pachycephalosaurinae o w pełni wykształconej kopule, pracując na wnioskami Sereno z 1986.
Analiza filogenetyczna z 2013 wykonana przez Evansa i współpracowników wykazała, że niektóre płaskogłowe pachycefalozaury były bliżej spokrewnione z taksonami o w pełni wykształconej kopule, niż ze stegocerasem o niepełnej kopule. Sugeruje to, że może raczej chodzić o młodociane osobniki taksonów kopulastych i ich płaska głowa nie wyznacza pokrewieństw taksonomicznych. Kladogram zaprezentowany poniżej ukazuje umiejscowienie stegocerasa w obrębie pachycefalozaurów wedle Evansa i in., 2013:

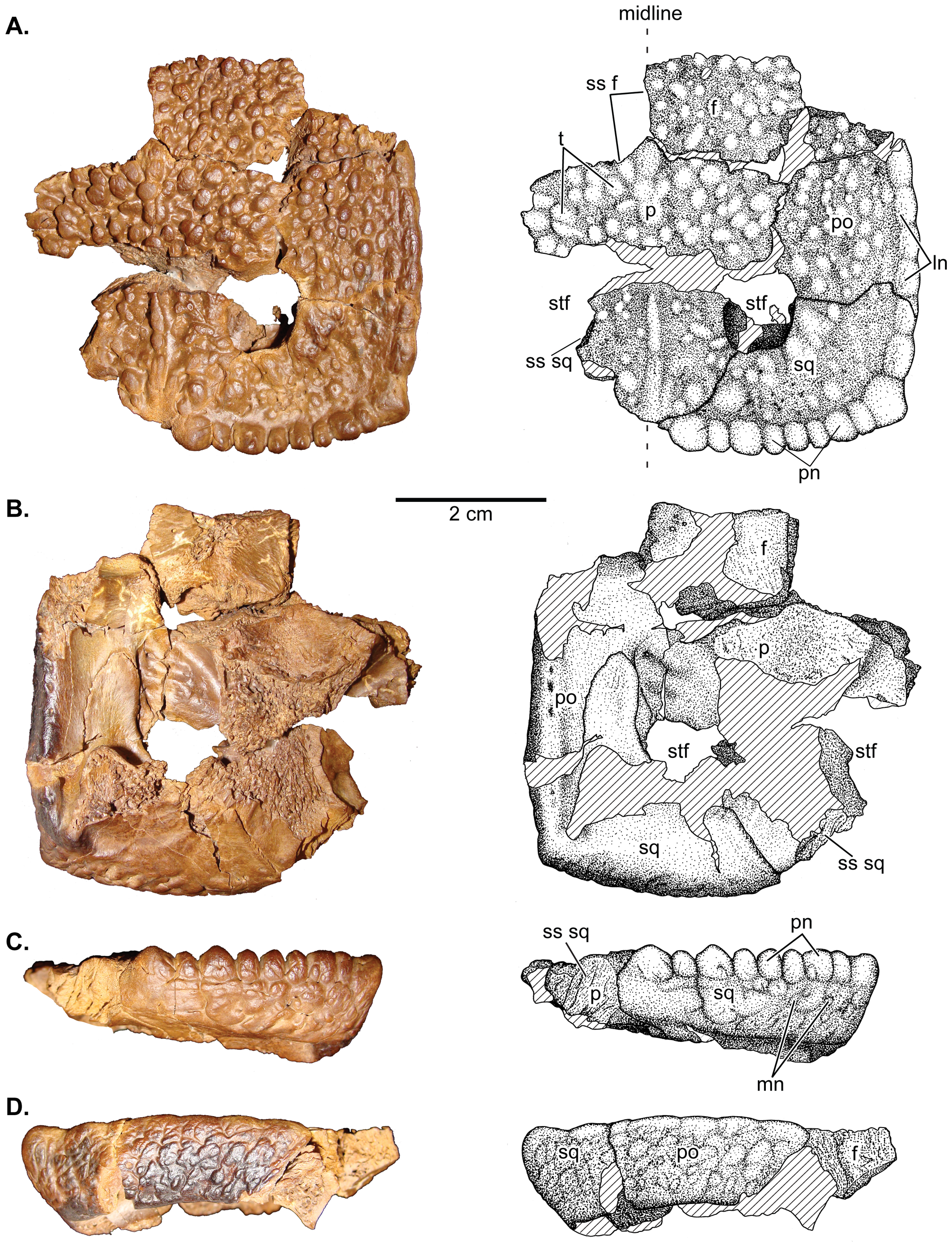
Fragmentaryczna czaszka młodego osobnika S. validum o płaskiej głowie, UCMZ(VP) 2008.001

|  | Hanssuesia sternbergi                                                           |
|  |                                                                                 |
|  | \| \| Stegoceras novomexicanum \| \| \| \| \| \| Stegoceras validum \| \| \| \| |
|  |                                                                                 |
|  | Stegoceras novomexicanum                                                        |
|  |                                                                                 |
|  | Stegoceras validum                                                              |
|  |                                                                                 |

|  | Stegoceras novomexicanum |
|  |                          |
|  | Stegoceras validum       |
|  |                          |

|  | Hanssuesia sternbergi                                                           |
|  |                                                                                 |
|  | \| \| Stegoceras novomexicanum \| \| \| \| \| \| Stegoceras validum \| \| \| \| |
|  |                                                                                 |
|  | Stegoceras novomexicanum                                                        |
|  |                                                                                 |
|  | Stegoceras validum                                                              |
|  |                                                                                 |

|  | Stegoceras novomexicanum |
|  |                          |
|  | Stegoceras validum       |
|  |                          |

|  | Acrotholus audeti   |
|  |                     |
|  | Prenocephale prenes |
|  |                     |

|  | Alaskacephale gangloffi         |
|  |                                 |
|  | Pachycephalosaurus wyomingensis |
|  |                                 |

|  | Sphaerotholus buchholtzae |
|  |                           |
|  | Sphaerotholus goodwini    |
|  |                           |

|  | Alaskacephale gangloffi         |
|  |                                 |
|  | Pachycephalosaurus wyomingensis |
|  |                                 |

|  | Sphaerotholus buchholtzae |
|  |                           |
|  | Sphaerotholus goodwini    |
|  |                           |

|  | Acrotholus audeti   |
|  |                     |
|  | Prenocephale prenes |
|  |                     |

|  | Alaskacephale gangloffi         |
|  |                                 |
|  | Pachycephalosaurus wyomingensis |
|  |                                 |

|  | Sphaerotholus buchholtzae |
|  |                           |
|  | Sphaerotholus goodwini    |
|  |                           |

|  | Alaskacephale gangloffi         |
|  |                                 |
|  | Pachycephalosaurus wyomingensis |
|  |                                 |

|  | Sphaerotholus buchholtzae |
|  |                           |
|  | Sphaerotholus goodwini    |
|  |                           |

|  | Acrotholus audeti   |
|  |                     |
|  | Prenocephale prenes |
|  |                     |

|  | Alaskacephale gangloffi         |
|  |                                 |
|  | Pachycephalosaurus wyomingensis |
|  |                                 |

|  | Sphaerotholus buchholtzae |
|  |                           |
|  | Sphaerotholus goodwini    |
|  |                           |

|  | Alaskacephale gangloffi         |
|  |                                 |
|  | Pachycephalosaurus wyomingensis |
|  |                                 |

|  | Sphaerotholus buchholtzae |
|  |                           |
|  | Sphaerotholus goodwini    |
|  |                           |

|  | Acrotholus audeti   |
|  |                     |
|  | Prenocephale prenes |
|  |                     |

|  | Alaskacephale gangloffi         |
|  |                                 |
|  | Pachycephalosaurus wyomingensis |
|  |                                 |

|  | Sphaerotholus buchholtzae |
|  |                           |
|  | Sphaerotholus goodwini    |
|  |                           |

|  | Alaskacephale gangloffi         |
|  |                                 |
|  | Pachycephalosaurus wyomingensis |
|  |                                 |

|  | Sphaerotholus buchholtzae |
|  |                           |
|  | Sphaerotholus goodwini    |
|  |                           |

|  | Acrotholus audeti   |
|  |                     |
|  | Prenocephale prenes |
|  |                     |

|  | Alaskacephale gangloffi         |
|  |                                 |
|  | Pachycephalosaurus wyomingensis |
|  |                                 |

|  | Sphaerotholus buchholtzae |
|  |                           |
|  | Sphaerotholus goodwini    |
|  |                           |

|  | Alaskacephale gangloffi         |
|  |                                 |
|  | Pachycephalosaurus wyomingensis |
|  |                                 |

|  | Sphaerotholus buchholtzae |
|  |                           |
|  | Sphaerotholus goodwini    |
|  |                           |

|  | Acrotholus audeti   |
|  |                     |
|  | Prenocephale prenes |
|  |                     |

|  | Alaskacephale gangloffi         |
|  |                                 |
|  | Pachycephalosaurus wyomingensis |
|  |                                 |

|  | Sphaerotholus buchholtzae |
|  |                           |
|  | Sphaerotholus goodwini    |
|  |                           |

|  | Alaskacephale gangloffi         |
|  |                                 |
|  | Pachycephalosaurus wyomingensis |
|  |                                 |

|  | Sphaerotholus buchholtzae |
|  |                           |
|  | Sphaerotholus goodwini    |
|  |                           |

|  | Acrotholus audeti   |
|  |                     |
|  | Prenocephale prenes |
|  |                     |

|  | Alaskacephale gangloffi         |
|  |                                 |
|  | Pachycephalosaurus wyomingensis |
|  |                                 |

|  | Sphaerotholus buchholtzae |
|  |                           |
|  | Sphaerotholus goodwini    |
|  |                           |

|  | Alaskacephale gangloffi         |
|  |                                 |
|  | Pachycephalosaurus wyomingensis |
|  |                                 |

|  | Sphaerotholus buchholtzae |
|  |                           |
|  | Sphaerotholus goodwini    |
|  |                           |

|  | Acrotholus audeti   |
|  |                     |
|  | Prenocephale prenes |
|  |                     |

|  | Alaskacephale gangloffi         |
|  |                                 |
|  | Pachycephalosaurus wyomingensis |
|  |                                 |

|  | Sphaerotholus buchholtzae |
|  |                           |
|  | Sphaerotholus goodwini    |
|  |                           |

|  | Alaskacephale gangloffi         |
|  |                                 |
|  | Pachycephalosaurus wyomingensis |
|  |                                 |

|  | Sphaerotholus buchholtzae |
|  |                           |
|  | Sphaerotholus goodwini    |
|  |                           |

|  | Acrotholus audeti   |
|  |                     |
|  | Prenocephale prenes |
|  |                     |

|  | Alaskacephale gangloffi         |
|  |                                 |
|  | Pachycephalosaurus wyomingensis |
|  |                                 |

|  | Sphaerotholus buchholtzae |
|  |                           |
|  | Sphaerotholus goodwini    |
|  |                           |

|  | Alaskacephale gangloffi         |
|  |                                 |
|  | Pachycephalosaurus wyomingensis |
|  |                                 |

|  | Sphaerotholus buchholtzae |
|  |                           |
|  | Sphaerotholus goodwini    |
|  |                           |

|  | Acrotholus audeti   |
|  |                     |
|  | Prenocephale prenes |
|  |                     |

|  | Alaskacephale gangloffi         |
|  |                                 |
|  | Pachycephalosaurus wyomingensis |
|  |                                 |

|  | Sphaerotholus buchholtzae |
|  |                           |
|  | Sphaerotholus goodwini    |
|  |                           |

|  | Alaskacephale gangloffi         |
|  |                                 |
|  | Pachycephalosaurus wyomingensis |
|  |                                 |

|  | Sphaerotholus buchholtzae |
|  |                           |
|  | Sphaerotholus goodwini    |
|  |                           |

|  | Acrotholus audeti   |
|  |                     |
|  | Prenocephale prenes |
|  |                     |

|  | Alaskacephale gangloffi         |
|  |                                 |
|  | Pachycephalosaurus wyomingensis |
|  |                                 |

|  | Sphaerotholus buchholtzae |
|  |                           |
|  | Sphaerotholus goodwini    |
|  |                           |

|  | Alaskacephale gangloffi         |
|  |                                 |
|  | Pachycephalosaurus wyomingensis |
|  |                                 |

|  | Sphaerotholus buchholtzae |
|  |                           |
|  | Sphaerotholus goodwini    |
|  |                           |

|  | Acrotholus audeti   |
|  |                     |
|  | Prenocephale prenes |
|  |                     |

|  | Alaskacephale gangloffi         |
|  |                                 |
|  | Pachycephalosaurus wyomingensis |
|  |                                 |

|  | Sphaerotholus buchholtzae |
|  |                           |
|  | Sphaerotholus goodwini    |
|  |                           |

|  | Alaskacephale gangloffi         |
|  |                                 |
|  | Pachycephalosaurus wyomingensis |
|  |                                 |

|  | Sphaerotholus buchholtzae |
|  |                           |
|  | Sphaerotholus goodwini    |
|  |                           |

|  | Acrotholus audeti   |
|  |                     |
|  | Prenocephale prenes |
|  |                     |

|  | Alaskacephale gangloffi         |
|  |                                 |
|  | Pachycephalosaurus wyomingensis |
|  |                                 |

|  | Sphaerotholus buchholtzae |
|  |                           |
|  | Sphaerotholus goodwini    |
|  |                           |

|  | Alaskacephale gangloffi         |
|  |                                 |
|  | Pachycephalosaurus wyomingensis |
|  |                                 |

|  | Sphaerotholus buchholtzae |
|  |                           |
|  | Sphaerotholus goodwini    |
|  |                           |

|  | Acrotholus audeti   |
|  |                     |
|  | Prenocephale prenes |
|  |                     |

|  | Alaskacephale gangloffi         |
|  |                                 |
|  | Pachycephalosaurus wyomingensis |
|  |                                 |

|  | Sphaerotholus buchholtzae |
|  |                           |
|  | Sphaerotholus goodwini    |
|  |                           |

|  | Alaskacephale gangloffi         |
|  |                                 |
|  | Pachycephalosaurus wyomingensis |
|  |                                 |

|  | Sphaerotholus buchholtzae |
|  |                           |
|  | Sphaerotholus goodwini    |
|  |                           |

|  | Acrotholus audeti   |
|  |                     |
|  | Prenocephale prenes |
|  |                     |

|  | Alaskacephale gangloffi         |
|  |                                 |
|  | Pachycephalosaurus wyomingensis |
|  |                                 |

|  | Sphaerotholus buchholtzae |
|  |                           |
|  | Sphaerotholus goodwini    |
|  |                           |

|  | Alaskacephale gangloffi         |
|  |                                 |
|  | Pachycephalosaurus wyomingensis |
|  |                                 |

|  | Sphaerotholus buchholtzae |
|  |                           |
|  | Sphaerotholus goodwini    |
|  |                           |

|  | Acrotholus audeti   |
|  |                     |
|  | Prenocephale prenes |
|  |                     |

|  | Alaskacephale gangloffi         |
|  |                                 |
|  | Pachycephalosaurus wyomingensis |
|  |                                 |

|  | Sphaerotholus buchholtzae |
|  |                           |
|  | Sphaerotholus goodwini    |
|  |                           |

|  | Alaskacephale gangloffi         |
|  |                                 |
|  | Pachycephalosaurus wyomingensis |
|  |                                 |

|  | Sphaerotholus buchholtzae |
|  |                           |
|  | Sphaerotholus goodwini    |
|  |                           |

|  | Acrotholus audeti   |
|  |                     |
|  | Prenocephale prenes |
|  |                     |

|  | Alaskacephale gangloffi         |
|  |                                 |
|  | Pachycephalosaurus wyomingensis |
|  |                                 |

|  | Sphaerotholus buchholtzae |
|  |                           |
|  | Sphaerotholus goodwini    |
|  |                           |

|  | Alaskacephale gangloffi         |
|  |                                 |
|  | Pachycephalosaurus wyomingensis |
|  |                                 |

|  | Sphaerotholus buchholtzae |
|  |                           |
|  | Sphaerotholus goodwini    |
|  |                           |

|  | Acrotholus audeti   |
|  |                     |
|  | Prenocephale prenes |
|  |                     |

|  | Alaskacephale gangloffi         |
|  |                                 |
|  | Pachycephalosaurus wyomingensis |
|  |                                 |

|  | Sphaerotholus buchholtzae |
|  |                           |
|  | Sphaerotholus goodwini    |
|  |                           |

|  | Alaskacephale gangloffi         |
|  |                                 |
|  | Pachycephalosaurus wyomingensis |
|  |                                 |

|  | Sphaerotholus buchholtzae |
|  |                           |
|  | Sphaerotholus goodwini    |
|  |                           |

|  | Acrotholus audeti   |
|  |                     |
|  | Prenocephale prenes |
|  |                     |

|  | Alaskacephale gangloffi         |
|  |                                 |
|  | Pachycephalosaurus wyomingensis |
|  |                                 |

|  | Sphaerotholus buchholtzae |
|  |                           |
|  | Sphaerotholus goodwini    |
|  |                           |

|  | Alaskacephale gangloffi         |
|  |                                 |
|  | Pachycephalosaurus wyomingensis |
|  |                                 |

|  | Sphaerotholus buchholtzae |
|  |                           |
|  | Sphaerotholus goodwini    |
|  |                           |

|  | Acrotholus audeti   |
|  |                     |
|  | Prenocephale prenes |
|  |                     |

|  | Alaskacephale gangloffi         |
|  |                                 |
|  | Pachycephalosaurus wyomingensis |
|  |                                 |

|  | Sphaerotholus buchholtzae |
|  |                           |
|  | Sphaerotholus goodwini    |
|  |                           |

|  | Alaskacephale gangloffi         |
|  |                                 |
|  | Pachycephalosaurus wyomingensis |
|  |                                 |

|  | Sphaerotholus buchholtzae |
|  |                           |
|  | Sphaerotholus goodwini    |
|  |                           |

|  | Acrotholus audeti   |
|  |                     |
|  | Prenocephale prenes |
|  |                     |

|  | Alaskacephale gangloffi         |
|  |                                 |
|  | Pachycephalosaurus wyomingensis |
|  |                                 |

|  | Sphaerotholus buchholtzae |
|  |                           |
|  | Sphaerotholus goodwini    |
|  |                           |

|  | Alaskacephale gangloffi         |
|  |                                 |
|  | Pachycephalosaurus wyomingensis |
|  |                                 |

|  | Sphaerotholus buchholtzae |
|  |                           |
|  | Sphaerotholus goodwini    |
|  |                           |

|  | Acrotholus audeti   |
|  |                     |
|  | Prenocephale prenes |
|  |                     |

|  | Alaskacephale gangloffi         |
|  |                                 |
|  | Pachycephalosaurus wyomingensis |
|  |                                 |

|  | Sphaerotholus buchholtzae |
|  |                           |
|  | Sphaerotholus goodwini    |
|  |                           |

|  | Alaskacephale gangloffi         |
|  |                                 |
|  | Pachycephalosaurus wyomingensis |
|  |                                 |

|  | Sphaerotholus buchholtzae |
|  |                           |
|  | Sphaerotholus goodwini    |
|  |                           |

|  | Acrotholus audeti   |
|  |                     |
|  | Prenocephale prenes |
|  |                     |

|  | Alaskacephale gangloffi         |
|  |                                 |
|  | Pachycephalosaurus wyomingensis |
|  |                                 |

|  | Sphaerotholus buchholtzae |
|  |                           |
|  | Sphaerotholus goodwini    |
|  |                           |

|  | Alaskacephale gangloffi         |
|  |                                 |
|  | Pachycephalosaurus wyomingensis |
|  |                                 |

|  | Sphaerotholus buchholtzae |
|  |                           |
|  | Sphaerotholus goodwini    |
|  |                           |

|  | Acrotholus audeti   |
|  |                     |
|  | Prenocephale prenes |
|  |                     |

|  | Alaskacephale gangloffi         |
|  |                                 |
|  | Pachycephalosaurus wyomingensis |
|  |                                 |

|  | Sphaerotholus buchholtzae |
|  |                           |
|  | Sphaerotholus goodwini    |
|  |                           |

|  | Alaskacephale gangloffi         |
|  |                                 |
|  | Pachycephalosaurus wyomingensis |
|  |                                 |

|  | Sphaerotholus buchholtzae |
|  |                           |
|  | Sphaerotholus goodwini    |
|  |                           |

|  | Acrotholus audeti   |
|  |                     |
|  | Prenocephale prenes |
|  |                     |

|  | Alaskacephale gangloffi         |
|  |                                 |
|  | Pachycephalosaurus wyomingensis |
|  |                                 |

|  | Sphaerotholus buchholtzae |
|  |                           |
|  | Sphaerotholus goodwini    |
|  |                           |

|  | Alaskacephale gangloffi         |
|  |                                 |
|  | Pachycephalosaurus wyomingensis |
|  |                                 |

|  | Sphaerotholus buchholtzae |
|  |                           |
|  | Sphaerotholus goodwini    |
|  |                           |

|  | Acrotholus audeti   |
|  |                     |
|  | Prenocephale prenes |
|  |                     |

|  | Alaskacephale gangloffi         |
|  |                                 |
|  | Pachycephalosaurus wyomingensis |
|  |                                 |

|  | Sphaerotholus buchholtzae |
|  |                           |
|  | Sphaerotholus goodwini    |
|  |                           |

|  | Alaskacephale gangloffi         |
|  |                                 |
|  | Pachycephalosaurus wyomingensis |
|  |                                 |

|  | Sphaerotholus buchholtzae |
|  |                           |
|  | Sphaerotholus goodwini    |
|  |                           |

|  | Acrotholus audeti   |
|  |                     |
|  | Prenocephale prenes |
|  |                     |

|  | Alaskacephale gangloffi         |
|  |                                 |
|  | Pachycephalosaurus wyomingensis |
|  |                                 |

|  | Sphaerotholus buchholtzae |
|  |                           |
|  | Sphaerotholus goodwini    |
|  |                           |

|  | Alaskacephale gangloffi         |
|  |                                 |
|  | Pachycephalosaurus wyomingensis |
|  |                                 |

|  | Sphaerotholus buchholtzae |
|  |                           |
|  | Sphaerotholus goodwini    |
|  |                           |

|  | Acrotholus audeti   |
|  |                     |
|  | Prenocephale prenes |
|  |                     |

|  | Alaskacephale gangloffi         |
|  |                                 |
|  | Pachycephalosaurus wyomingensis |
|  |                                 |

|  | Sphaerotholus buchholtzae |
|  |                           |
|  | Sphaerotholus goodwini    |
|  |                           |

|  | Alaskacephale gangloffi         |
|  |                                 |
|  | Pachycephalosaurus wyomingensis |
|  |                                 |

|  | Sphaerotholus buchholtzae |
|  |                           |
|  | Sphaerotholus goodwini    |
|  |                           |

|  | Acrotholus audeti   |
|  |                     |
|  | Prenocephale prenes |
|  |                     |

|  | Alaskacephale gangloffi         |
|  |                                 |
|  | Pachycephalosaurus wyomingensis |
|  |                                 |

|  | Sphaerotholus buchholtzae |
|  |                           |
|  | Sphaerotholus goodwini    |
|  |                           |

|  | Alaskacephale gangloffi         |
|  |                                 |
|  | Pachycephalosaurus wyomingensis |
|  |                                 |

|  | Sphaerotholus buchholtzae |
|  |                           |
|  | Sphaerotholus goodwini    |
|  |                           |

|  | Acrotholus audeti   |
|  |                     |
|  | Prenocephale prenes |
|  |                     |

|  | Alaskacephale gangloffi         |
|  |                                 |
|  | Pachycephalosaurus wyomingensis |
|  |                                 |

|  | Sphaerotholus buchholtzae |
|  |                           |
|  | Sphaerotholus goodwini    |
|  |                           |

|  | Alaskacephale gangloffi         |
|  |                                 |
|  | Pachycephalosaurus wyomingensis |
|  |                                 |

|  | Sphaerotholus buchholtzae |
|  |                           |
|  | Sphaerotholus goodwini    |
|  |                           |

|  | Acrotholus audeti   |
|  |                     |
|  | Prenocephale prenes |
|  |                     |

|  | Alaskacephale gangloffi         |
|  |                                 |
|  | Pachycephalosaurus wyomingensis |
|  |                                 |

|  | Sphaerotholus buchholtzae |
|  |                           |
|  | Sphaerotholus goodwini    |
|  |                           |

|  | Alaskacephale gangloffi         |
|  |                                 |
|  | Pachycephalosaurus wyomingensis |
|  |                                 |

|  | Sphaerotholus buchholtzae |
|  |                           |
|  | Sphaerotholus goodwini    |
|  |                           |

|  | Acrotholus audeti   |
|  |                     |
|  | Prenocephale prenes |
|  |                     |

|  | Alaskacephale gangloffi         |
|  |                                 |
|  | Pachycephalosaurus wyomingensis |
|  |                                 |

|  | Sphaerotholus buchholtzae |
|  |                           |
|  | Sphaerotholus goodwini    |
|  |                           |

|  | Alaskacephale gangloffi         |
|  |                                 |
|  | Pachycephalosaurus wyomingensis |
|  |                                 |

|  | Sphaerotholus buchholtzae |
|  |                           |
|  | Sphaerotholus goodwini    |
|  |                           |

|  | Acrotholus audeti   |
|  |                     |
|  | Prenocephale prenes |
|  |                     |

|  | Alaskacephale gangloffi         |
|  |                                 |
|  | Pachycephalosaurus wyomingensis |
|  |                                 |

|  | Sphaerotholus buchholtzae |
|  |                           |
|  | Sphaerotholus goodwini    |
|  |                           |

|  | Alaskacephale gangloffi         |
|  |                                 |
|  | Pachycephalosaurus wyomingensis |
|  |                                 |

|  | Sphaerotholus buchholtzae |
|  |                           |
|  | Sphaerotholus goodwini    |
|  |                           |

|  | Acrotholus audeti   |
|  |                     |
|  | Prenocephale prenes |
|  |                     |

|  | Alaskacephale gangloffi         |
|  |                                 |
|  | Pachycephalosaurus wyomingensis |
|  |                                 |

|  | Sphaerotholus buchholtzae |
|  |                           |
|  | Sphaerotholus goodwini    |
|  |                           |

|  | Alaskacephale gangloffi         |
|  |                                 |
|  | Pachycephalosaurus wyomingensis |
|  |                                 |

|  | Sphaerotholus buchholtzae |
|  |                           |
|  | Sphaerotholus goodwini    |
|  |                           |

|  | Acrotholus audeti   |
|  |                     |
|  | Prenocephale prenes |
|  |                     |

|  | Alaskacephale gangloffi         |
|  |                                 |
|  | Pachycephalosaurus wyomingensis |
|  |                                 |

|  | Sphaerotholus buchholtzae |
|  |                           |
|  | Sphaerotholus goodwini    |
|  |                           |

|  | Alaskacephale gangloffi         |
|  |                                 |
|  | Pachycephalosaurus wyomingensis |
|  |                                 |

|  | Sphaerotholus buchholtzae |
|  |                           |
|  | Sphaerotholus goodwini    |
|  |                           |

|  | Acrotholus audeti   |
|  |                     |
|  | Prenocephale prenes |
|  |                     |

|  | Alaskacephale gangloffi         |
|  |                                 |
|  | Pachycephalosaurus wyomingensis |
|  |                                 |

|  | Sphaerotholus buchholtzae |
|  |                           |
|  | Sphaerotholus goodwini    |
|  |                           |

|  | Alaskacephale gangloffi         |
|  |                                 |
|  | Pachycephalosaurus wyomingensis |
|  |                                 |

|  | Sphaerotholus buchholtzae |
|  |                           |
|  | Sphaerotholus goodwini    |
|  |                           |

|  | Acrotholus audeti   |
|  |                     |
|  | Prenocephale prenes |
|  |                     |

|  | Alaskacephale gangloffi         |
|  |                                 |
|  | Pachycephalosaurus wyomingensis |
|  |                                 |

|  | Sphaerotholus buchholtzae |
|  |                           |
|  | Sphaerotholus goodwini    |
|  |                           |

|  | Alaskacephale gangloffi         |
|  |                                 |
|  | Pachycephalosaurus wyomingensis |
|  |                                 |

|  | Sphaerotholus buchholtzae |
|  |                           |
|  | Sphaerotholus goodwini    |
|  |                           |

|  | Acrotholus audeti   |
|  |                     |
|  | Prenocephale prenes |
|  |                     |

|  | Alaskacephale gangloffi         |
|  |                                 |
|  | Pachycephalosaurus wyomingensis |
|  |                                 |

|  | Sphaerotholus buchholtzae |
|  |                           |
|  | Sphaerotholus goodwini    |
|  |                           |

|  | Alaskacephale gangloffi         |
|  |                                 |
|  | Pachycephalosaurus wyomingensis |
|  |                                 |

|  | Sphaerotholus buchholtzae |
|  |                           |
|  | Sphaerotholus goodwini    |
|  |                           |

|  | Acrotholus audeti   |
|  |                     |
|  | Prenocephale prenes |
|  |                     |

|  | Alaskacephale gangloffi         |
|  |                                 |
|  | Pachycephalosaurus wyomingensis |
|  |                                 |

|  | Sphaerotholus buchholtzae |
|  |                           |
|  | Sphaerotholus goodwini    |
|  |                           |

|  | Alaskacephale gangloffi         |
|  |                                 |
|  | Pachycephalosaurus wyomingensis |
|  |                                 |

|  | Sphaerotholus buchholtzae |
|  |                           |
|  | Sphaerotholus goodwini    |
|  |                           |

|  | Acrotholus audeti   |
|  |                     |
|  | Prenocephale prenes |
|  |                     |

|  | Alaskacephale gangloffi         |
|  |                                 |
|  | Pachycephalosaurus wyomingensis |
|  |                                 |

|  | Sphaerotholus buchholtzae |
|  |                           |
|  | Sphaerotholus goodwini    |
|  |                           |

|  | Alaskacephale gangloffi         |
|  |                                 |
|  | Pachycephalosaurus wyomingensis |
|  |                                 |

|  | Sphaerotholus buchholtzae |
|  |                           |
|  | Sphaerotholus goodwini    |
|  |                           |

|  | Acrotholus audeti   |
|  |                     |
|  | Prenocephale prenes |
|  |                     |

|  | Alaskacephale gangloffi         |
|  |                                 |
|  | Pachycephalosaurus wyomingensis |
|  |                                 |

|  | Sphaerotholus buchholtzae |
|  |                           |
|  | Sphaerotholus goodwini    |
|  |                           |

|  | Alaskacephale gangloffi         |
|  |                                 |
|  | Pachycephalosaurus wyomingensis |
|  |                                 |

|  | Sphaerotholus buchholtzae |
|  |                           |
|  | Sphaerotholus goodwini    |
|  |                           |

|  | Acrotholus audeti   |
|  |                     |
|  | Prenocephale prenes |
|  |                     |

|  | Alaskacephale gangloffi         |
|  |                                 |
|  | Pachycephalosaurus wyomingensis |
|  |                                 |

|  | Sphaerotholus buchholtzae |
|  |                           |
|  | Sphaerotholus goodwini    |
|  |                           |

|  | Alaskacephale gangloffi         |
|  |                                 |
|  | Pachycephalosaurus wyomingensis |
|  |                                 |

|  | Sphaerotholus buchholtzae |
|  |                           |
|  | Sphaerotholus goodwini    |
|  |                           |

|  | Acrotholus audeti   |
|  |                     |
|  | Prenocephale prenes |
|  |                     |

|  | Alaskacephale gangloffi         |
|  |                                 |
|  | Pachycephalosaurus wyomingensis |
|  |                                 |

|  | Sphaerotholus buchholtzae |
|  |                           |
|  | Sphaerotholus goodwini    |
|  |                           |

|  | Alaskacephale gangloffi         |
|  |                                 |
|  | Pachycephalosaurus wyomingensis |
|  |                                 |

|  | Sphaerotholus buchholtzae |
|  |                           |
|  | Sphaerotholus goodwini    |
|  |                           |

|  | Acrotholus audeti   |
|  |                     |
|  | Prenocephale prenes |
|  |                     |

|  | Alaskacephale gangloffi         |
|  |                                 |
|  | Pachycephalosaurus wyomingensis |
|  |                                 |

|  | Sphaerotholus buchholtzae |
|  |                           |
|  | Sphaerotholus goodwini    |
|  |                           |

|  | Alaskacephale gangloffi         |
|  |                                 |
|  | Pachycephalosaurus wyomingensis |
|  |                                 |

|  | Sphaerotholus buchholtzae |
|  |                           |
|  | Sphaerotholus goodwini    |
|  |                           |

|  | Acrotholus audeti   |
|  |                     |
|  | Prenocephale prenes |
|  |                     |

|  | Alaskacephale gangloffi         |
|  |                                 |
|  | Pachycephalosaurus wyomingensis |
|  |                                 |

|  | Sphaerotholus buchholtzae |
|  |                           |
|  | Sphaerotholus goodwini    |
|  |                           |

|  | Alaskacephale gangloffi         |
|  |                                 |
|  | Pachycephalosaurus wyomingensis |
|  |                                 |

|  | Sphaerotholus buchholtzae |
|  |                           |
|  | Sphaerotholus goodwini    |
|  |                           |

|  | Acrotholus audeti   |
|  |                     |
|  | Prenocephale prenes |
|  |                     |

|  | Alaskacephale gangloffi         |
|  |                                 |
|  | Pachycephalosaurus wyomingensis |
|  |                                 |

|  | Sphaerotholus buchholtzae |
|  |                           |
|  | Sphaerotholus goodwini    |
|  |                           |

|  | Alaskacephale gangloffi         |
|  |                                 |
|  | Pachycephalosaurus wyomingensis |
|  |                                 |

|  | Sphaerotholus buchholtzae |
|  |                           |
|  | Sphaerotholus goodwini    |
|  |                           |

|  | Acrotholus audeti   |
|  |                     |
|  | Prenocephale prenes |
|  |                     |

|  | Alaskacephale gangloffi         |
|  |                                 |
|  | Pachycephalosaurus wyomingensis |
|  |                                 |

|  | Sphaerotholus buchholtzae |
|  |                           |
|  | Sphaerotholus goodwini    |
|  |                           |

|  | Alaskacephale gangloffi         |
|  |                                 |
|  | Pachycephalosaurus wyomingensis |
|  |                                 |

|  | Sphaerotholus buchholtzae |
|  |                           |
|  | Sphaerotholus goodwini    |
|  |                           |

|  | Acrotholus audeti   |
|  |                     |
|  | Prenocephale prenes |
|  |                     |

|  | Alaskacephale gangloffi         |
|  |                                 |
|  | Pachycephalosaurus wyomingensis |
|  |                                 |

|  | Sphaerotholus buchholtzae |
|  |                           |
|  | Sphaerotholus goodwini    |
|  |                           |

|  | Alaskacephale gangloffi         |
|  |                                 |
|  | Pachycephalosaurus wyomingensis |
|  |                                 |

|  | Sphaerotholus buchholtzae |
|  |                           |
|  | Sphaerotholus goodwini    |
|  |                           |

|  | Acrotholus audeti   |
|  |                     |
|  | Prenocephale prenes |
|  |                     |

|  | Alaskacephale gangloffi         |
|  |                                 |
|  | Pachycephalosaurus wyomingensis |
|  |                                 |

|  | Sphaerotholus buchholtzae |
|  |                           |
|  | Sphaerotholus goodwini    |
|  |                           |

|  | Alaskacephale gangloffi         |
|  |                                 |
|  | Pachycephalosaurus wyomingensis |
|  |                                 |

|  | Sphaerotholus buchholtzae |
|  |                           |
|  | Sphaerotholus goodwini    |
|  |                           |

|  | Acrotholus audeti   |
|  |                     |
|  | Prenocephale prenes |
|  |                     |

|  | Alaskacephale gangloffi         |
|  |                                 |
|  | Pachycephalosaurus wyomingensis |
|  |                                 |

|  | Sphaerotholus buchholtzae |
|  |                           |
|  | Sphaerotholus goodwini    |
|  |                           |

|  | Alaskacephale gangloffi         |
|  |                                 |
|  | Pachycephalosaurus wyomingensis |
|  |                                 |

|  | Sphaerotholus buchholtzae |
|  |                           |
|  | Sphaerotholus goodwini    |
|  |                           |

|  | Acrotholus audeti   |
|  |                     |
|  | Prenocephale prenes |
|  |                     |

|  | Alaskacephale gangloffi         |
|  |                                 |
|  | Pachycephalosaurus wyomingensis |
|  |                                 |

|  | Sphaerotholus buchholtzae |
|  |                           |
|  | Sphaerotholus goodwini    |
|  |                           |

|  | Alaskacephale gangloffi         |
|  |                                 |
|  | Pachycephalosaurus wyomingensis |
|  |                                 |

|  | Sphaerotholus buchholtzae |
|  |                           |
|  | Sphaerotholus goodwini    |
|  |                           |

|  | Acrotholus audeti   |
|  |                     |
|  | Prenocephale prenes |
|  |                     |

|  | Alaskacephale gangloffi         |
|  |                                 |
|  | Pachycephalosaurus wyomingensis |
|  |                                 |

|  | Sphaerotholus buchholtzae |
|  |                           |
|  | Sphaerotholus goodwini    |
|  |                           |

|  | Alaskacephale gangloffi         |
|  |                                 |
|  | Pachycephalosaurus wyomingensis |
|  |                                 |

|  | Sphaerotholus buchholtzae |
|  |                           |
|  | Sphaerotholus goodwini    |
|  |                           |

|  | Acrotholus audeti   |
|  |                     |
|  | Prenocephale prenes |
|  |                     |

|  | Alaskacephale gangloffi         |
|  |                                 |
|  | Pachycephalosaurus wyomingensis |
|  |                                 |

|  | Sphaerotholus buchholtzae |
|  |                           |
|  | Sphaerotholus goodwini    |
|  |                           |

|  | Alaskacephale gangloffi         |
|  |                                 |
|  | Pachycephalosaurus wyomingensis |
|  |                                 |

|  | Sphaerotholus buchholtzae |
|  |                           |
|  | Sphaerotholus goodwini    |
|  |                           |

|  | Acrotholus audeti   |
|  |                     |
|  | Prenocephale prenes |
|  |                     |

|  | Alaskacephale gangloffi         |
|  |                                 |
|  | Pachycephalosaurus wyomingensis |
|  |                                 |

|  | Sphaerotholus buchholtzae |
|  |                           |
|  | Sphaerotholus goodwini    |
|  |                           |

|  | Alaskacephale gangloffi         |
|  |                                 |
|  | Pachycephalosaurus wyomingensis |
|  |                                 |

|  | Sphaerotholus buchholtzae |
|  |                           |
|  | Sphaerotholus goodwini    |
|  |                           |

|  | Acrotholus audeti   |
|  |                     |
|  | Prenocephale prenes |
|  |                     |

|  | Alaskacephale gangloffi         |
|  |                                 |
|  | Pachycephalosaurus wyomingensis |
|  |                                 |

|  | Sphaerotholus buchholtzae |
|  |                           |
|  | Sphaerotholus goodwini    |
|  |                           |

|  | Alaskacephale gangloffi         |
|  |                                 |
|  | Pachycephalosaurus wyomingensis |
|  |                                 |

|  | Sphaerotholus buchholtzae |
|  |                           |
|  | Sphaerotholus goodwini    |
|  |                           |

|  | Acrotholus audeti   |
|  |                     |
|  | Prenocephale prenes |
|  |                     |

|  | Alaskacephale gangloffi         |
|  |                                 |
|  | Pachycephalosaurus wyomingensis |
|  |                                 |

|  | Sphaerotholus buchholtzae |
|  |                           |
|  | Sphaerotholus goodwini    |
|  |                           |

|  | Alaskacephale gangloffi         |
|  |                                 |
|  | Pachycephalosaurus wyomingensis |
|  |                                 |

|  | Sphaerotholus buchholtzae |
|  |                           |
|  | Sphaerotholus goodwini    |
|  |                           |

|  | Acrotholus audeti   |
|  |                     |
|  | Prenocephale prenes |
|  |                     |

|  | Alaskacephale gangloffi         |
|  |                                 |
|  | Pachycephalosaurus wyomingensis |
|  |                                 |

|  | Sphaerotholus buchholtzae |
|  |                           |
|  | Sphaerotholus goodwini    |
|  |                           |

|  | Alaskacephale gangloffi         |
|  |                                 |
|  | Pachycephalosaurus wyomingensis |
|  |                                 |

|  | Sphaerotholus buchholtzae |
|  |                           |
|  | Sphaerotholus goodwini    |
|  |                           |

|  | Acrotholus audeti   |
|  |                     |
|  | Prenocephale prenes |
|  |                     |

|  | Alaskacephale gangloffi         |
|  |                                 |
|  | Pachycephalosaurus wyomingensis |
|  |                                 |

|  | Sphaerotholus buchholtzae |
|  |                           |
|  | Sphaerotholus goodwini    |
|  |                           |

|  | Alaskacephale gangloffi         |
|  |                                 |
|  | Pachycephalosaurus wyomingensis |
|  |                                 |

|  | Sphaerotholus buchholtzae |
|  |                           |
|  | Sphaerotholus goodwini    |
|  |                           |

|  | Acrotholus audeti   |
|  |                     |
|  | Prenocephale prenes |
|  |                     |

|  | Alaskacephale gangloffi         |
|  |                                 |
|  | Pachycephalosaurus wyomingensis |
|  |                                 |

|  | Sphaerotholus buchholtzae |
|  |                           |
|  | Sphaerotholus goodwini    |
|  |                           |

|  | Alaskacephale gangloffi         |
|  |                                 |
|  | Pachycephalosaurus wyomingensis |
|  |                                 |

|  | Sphaerotholus buchholtzae |
|  |                           |
|  | Sphaerotholus goodwini    |
|  |                           |

|  | Acrotholus audeti   |
|  |                     |
|  | Prenocephale prenes |
|  |                     |

|  | Alaskacephale gangloffi         |
|  |                                 |
|  | Pachycephalosaurus wyomingensis |
|  |                                 |

|  | Sphaerotholus buchholtzae |
|  |                           |
|  | Sphaerotholus goodwini    |
|  |                           |

|  | Alaskacephale gangloffi         |
|  |                                 |
|  | Pachycephalosaurus wyomingensis |
|  |                                 |

|  | Sphaerotholus buchholtzae |
|  |                           |
|  | Sphaerotholus goodwini    |
|  |                           |

|  | Acrotholus audeti   |
|  |                     |
|  | Prenocephale prenes |
|  |                     |

|  | Alaskacephale gangloffi         |
|  |                                 |
|  | Pachycephalosaurus wyomingensis |
|  |                                 |

|  | Sphaerotholus buchholtzae |
|  |                           |
|  | Sphaerotholus goodwini    |
|  |                           |

|  | Alaskacephale gangloffi         |
|  |                                 |
|  | Pachycephalosaurus wyomingensis |
|  |                                 |

|  | Sphaerotholus buchholtzae |
|  |                           |
|  | Sphaerotholus goodwini    |
|  |                           |

|  | Acrotholus audeti   |
|  |                     |
|  | Prenocephale prenes |
|  |                     |

|  | Alaskacephale gangloffi         |
|  |                                 |
|  | Pachycephalosaurus wyomingensis |
|  |                                 |

|  | Sphaerotholus buchholtzae |
|  |                           |
|  | Sphaerotholus goodwini    |
|  |                           |

|  | Alaskacephale gangloffi         |
|  |                                 |
|  | Pachycephalosaurus wyomingensis |
|  |                                 |

|  | Sphaerotholus buchholtzae |
|  |                           |
|  | Sphaerotholus goodwini    |
|  |                           |

|  | Acrotholus audeti   |
|  |                     |
|  | Prenocephale prenes |
|  |                     |

|  | Alaskacephale gangloffi         |
|  |                                 |
|  | Pachycephalosaurus wyomingensis |
|  |                                 |

|  | Sphaerotholus buchholtzae |
|  |                           |
|  | Sphaerotholus goodwini    |
|  |                           |

|  | Alaskacephale gangloffi         |
|  |                                 |
|  | Pachycephalosaurus wyomingensis |
|  |                                 |

|  | Sphaerotholus buchholtzae |
|  |                           |
|  | Sphaerotholus goodwini    |
|  |                           |

|  | Acrotholus audeti   |
|  |                     |
|  | Prenocephale prenes |
|  |                     |

|  | Alaskacephale gangloffi         |
|  |                                 |
|  | Pachycephalosaurus wyomingensis |
|  |                                 |

|  | Sphaerotholus buchholtzae |
|  |                           |
|  | Sphaerotholus goodwini    |
|  |                           |

|  | Alaskacephale gangloffi         |
|  |                                 |
|  | Pachycephalosaurus wyomingensis |
|  |                                 |

|  | Sphaerotholus buchholtzae |
|  |                           |
|  | Sphaerotholus goodwini    |
|  |                           |

|  | Hanssuesia sternbergi                                                           |
|  |                                                                                 |
|  | \| \| Stegoceras novomexicanum \| \| \| \| \| \| Stegoceras validum \| \| \| \| |
|  |                                                                                 |
|  | Stegoceras novomexicanum                                                        |
|  |                                                                                 |
|  | Stegoceras validum                                                              |
|  |                                                                                 |

|  | Stegoceras novomexicanum |
|  |                          |
|  | Stegoceras validum       |
|  |                          |

|  | Hanssuesia sternbergi                                                           |
|  |                                                                                 |
|  | \| \| Stegoceras novomexicanum \| \| \| \| \| \| Stegoceras validum \| \| \| \| |
|  |                                                                                 |
|  | Stegoceras novomexicanum                                                        |
|  |                                                                                 |
|  | Stegoceras validum                                                              |
|  |                                                                                 |

|  | Stegoceras novomexicanum |
|  |                          |
|  | Stegoceras validum       |
|  |                          |

|  | Acrotholus audeti   |
|  |                     |
|  | Prenocephale prenes |
|  |                     |

|  | Alaskacephale gangloffi         |
|  |                                 |
|  | Pachycephalosaurus wyomingensis |
|  |                                 |

|  | Sphaerotholus buchholtzae |
|  |                           |
|  | Sphaerotholus goodwini    |
|  |                           |

|  | Alaskacephale gangloffi         |
|  |                                 |
|  | Pachycephalosaurus wyomingensis |
|  |                                 |

|  | Sphaerotholus buchholtzae |
|  |                           |
|  | Sphaerotholus goodwini    |
|  |                           |

|  | Acrotholus audeti   |
|  |                     |
|  | Prenocephale prenes |
|  |                     |

|  | Alaskacephale gangloffi         |
|  |                                 |
|  | Pachycephalosaurus wyomingensis |
|  |                                 |

|  | Sphaerotholus buchholtzae |
|  |                           |
|  | Sphaerotholus goodwini    |
|  |                           |

|  | Alaskacephale gangloffi         |
|  |                                 |
|  | Pachycephalosaurus wyomingensis |
|  |                                 |

|  | Sphaerotholus buchholtzae |
|  |                           |
|  | Sphaerotholus goodwini    |
|  |                           |

|  | Acrotholus audeti   |
|  |                     |
|  | Prenocephale prenes |
|  |                     |

|  | Alaskacephale gangloffi         |
|  |                                 |
|  | Pachycephalosaurus wyomingensis |
|  |                                 |

|  | Sphaerotholus buchholtzae |
|  |                           |
|  | Sphaerotholus goodwini    |
|  |                           |

|  | Alaskacephale gangloffi         |
|  |                                 |
|  | Pachycephalosaurus wyomingensis |
|  |                                 |

|  | Sphaerotholus buchholtzae |
|  |                           |
|  | Sphaerotholus goodwini    |
|  |                           |

|  | Acrotholus audeti   |
|  |                     |
|  | Prenocephale prenes |
|  |                     |

|  | Alaskacephale gangloffi         |
|  |                                 |
|  | Pachycephalosaurus wyomingensis |
|  |                                 |

|  | Sphaerotholus buchholtzae |
|  |                           |
|  | Sphaerotholus goodwini    |
|  |                           |

|  | Alaskacephale gangloffi         |
|  |                                 |
|  | Pachycephalosaurus wyomingensis |
|  |                                 |

|  | Sphaerotholus buchholtzae |
|  |                           |
|  | Sphaerotholus goodwini    |
|  |                           |

|  | Acrotholus audeti   |
|  |                     |
|  | Prenocephale prenes |
|  |                     |

|  | Alaskacephale gangloffi         |
|  |                                 |
|  | Pachycephalosaurus wyomingensis |
|  |                                 |

|  | Sphaerotholus buchholtzae |
|  |                           |
|  | Sphaerotholus goodwini    |
|  |                           |

|  | Alaskacephale gangloffi         |
|  |                                 |
|  | Pachycephalosaurus wyomingensis |
|  |                                 |

|  | Sphaerotholus buchholtzae |
|  |                           |
|  | Sphaerotholus goodwini    |
|  |                           |

|  | Acrotholus audeti   |
|  |                     |
|  | Prenocephale prenes |
|  |                     |

|  | Alaskacephale gangloffi         |
|  |                                 |
|  | Pachycephalosaurus wyomingensis |
|  |                                 |

|  | Sphaerotholus buchholtzae |
|  |                           |
|  | Sphaerotholus goodwini    |
|  |                           |

|  | Alaskacephale gangloffi         |
|  |                                 |
|  | Pachycephalosaurus wyomingensis |
|  |                                 |

|  | Sphaerotholus buchholtzae |
|  |                           |
|  | Sphaerotholus goodwini    |
|  |                           |

|  | Acrotholus audeti   |
|  |                     |
|  | Prenocephale prenes |
|  |                     |

|  | Alaskacephale gangloffi         |
|  |                                 |
|  | Pachycephalosaurus wyomingensis |
|  |                                 |

|  | Sphaerotholus buchholtzae |
|  |                           |
|  | Sphaerotholus goodwini    |
|  |                           |

|  | Alaskacephale gangloffi         |
|  |                                 |
|  | Pachycephalosaurus wyomingensis |
|  |                                 |

|  | Sphaerotholus buchholtzae |
|  |                           |
|  | Sphaerotholus goodwini    |
|  |                           |

|  | Acrotholus audeti   |
|  |                     |
|  | Prenocephale prenes |
|  |                     |

|  | Alaskacephale gangloffi         |
|  |                                 |
|  | Pachycephalosaurus wyomingensis |
|  |                                 |

|  | Sphaerotholus buchholtzae |
|  |                           |
|  | Sphaerotholus goodwini    |
|  |                           |

|  | Alaskacephale gangloffi         |
|  |                                 |
|  | Pachycephalosaurus wyomingensis |
|  |                                 |

|  | Sphaerotholus buchholtzae |
|  |                           |
|  | Sphaerotholus goodwini    |
|  |                           |

|  | Acrotholus audeti   |
|  |                     |
|  | Prenocephale prenes |
|  |                     |

|  | Alaskacephale gangloffi         |
|  |                                 |
|  | Pachycephalosaurus wyomingensis |
|  |                                 |

|  | Sphaerotholus buchholtzae |
|  |                           |
|  | Sphaerotholus goodwini    |
|  |                           |

|  | Alaskacephale gangloffi         |
|  |                                 |
|  | Pachycephalosaurus wyomingensis |
|  |                                 |

|  | Sphaerotholus buchholtzae |
|  |                           |
|  | Sphaerotholus goodwini    |
|  |                           |

|  | Acrotholus audeti   |
|  |                     |
|  | Prenocephale prenes |
|  |                     |

|  | Alaskacephale gangloffi         |
|  |                                 |
|  | Pachycephalosaurus wyomingensis |
|  |                                 |

|  | Sphaerotholus buchholtzae |
|  |                           |
|  | Sphaerotholus goodwini    |
|  |                           |

|  | Alaskacephale gangloffi         |
|  |                                 |
|  | Pachycephalosaurus wyomingensis |
|  |                                 |

|  | Sphaerotholus buchholtzae |
|  |                           |
|  | Sphaerotholus goodwini    |
|  |                           |

|  | Acrotholus audeti   |
|  |                     |
|  | Prenocephale prenes |
|  |                     |

|  | Alaskacephale gangloffi         |
|  |                                 |
|  | Pachycephalosaurus wyomingensis |
|  |                                 |

|  | Sphaerotholus buchholtzae |
|  |                           |
|  | Sphaerotholus goodwini    |
|  |                           |

|  | Alaskacephale gangloffi         |
|  |                                 |
|  | Pachycephalosaurus wyomingensis |
|  |                                 |

|  | Sphaerotholus buchholtzae |
|  |                           |
|  | Sphaerotholus goodwini    |
|  |                           |

|  | Acrotholus audeti   |
|  |                     |
|  | Prenocephale prenes |
|  |                     |

|  | Alaskacephale gangloffi         |
|  |                                 |
|  | Pachycephalosaurus wyomingensis |
|  |                                 |

|  | Sphaerotholus buchholtzae |
|  |                           |
|  | Sphaerotholus goodwini    |
|  |                           |

|  | Alaskacephale gangloffi         |
|  |                                 |
|  | Pachycephalosaurus wyomingensis |
|  |                                 |

|  | Sphaerotholus buchholtzae |
|  |                           |
|  | Sphaerotholus goodwini    |
|  |                           |

|  | Acrotholus audeti   |
|  |                     |
|  | Prenocephale prenes |
|  |                     |

|  | Alaskacephale gangloffi         |
|  |                                 |
|  | Pachycephalosaurus wyomingensis |
|  |                                 |

|  | Sphaerotholus buchholtzae |
|  |                           |
|  | Sphaerotholus goodwini    |
|  |                           |

|  | Alaskacephale gangloffi         |
|  |                                 |
|  | Pachycephalosaurus wyomingensis |
|  |                                 |

|  | Sphaerotholus buchholtzae |
|  |                           |
|  | Sphaerotholus goodwini    |
|  |                           |

|  | Acrotholus audeti   |
|  |                     |
|  | Prenocephale prenes |
|  |                     |

|  | Alaskacephale gangloffi         |
|  |                                 |
|  | Pachycephalosaurus wyomingensis |
|  |                                 |

|  | Sphaerotholus buchholtzae |
|  |                           |
|  | Sphaerotholus goodwini    |
|  |                           |

|  | Alaskacephale gangloffi         |
|  |                                 |
|  | Pachycephalosaurus wyomingensis |
|  |                                 |

|  | Sphaerotholus buchholtzae |
|  |                           |
|  | Sphaerotholus goodwini    |
|  |                           |

|  | Acrotholus audeti   |
|  |                     |
|  | Prenocephale prenes |
|  |                     |

|  | Alaskacephale gangloffi         |
|  |                                 |
|  | Pachycephalosaurus wyomingensis |
|  |                                 |

|  | Sphaerotholus buchholtzae |
|  |                           |
|  | Sphaerotholus goodwini    |
|  |                           |

|  | Alaskacephale gangloffi         |
|  |                                 |
|  | Pachycephalosaurus wyomingensis |
|  |                                 |

|  | Sphaerotholus buchholtzae |
|  |                           |
|  | Sphaerotholus goodwini    |
|  |                           |

|  | Acrotholus audeti   |
|  |                     |
|  | Prenocephale prenes |
|  |                     |

|  | Alaskacephale gangloffi         |
|  |                                 |
|  | Pachycephalosaurus wyomingensis |
|  |                                 |

|  | Sphaerotholus buchholtzae |
|  |                           |
|  | Sphaerotholus goodwini    |
|  |                           |

|  | Alaskacephale gangloffi         |
|  |                                 |
|  | Pachycephalosaurus wyomingensis |
|  |                                 |

|  | Sphaerotholus buchholtzae |
|  |                           |
|  | Sphaerotholus goodwini    |
|  |                           |

|  | Acrotholus audeti   |
|  |                     |
|  | Prenocephale prenes |
|  |                     |

|  | Alaskacephale gangloffi         |
|  |                                 |
|  | Pachycephalosaurus wyomingensis |
|  |                                 |

|  | Sphaerotholus buchholtzae |
|  |                           |
|  | Sphaerotholus goodwini    |
|  |                           |

|  | Alaskacephale gangloffi         |
|  |                                 |
|  | Pachycephalosaurus wyomingensis |
|  |                                 |

|  | Sphaerotholus buchholtzae |
|  |                           |
|  | Sphaerotholus goodwini    |
|  |                           |

|  | Acrotholus audeti   |
|  |                     |
|  | Prenocephale prenes |
|  |                     |

|  | Alaskacephale gangloffi         |
|  |                                 |
|  | Pachycephalosaurus wyomingensis |
|  |                                 |

|  | Sphaerotholus buchholtzae |
|  |                           |
|  | Sphaerotholus goodwini    |
|  |                           |

|  | Alaskacephale gangloffi         |
|  |                                 |
|  | Pachycephalosaurus wyomingensis |
|  |                                 |

|  | Sphaerotholus buchholtzae |
|  |                           |
|  | Sphaerotholus goodwini    |
|  |                           |

|  | Acrotholus audeti   |
|  |                     |
|  | Prenocephale prenes |
|  |                     |

|  | Alaskacephale gangloffi         |
|  |                                 |
|  | Pachycephalosaurus wyomingensis |
|  |                                 |

|  | Sphaerotholus buchholtzae |
|  |                           |
|  | Sphaerotholus goodwini    |
|  |                           |

|  | Alaskacephale gangloffi         |
|  |                                 |
|  | Pachycephalosaurus wyomingensis |
|  |                                 |

|  | Sphaerotholus buchholtzae |
|  |                           |
|  | Sphaerotholus goodwini    |
|  |                           |

|  | Acrotholus audeti   |
|  |                     |
|  | Prenocephale prenes |
|  |                     |

|  | Alaskacephale gangloffi         |
|  |                                 |
|  | Pachycephalosaurus wyomingensis |
|  |                                 |

|  | Sphaerotholus buchholtzae |
|  |                           |
|  | Sphaerotholus goodwini    |
|  |                           |

|  | Alaskacephale gangloffi         |
|  |                                 |
|  | Pachycephalosaurus wyomingensis |
|  |                                 |

|  | Sphaerotholus buchholtzae |
|  |                           |
|  | Sphaerotholus goodwini    |
|  |                           |

|  | Acrotholus audeti   |
|  |                     |
|  | Prenocephale prenes |
|  |                     |

|  | Alaskacephale gangloffi         |
|  |                                 |
|  | Pachycephalosaurus wyomingensis |
|  |                                 |

|  | Sphaerotholus buchholtzae |
|  |                           |
|  | Sphaerotholus goodwini    |
|  |                           |

|  | Alaskacephale gangloffi         |
|  |                                 |
|  | Pachycephalosaurus wyomingensis |
|  |                                 |

|  | Sphaerotholus buchholtzae |
|  |                           |
|  | Sphaerotholus goodwini    |
|  |                           |

|  | Acrotholus audeti   |
|  |                     |
|  | Prenocephale prenes |
|  |                     |

|  | Alaskacephale gangloffi         |
|  |                                 |
|  | Pachycephalosaurus wyomingensis |
|  |                                 |

|  | Sphaerotholus buchholtzae |
|  |                           |
|  | Sphaerotholus goodwini    |
|  |                           |

|  | Alaskacephale gangloffi         |
|  |                                 |
|  | Pachycephalosaurus wyomingensis |
|  |                                 |

|  | Sphaerotholus buchholtzae |
|  |                           |
|  | Sphaerotholus goodwini    |
|  |                           |

|  | Acrotholus audeti   |
|  |                     |
|  | Prenocephale prenes |
|  |                     |

|  | Alaskacephale gangloffi         |
|  |                                 |
|  | Pachycephalosaurus wyomingensis |
|  |                                 |

|  | Sphaerotholus buchholtzae |
|  |                           |
|  | Sphaerotholus goodwini    |
|  |                           |

|  | Alaskacephale gangloffi         |
|  |                                 |
|  | Pachycephalosaurus wyomingensis |
|  |                                 |

|  | Sphaerotholus buchholtzae |
|  |                           |
|  | Sphaerotholus goodwini    |
|  |                           |

|  | Acrotholus audeti   |
|  |                     |
|  | Prenocephale prenes |
|  |                     |

|  | Alaskacephale gangloffi         |
|  |                                 |
|  | Pachycephalosaurus wyomingensis |
|  |                                 |

|  | Sphaerotholus buchholtzae |
|  |                           |
|  | Sphaerotholus goodwini    |
|  |                           |

|  | Alaskacephale gangloffi         |
|  |                                 |
|  | Pachycephalosaurus wyomingensis |
|  |                                 |

|  | Sphaerotholus buchholtzae |
|  |                           |
|  | Sphaerotholus goodwini    |
|  |                           |

|  | Acrotholus audeti   |
|  |                     |
|  | Prenocephale prenes |
|  |                     |

|  | Alaskacephale gangloffi         |
|  |                                 |
|  | Pachycephalosaurus wyomingensis |
|  |                                 |

|  | Sphaerotholus buchholtzae |
|  |                           |
|  | Sphaerotholus goodwini    |
|  |                           |

|  | Alaskacephale gangloffi         |
|  |                                 |
|  | Pachycephalosaurus wyomingensis |
|  |                                 |

|  | Sphaerotholus buchholtzae |
|  |                           |
|  | Sphaerotholus goodwini    |
|  |                           |

|  | Acrotholus audeti   |
|  |                     |
|  | Prenocephale prenes |
|  |                     |

|  | Alaskacephale gangloffi         |
|  |                                 |
|  | Pachycephalosaurus wyomingensis |
|  |                                 |

|  | Sphaerotholus buchholtzae |
|  |                           |
|  | Sphaerotholus goodwini    |
|  |                           |

|  | Alaskacephale gangloffi         |
|  |                                 |
|  | Pachycephalosaurus wyomingensis |
|  |                                 |

|  | Sphaerotholus buchholtzae |
|  |                           |
|  | Sphaerotholus goodwini    |
|  |                           |

|  | Acrotholus audeti   |
|  |                     |
|  | Prenocephale prenes |
|  |                     |

|  | Alaskacephale gangloffi         |
|  |                                 |
|  | Pachycephalosaurus wyomingensis |
|  |                                 |

|  | Sphaerotholus buchholtzae |
|  |                           |
|  | Sphaerotholus goodwini    |
|  |                           |

|  | Alaskacephale gangloffi         |
|  |                                 |
|  | Pachycephalosaurus wyomingensis |
|  |                                 |

|  | Sphaerotholus buchholtzae |
|  |                           |
|  | Sphaerotholus goodwini    |
|  |                           |

|  | Acrotholus audeti   |
|  |                     |
|  | Prenocephale prenes |
|  |                     |

|  | Alaskacephale gangloffi         |
|  |                                 |
|  | Pachycephalosaurus wyomingensis |
|  |                                 |

|  | Sphaerotholus buchholtzae |
|  |                           |
|  | Sphaerotholus goodwini    |
|  |                           |

|  | Alaskacephale gangloffi         |
|  |                                 |
|  | Pachycephalosaurus wyomingensis |
|  |                                 |

|  | Sphaerotholus buchholtzae |
|  |                           |
|  | Sphaerotholus goodwini    |
|  |                           |

|  | Acrotholus audeti   |
|  |                     |
|  | Prenocephale prenes |
|  |                     |

|  | Alaskacephale gangloffi         |
|  |                                 |
|  | Pachycephalosaurus wyomingensis |
|  |                                 |

|  | Sphaerotholus buchholtzae |
|  |                           |
|  | Sphaerotholus goodwini    |
|  |                           |

|  | Alaskacephale gangloffi         |
|  |                                 |
|  | Pachycephalosaurus wyomingensis |
|  |                                 |

|  | Sphaerotholus buchholtzae |
|  |                           |
|  | Sphaerotholus goodwini    |
|  |                           |

|  | Acrotholus audeti   |
|  |                     |
|  | Prenocephale prenes |
|  |                     |

|  | Alaskacephale gangloffi         |
|  |                                 |
|  | Pachycephalosaurus wyomingensis |
|  |                                 |

|  | Sphaerotholus buchholtzae |
|  |                           |
|  | Sphaerotholus goodwini    |
|  |                           |

|  | Alaskacephale gangloffi         |
|  |                                 |
|  | Pachycephalosaurus wyomingensis |
|  |                                 |

|  | Sphaerotholus buchholtzae |
|  |                           |
|  | Sphaerotholus goodwini    |
|  |                           |

|  | Acrotholus audeti   |
|  |                     |
|  | Prenocephale prenes |
|  |                     |

|  | Alaskacephale gangloffi         |
|  |                                 |
|  | Pachycephalosaurus wyomingensis |
|  |                                 |

|  | Sphaerotholus buchholtzae |
|  |                           |
|  | Sphaerotholus goodwini    |
|  |                           |

|  | Alaskacephale gangloffi         |
|  |                                 |
|  | Pachycephalosaurus wyomingensis |
|  |                                 |

|  | Sphaerotholus buchholtzae |
|  |                           |
|  | Sphaerotholus goodwini    |
|  |                           |

|  | Acrotholus audeti   |
|  |                     |
|  | Prenocephale prenes |
|  |                     |

|  | Alaskacephale gangloffi         |
|  |                                 |
|  | Pachycephalosaurus wyomingensis |
|  |                                 |

|  | Sphaerotholus buchholtzae |
|  |                           |
|  | Sphaerotholus goodwini    |
|  |                           |

|  | Alaskacephale gangloffi         |
|  |                                 |
|  | Pachycephalosaurus wyomingensis |
|  |                                 |

|  | Sphaerotholus buchholtzae |
|  |                           |
|  | Sphaerotholus goodwini    |
|  |                           |

|  | Acrotholus audeti   |
|  |                     |
|  | Prenocephale prenes |
|  |                     |

|  | Alaskacephale gangloffi         |
|  |                                 |
|  | Pachycephalosaurus wyomingensis |
|  |                                 |

|  | Sphaerotholus buchholtzae |
|  |                           |
|  | Sphaerotholus goodwini    |
|  |                           |

|  | Alaskacephale gangloffi         |
|  |                                 |
|  | Pachycephalosaurus wyomingensis |
|  |                                 |

|  | Sphaerotholus buchholtzae |
|  |                           |
|  | Sphaerotholus goodwini    |
|  |                           |

|  | Acrotholus audeti   |
|  |                     |
|  | Prenocephale prenes |
|  |                     |

|  | Alaskacephale gangloffi         |
|  |                                 |
|  | Pachycephalosaurus wyomingensis |
|  |                                 |

|  | Sphaerotholus buchholtzae |
|  |                           |
|  | Sphaerotholus goodwini    |
|  |                           |

|  | Alaskacephale gangloffi         |
|  |                                 |
|  | Pachycephalosaurus wyomingensis |
|  |                                 |

|  | Sphaerotholus buchholtzae |
|  |                           |
|  | Sphaerotholus goodwini    |
|  |                           |

|  | Acrotholus audeti   |
|  |                     |
|  | Prenocephale prenes |
|  |                     |

|  | Alaskacephale gangloffi         |
|  |                                 |
|  | Pachycephalosaurus wyomingensis |
|  |                                 |

|  | Sphaerotholus buchholtzae |
|  |                           |
|  | Sphaerotholus goodwini    |
|  |                           |

|  | Alaskacephale gangloffi         |
|  |                                 |
|  | Pachycephalosaurus wyomingensis |
|  |                                 |

|  | Sphaerotholus buchholtzae |
|  |                           |
|  | Sphaerotholus goodwini    |
|  |                           |

|  | Acrotholus audeti   |
|  |                     |
|  | Prenocephale prenes |
|  |                     |

|  | Alaskacephale gangloffi         |
|  |                                 |
|  | Pachycephalosaurus wyomingensis |
|  |                                 |

|  | Sphaerotholus buchholtzae |
|  |                           |
|  | Sphaerotholus goodwini    |
|  |                           |

|  | Alaskacephale gangloffi         |
|  |                                 |
|  | Pachycephalosaurus wyomingensis |
|  |                                 |

|  | Sphaerotholus buchholtzae |
|  |                           |
|  | Sphaerotholus goodwini    |
|  |                           |

|  | Acrotholus audeti   |
|  |                     |
|  | Prenocephale prenes |
|  |                     |

|  | Alaskacephale gangloffi         |
|  |                                 |
|  | Pachycephalosaurus wyomingensis |
|  |                                 |

|  | Sphaerotholus buchholtzae |
|  |                           |
|  | Sphaerotholus goodwini    |
|  |                           |

|  | Alaskacephale gangloffi         |
|  |                                 |
|  | Pachycephalosaurus wyomingensis |
|  |                                 |

|  | Sphaerotholus buchholtzae |
|  |                           |
|  | Sphaerotholus goodwini    |
|  |                           |

|  | Acrotholus audeti   |
|  |                     |
|  | Prenocephale prenes |
|  |                     |

|  | Alaskacephale gangloffi         |
|  |                                 |
|  | Pachycephalosaurus wyomingensis |
|  |                                 |

|  | Sphaerotholus buchholtzae |
|  |                           |
|  | Sphaerotholus goodwini    |
|  |                           |

|  | Alaskacephale gangloffi         |
|  |                                 |
|  | Pachycephalosaurus wyomingensis |
|  |                                 |

|  | Sphaerotholus buchholtzae |
|  |                           |
|  | Sphaerotholus goodwini    |
|  |                           |

|  | Acrotholus audeti   |
|  |                     |
|  | Prenocephale prenes |
|  |                     |

|  | Alaskacephale gangloffi         |
|  |                                 |
|  | Pachycephalosaurus wyomingensis |
|  |                                 |

|  | Sphaerotholus buchholtzae |
|  |                           |
|  | Sphaerotholus goodwini    |
|  |                           |

|  | Alaskacephale gangloffi         |
|  |                                 |
|  | Pachycephalosaurus wyomingensis |
|  |                                 |

|  | Sphaerotholus buchholtzae |
|  |                           |
|  | Sphaerotholus goodwini    |
|  |                           |

|  | Acrotholus audeti   |
|  |                     |
|  | Prenocephale prenes |
|  |                     |

|  | Alaskacephale gangloffi         |
|  |                                 |
|  | Pachycephalosaurus wyomingensis |
|  |                                 |

|  | Sphaerotholus buchholtzae |
|  |                           |
|  | Sphaerotholus goodwini    |
|  |                           |

|  | Alaskacephale gangloffi         |
|  |                                 |
|  | Pachycephalosaurus wyomingensis |
|  |                                 |

|  | Sphaerotholus buchholtzae |
|  |                           |
|  | Sphaerotholus goodwini    |
|  |                           |

|  | Acrotholus audeti   |
|  |                     |
|  | Prenocephale prenes |
|  |                     |

|  | Alaskacephale gangloffi         |
|  |                                 |
|  | Pachycephalosaurus wyomingensis |
|  |                                 |

|  | Sphaerotholus buchholtzae |
|  |                           |
|  | Sphaerotholus goodwini    |
|  |                           |

|  | Alaskacephale gangloffi         |
|  |                                 |
|  | Pachycephalosaurus wyomingensis |
|  |                                 |

|  | Sphaerotholus buchholtzae |
|  |                           |
|  | Sphaerotholus goodwini    |
|  |                           |

|  | Acrotholus audeti   |
|  |                     |
|  | Prenocephale prenes |
|  |                     |

|  | Alaskacephale gangloffi         |
|  |                                 |
|  | Pachycephalosaurus wyomingensis |
|  |                                 |

|  | Sphaerotholus buchholtzae |
|  |                           |
|  | Sphaerotholus goodwini    |
|  |                           |

|  | Alaskacephale gangloffi         |
|  |                                 |
|  | Pachycephalosaurus wyomingensis |
|  |                                 |

|  | Sphaerotholus buchholtzae |
|  |                           |
|  | Sphaerotholus goodwini    |
|  |                           |

|  | Acrotholus audeti   |
|  |                     |
|  | Prenocephale prenes |
|  |                     |

|  | Alaskacephale gangloffi         |
|  |                                 |
|  | Pachycephalosaurus wyomingensis |
|  |                                 |

|  | Sphaerotholus buchholtzae |
|  |                           |
|  | Sphaerotholus goodwini    |
|  |                           |

|  | Alaskacephale gangloffi         |
|  |                                 |
|  | Pachycephalosaurus wyomingensis |
|  |                                 |

|  | Sphaerotholus buchholtzae |
|  |                           |
|  | Sphaerotholus goodwini    |
|  |                           |

|  | Acrotholus audeti   |
|  |                     |
|  | Prenocephale prenes |
|  |                     |

|  | Alaskacephale gangloffi         |
|  |                                 |
|  | Pachycephalosaurus wyomingensis |
|  |                                 |

|  | Sphaerotholus buchholtzae |
|  |                           |
|  | Sphaerotholus goodwini    |
|  |                           |

|  | Alaskacephale gangloffi         |
|  |                                 |
|  | Pachycephalosaurus wyomingensis |
|  |                                 |

|  | Sphaerotholus buchholtzae |
|  |                           |
|  | Sphaerotholus goodwini    |
|  |                           |

|  | Acrotholus audeti   |
|  |                     |
|  | Prenocephale prenes |
|  |                     |

|  | Alaskacephale gangloffi         |
|  |                                 |
|  | Pachycephalosaurus wyomingensis |
|  |                                 |

|  | Sphaerotholus buchholtzae |
|  |                           |
|  | Sphaerotholus goodwini    |
|  |                           |

|  | Alaskacephale gangloffi         |
|  |                                 |
|  | Pachycephalosaurus wyomingensis |
|  |                                 |

|  | Sphaerotholus buchholtzae |
|  |                           |
|  | Sphaerotholus goodwini    |
|  |                           |

|  | Acrotholus audeti   |
|  |                     |
|  | Prenocephale prenes |
|  |                     |

|  | Alaskacephale gangloffi         |
|  |                                 |
|  | Pachycephalosaurus wyomingensis |
|  |                                 |

|  | Sphaerotholus buchholtzae |
|  |                           |
|  | Sphaerotholus goodwini    |
|  |                           |

|  | Alaskacephale gangloffi         |
|  |                                 |
|  | Pachycephalosaurus wyomingensis |
|  |                                 |

|  | Sphaerotholus buchholtzae |
|  |                           |
|  | Sphaerotholus goodwini    |
|  |                           |

|  | Acrotholus audeti   |
|  |                     |
|  | Prenocephale prenes |
|  |                     |

|  | Alaskacephale gangloffi         |
|  |                                 |
|  | Pachycephalosaurus wyomingensis |
|  |                                 |

|  | Sphaerotholus buchholtzae |
|  |                           |
|  | Sphaerotholus goodwini    |
|  |                           |

|  | Alaskacephale gangloffi         |
|  |                                 |
|  | Pachycephalosaurus wyomingensis |
|  |                                 |

|  | Sphaerotholus buchholtzae |
|  |                           |
|  | Sphaerotholus goodwini    |
|  |                           |

|  | Acrotholus audeti   |
|  |                     |
|  | Prenocephale prenes |
|  |                     |

|  | Alaskacephale gangloffi         |
|  |                                 |
|  | Pachycephalosaurus wyomingensis |
|  |                                 |

|  | Sphaerotholus buchholtzae |
|  |                           |
|  | Sphaerotholus goodwini    |
|  |                           |

|  | Alaskacephale gangloffi         |
|  |                                 |
|  | Pachycephalosaurus wyomingensis |
|  |                                 |

|  | Sphaerotholus buchholtzae |
|  |                           |
|  | Sphaerotholus goodwini    |
|  |                           |

|  | Acrotholus audeti   |
|  |                     |
|  | Prenocephale prenes |
|  |                     |

|  | Alaskacephale gangloffi         |
|  |                                 |
|  | Pachycephalosaurus wyomingensis |
|  |                                 |

|  | Sphaerotholus buchholtzae |
|  |                           |
|  | Sphaerotholus goodwini    |
|  |                           |

|  | Alaskacephale gangloffi         |
|  |                                 |
|  | Pachycephalosaurus wyomingensis |
|  |                                 |

|  | Sphaerotholus buchholtzae |
|  |                           |
|  | Sphaerotholus goodwini    |
|  |                           |

|  | Acrotholus audeti   |
|  |                     |
|  | Prenocephale prenes |
|  |                     |

|  | Alaskacephale gangloffi         |
|  |                                 |
|  | Pachycephalosaurus wyomingensis |
|  |                                 |

|  | Sphaerotholus buchholtzae |
|  |                           |
|  | Sphaerotholus goodwini    |
|  |                           |

|  | Alaskacephale gangloffi         |
|  |                                 |
|  | Pachycephalosaurus wyomingensis |
|  |                                 |

|  | Sphaerotholus buchholtzae |
|  |                           |
|  | Sphaerotholus goodwini    |
|  |                           |

|  | Acrotholus audeti   |
|  |                     |
|  | Prenocephale prenes |
|  |                     |

|  | Alaskacephale gangloffi         |
|  |                                 |
|  | Pachycephalosaurus wyomingensis |
|  |                                 |

|  | Sphaerotholus buchholtzae |
|  |                           |
|  | Sphaerotholus goodwini    |
|  |                           |

|  | Alaskacephale gangloffi         |
|  |                                 |
|  | Pachycephalosaurus wyomingensis |
|  |                                 |

|  | Sphaerotholus buchholtzae |
|  |                           |
|  | Sphaerotholus goodwini    |
|  |                           |

|  | Acrotholus audeti   |
|  |                     |
|  | Prenocephale prenes |
|  |                     |

|  | Alaskacephale gangloffi         |
|  |                                 |
|  | Pachycephalosaurus wyomingensis |
|  |                                 |

|  | Sphaerotholus buchholtzae |
|  |                           |
|  | Sphaerotholus goodwini    |
|  |                           |

|  | Alaskacephale gangloffi         |
|  |                                 |
|  | Pachycephalosaurus wyomingensis |
|  |                                 |

|  | Sphaerotholus buchholtzae |
|  |                           |
|  | Sphaerotholus goodwini    |
|  |                           |

|  | Acrotholus audeti   |
|  |                     |
|  | Prenocephale prenes |
|  |                     |

|  | Alaskacephale gangloffi         |
|  |                                 |
|  | Pachycephalosaurus wyomingensis |
|  |                                 |

|  | Sphaerotholus buchholtzae |
|  |                           |
|  | Sphaerotholus goodwini    |
|  |                           |

|  | Alaskacephale gangloffi         |
|  |                                 |
|  | Pachycephalosaurus wyomingensis |
|  |                                 |

|  | Sphaerotholus buchholtzae |
|  |                           |
|  | Sphaerotholus goodwini    |
|  |                           |

|  | Acrotholus audeti   |
|  |                     |
|  | Prenocephale prenes |
|  |                     |

|  | Alaskacephale gangloffi         |
|  |                                 |
|  | Pachycephalosaurus wyomingensis |
|  |                                 |

|  | Sphaerotholus buchholtzae |
|  |                           |
|  | Sphaerotholus goodwini    |
|  |                           |

|  | Alaskacephale gangloffi         |
|  |                                 |
|  | Pachycephalosaurus wyomingensis |
|  |                                 |

|  | Sphaerotholus buchholtzae |
|  |                           |
|  | Sphaerotholus goodwini    |
|  |                           |

|  | Acrotholus audeti   |
|  |                     |
|  | Prenocephale prenes |
|  |                     |

|  | Alaskacephale gangloffi         |
|  |                                 |
|  | Pachycephalosaurus wyomingensis |
|  |                                 |

|  | Sphaerotholus buchholtzae |
|  |                           |
|  | Sphaerotholus goodwini    |
|  |                           |

|  | Alaskacephale gangloffi         |
|  |                                 |
|  | Pachycephalosaurus wyomingensis |
|  |                                 |

|  | Sphaerotholus buchholtzae |
|  |                           |
|  | Sphaerotholus goodwini    |
|  |                           |

|  | Acrotholus audeti   |
|  |                     |
|  | Prenocephale prenes |
|  |                     |

|  | Alaskacephale gangloffi         |
|  |                                 |
|  | Pachycephalosaurus wyomingensis |
|  |                                 |

|  | Sphaerotholus buchholtzae |
|  |                           |
|  | Sphaerotholus goodwini    |
|  |                           |

|  | Alaskacephale gangloffi         |
|  |                                 |
|  | Pachycephalosaurus wyomingensis |
|  |                                 |

|  | Sphaerotholus buchholtzae |
|  |                           |
|  | Sphaerotholus goodwini    |
|  |                           |

|  | Acrotholus audeti   |
|  |                     |
|  | Prenocephale prenes |
|  |                     |

|  | Alaskacephale gangloffi         |
|  |                                 |
|  | Pachycephalosaurus wyomingensis |
|  |                                 |

|  | Sphaerotholus buchholtzae |
|  |                           |
|  | Sphaerotholus goodwini    |
|  |                           |

|  | Alaskacephale gangloffi         |
|  |                                 |
|  | Pachycephalosaurus wyomingensis |
|  |                                 |

|  | Sphaerotholus buchholtzae |
|  |                           |
|  | Sphaerotholus goodwini    |
|  |                           |

|  | Acrotholus audeti   |
|  |                     |
|  | Prenocephale prenes |
|  |                     |

|  | Alaskacephale gangloffi         |
|  |                                 |
|  | Pachycephalosaurus wyomingensis |
|  |                                 |

|  | Sphaerotholus buchholtzae |
|  |                           |
|  | Sphaerotholus goodwini    |
|  |                           |

|  | Alaskacephale gangloffi         |
|  |                                 |
|  | Pachycephalosaurus wyomingensis |
|  |                                 |

|  | Sphaerotholus buchholtzae |
|  |                           |
|  | Sphaerotholus goodwini    |
|  |                           |

|  | Acrotholus audeti   |
|  |                     |
|  | Prenocephale prenes |
|  |                     |

|  | Alaskacephale gangloffi         |
|  |                                 |
|  | Pachycephalosaurus wyomingensis |
|  |                                 |

|  | Sphaerotholus buchholtzae |
|  |                           |
|  | Sphaerotholus goodwini    |
|  |                           |

|  | Alaskacephale gangloffi         |
|  |                                 |
|  | Pachycephalosaurus wyomingensis |
|  |                                 |

|  | Sphaerotholus buchholtzae |
|  |                           |
|  | Sphaerotholus goodwini    |
|  |                           |

|  | Acrotholus audeti   |
|  |                     |
|  | Prenocephale prenes |
|  |                     |

|  | Alaskacephale gangloffi         |
|  |                                 |
|  | Pachycephalosaurus wyomingensis |
|  |                                 |

|  | Sphaerotholus buchholtzae |
|  |                           |
|  | Sphaerotholus goodwini    |
|  |                           |

|  | Alaskacephale gangloffi         |
|  |                                 |
|  | Pachycephalosaurus wyomingensis |
|  |                                 |

|  | Sphaerotholus buchholtzae |
|  |                           |
|  | Sphaerotholus goodwini    |
|  |                           |

|  | Acrotholus audeti   |
|  |                     |
|  | Prenocephale prenes |
|  |                     |

|  | Alaskacephale gangloffi         |
|  |                                 |
|  | Pachycephalosaurus wyomingensis |
|  |                                 |

|  | Sphaerotholus buchholtzae |
|  |                           |
|  | Sphaerotholus goodwini    |
|  |                           |

|  | Alaskacephale gangloffi         |
|  |                                 |
|  | Pachycephalosaurus wyomingensis |
|  |                                 |

|  | Sphaerotholus buchholtzae |
|  |                           |
|  | Sphaerotholus goodwini    |
|  |                           |

|  | Acrotholus audeti   |
|  |                     |
|  | Prenocephale prenes |
|  |                     |

|  | Alaskacephale gangloffi         |
|  |                                 |
|  | Pachycephalosaurus wyomingensis |
|  |                                 |

|  | Sphaerotholus buchholtzae |
|  |                           |
|  | Sphaerotholus goodwini    |
|  |                           |

|  | Alaskacephale gangloffi         |
|  |                                 |
|  | Pachycephalosaurus wyomingensis |
|  |                                 |

|  | Sphaerotholus buchholtzae |
|  |                           |
|  | Sphaerotholus goodwini    |
|  |                           |

|  | Acrotholus audeti   |
|  |                     |
|  | Prenocephale prenes |
|  |                     |

|  | Alaskacephale gangloffi         |
|  |                                 |
|  | Pachycephalosaurus wyomingensis |
|  |                                 |

|  | Sphaerotholus buchholtzae |
|  |                           |
|  | Sphaerotholus goodwini    |
|  |                           |

|  | Alaskacephale gangloffi         |
|  |                                 |
|  | Pachycephalosaurus wyomingensis |
|  |                                 |

|  | Sphaerotholus buchholtzae |
|  |                           |
|  | Sphaerotholus goodwini    |
|  |                           |

|  | Acrotholus audeti   |
|  |                     |
|  | Prenocephale prenes |
|  |                     |

|  | Alaskacephale gangloffi         |
|  |                                 |
|  | Pachycephalosaurus wyomingensis |
|  |                                 |

|  | Sphaerotholus buchholtzae |
|  |                           |
|  | Sphaerotholus goodwini    |
|  |                           |

|  | Alaskacephale gangloffi         |
|  |                                 |
|  | Pachycephalosaurus wyomingensis |
|  |                                 |

|  | Sphaerotholus buchholtzae |
|  |                           |
|  | Sphaerotholus goodwini    |
|  |                           |

|  | Hanssuesia sternbergi                                                           |
|  |                                                                                 |
|  | \| \| Stegoceras novomexicanum \| \| \| \| \| \| Stegoceras validum \| \| \| \| |
|  |                                                                                 |
|  | Stegoceras novomexicanum                                                        |
|  |                                                                                 |
|  | Stegoceras validum                                                              |
|  |                                                                                 |

|  | Stegoceras novomexicanum |
|  |                          |
|  | Stegoceras validum       |
|  |                          |

|  | Hanssuesia sternbergi                                                           |
|  |                                                                                 |
|  | \| \| Stegoceras novomexicanum \| \| \| \| \| \| Stegoceras validum \| \| \| \| |
|  |                                                                                 |
|  | Stegoceras novomexicanum                                                        |
|  |                                                                                 |
|  | Stegoceras validum                                                              |
|  |                                                                                 |

|  | Stegoceras novomexicanum |
|  |                          |
|  | Stegoceras validum       |
|  |                          |

|  | Acrotholus audeti   |
|  |                     |
|  | Prenocephale prenes |
|  |                     |

|  | Alaskacephale gangloffi         |
|  |                                 |
|  | Pachycephalosaurus wyomingensis |
|  |                                 |

|  | Sphaerotholus buchholtzae |
|  |                           |
|  | Sphaerotholus goodwini    |
|  |                           |

|  | Alaskacephale gangloffi         |
|  |                                 |
|  | Pachycephalosaurus wyomingensis |
|  |                                 |

|  | Sphaerotholus buchholtzae |
|  |                           |
|  | Sphaerotholus goodwini    |
|  |                           |

|  | Acrotholus audeti   |
|  |                     |
|  | Prenocephale prenes |
|  |                     |

|  | Alaskacephale gangloffi         |
|  |                                 |
|  | Pachycephalosaurus wyomingensis |
|  |                                 |

|  | Sphaerotholus buchholtzae |
|  |                           |
|  | Sphaerotholus goodwini    |
|  |                           |

|  | Alaskacephale gangloffi         |
|  |                                 |
|  | Pachycephalosaurus wyomingensis |
|  |                                 |

|  | Sphaerotholus buchholtzae |
|  |                           |
|  | Sphaerotholus goodwini    |
|  |                           |

|  | Acrotholus audeti   |
|  |                     |
|  | Prenocephale prenes |
|  |                     |

|  | Alaskacephale gangloffi         |
|  |                                 |
|  | Pachycephalosaurus wyomingensis |
|  |                                 |

|  | Sphaerotholus buchholtzae |
|  |                           |
|  | Sphaerotholus goodwini    |
|  |                           |

|  | Alaskacephale gangloffi         |
|  |                                 |
|  | Pachycephalosaurus wyomingensis |
|  |                                 |

|  | Sphaerotholus buchholtzae |
|  |                           |
|  | Sphaerotholus goodwini    |
|  |                           |

|  | Acrotholus audeti   |
|  |                     |
|  | Prenocephale prenes |
|  |                     |

|  | Alaskacephale gangloffi         |
|  |                                 |
|  | Pachycephalosaurus wyomingensis |
|  |                                 |

|  | Sphaerotholus buchholtzae |
|  |                           |
|  | Sphaerotholus goodwini    |
|  |                           |

|  | Alaskacephale gangloffi         |
|  |                                 |
|  | Pachycephalosaurus wyomingensis |
|  |                                 |

|  | Sphaerotholus buchholtzae |
|  |                           |
|  | Sphaerotholus goodwini    |
|  |                           |

|  | Acrotholus audeti   |
|  |                     |
|  | Prenocephale prenes |
|  |                     |

|  | Alaskacephale gangloffi         |
|  |                                 |
|  | Pachycephalosaurus wyomingensis |
|  |                                 |

|  | Sphaerotholus buchholtzae |
|  |                           |
|  | Sphaerotholus goodwini    |
|  |                           |

|  | Alaskacephale gangloffi         |
|  |                                 |
|  | Pachycephalosaurus wyomingensis |
|  |                                 |

|  | Sphaerotholus buchholtzae |
|  |                           |
|  | Sphaerotholus goodwini    |
|  |                           |

|  | Acrotholus audeti   |
|  |                     |
|  | Prenocephale prenes |
|  |                     |

|  | Alaskacephale gangloffi         |
|  |                                 |
|  | Pachycephalosaurus wyomingensis |
|  |                                 |

|  | Sphaerotholus buchholtzae |
|  |                           |
|  | Sphaerotholus goodwini    |
|  |                           |

|  | Alaskacephale gangloffi         |
|  |                                 |
|  | Pachycephalosaurus wyomingensis |
|  |                                 |

|  | Sphaerotholus buchholtzae |
|  |                           |
|  | Sphaerotholus goodwini    |
|  |                           |

|  | Acrotholus audeti   |
|  |                     |
|  | Prenocephale prenes |
|  |                     |

|  | Alaskacephale gangloffi         |
|  |                                 |
|  | Pachycephalosaurus wyomingensis |
|  |                                 |

|  | Sphaerotholus buchholtzae |
|  |                           |
|  | Sphaerotholus goodwini    |
|  |                           |

|  | Alaskacephale gangloffi         |
|  |                                 |
|  | Pachycephalosaurus wyomingensis |
|  |                                 |

|  | Sphaerotholus buchholtzae |
|  |                           |
|  | Sphaerotholus goodwini    |
|  |                           |

|  | Acrotholus audeti   |
|  |                     |
|  | Prenocephale prenes |
|  |                     |

|  | Alaskacephale gangloffi         |
|  |                                 |
|  | Pachycephalosaurus wyomingensis |
|  |                                 |

|  | Sphaerotholus buchholtzae |
|  |                           |
|  | Sphaerotholus goodwini    |
|  |                           |

|  | Alaskacephale gangloffi         |
|  |                                 |
|  | Pachycephalosaurus wyomingensis |
|  |                                 |

|  | Sphaerotholus buchholtzae |
|  |                           |
|  | Sphaerotholus goodwini    |
|  |                           |

|  | Acrotholus audeti   |
|  |                     |
|  | Prenocephale prenes |
|  |                     |

|  | Alaskacephale gangloffi         |
|  |                                 |
|  | Pachycephalosaurus wyomingensis |
|  |                                 |

|  | Sphaerotholus buchholtzae |
|  |                           |
|  | Sphaerotholus goodwini    |
|  |                           |

|  | Alaskacephale gangloffi         |
|  |                                 |
|  | Pachycephalosaurus wyomingensis |
|  |                                 |

|  | Sphaerotholus buchholtzae |
|  |                           |
|  | Sphaerotholus goodwini    |
|  |                           |

|  | Acrotholus audeti   |
|  |                     |
|  | Prenocephale prenes |
|  |                     |

|  | Alaskacephale gangloffi         |
|  |                                 |
|  | Pachycephalosaurus wyomingensis |
|  |                                 |

|  | Sphaerotholus buchholtzae |
|  |                           |
|  | Sphaerotholus goodwini    |
|  |                           |

|  | Alaskacephale gangloffi         |
|  |                                 |
|  | Pachycephalosaurus wyomingensis |
|  |                                 |

|  | Sphaerotholus buchholtzae |
|  |                           |
|  | Sphaerotholus goodwini    |
|  |                           |

|  | Acrotholus audeti   |
|  |                     |
|  | Prenocephale prenes |
|  |                     |

|  | Alaskacephale gangloffi         |
|  |                                 |
|  | Pachycephalosaurus wyomingensis |
|  |                                 |

|  | Sphaerotholus buchholtzae |
|  |                           |
|  | Sphaerotholus goodwini    |
|  |                           |

|  | Alaskacephale gangloffi         |
|  |                                 |
|  | Pachycephalosaurus wyomingensis |
|  |                                 |

|  | Sphaerotholus buchholtzae |
|  |                           |
|  | Sphaerotholus goodwini    |
|  |                           |

|  | Acrotholus audeti   |
|  |                     |
|  | Prenocephale prenes |
|  |                     |

|  | Alaskacephale gangloffi         |
|  |                                 |
|  | Pachycephalosaurus wyomingensis |
|  |                                 |

|  | Sphaerotholus buchholtzae |
|  |                           |
|  | Sphaerotholus goodwini    |
|  |                           |

|  | Alaskacephale gangloffi         |
|  |                                 |
|  | Pachycephalosaurus wyomingensis |
|  |                                 |

|  | Sphaerotholus buchholtzae |
|  |                           |
|  | Sphaerotholus goodwini    |
|  |                           |

|  | Acrotholus audeti   |
|  |                     |
|  | Prenocephale prenes |
|  |                     |

|  | Alaskacephale gangloffi         |
|  |                                 |
|  | Pachycephalosaurus wyomingensis |
|  |                                 |

|  | Sphaerotholus buchholtzae |
|  |                           |
|  | Sphaerotholus goodwini    |
|  |                           |

|  | Alaskacephale gangloffi         |
|  |                                 |
|  | Pachycephalosaurus wyomingensis |
|  |                                 |

|  | Sphaerotholus buchholtzae |
|  |                           |
|  | Sphaerotholus goodwini    |
|  |                           |

|  | Acrotholus audeti   |
|  |                     |
|  | Prenocephale prenes |
|  |                     |

|  | Alaskacephale gangloffi         |
|  |                                 |
|  | Pachycephalosaurus wyomingensis |
|  |                                 |

|  | Sphaerotholus buchholtzae |
|  |                           |
|  | Sphaerotholus goodwini    |
|  |                           |

|  | Alaskacephale gangloffi         |
|  |                                 |
|  | Pachycephalosaurus wyomingensis |
|  |                                 |

|  | Sphaerotholus buchholtzae |
|  |                           |
|  | Sphaerotholus goodwini    |
|  |                           |

|  | Acrotholus audeti   |
|  |                     |
|  | Prenocephale prenes |
|  |                     |

|  | Alaskacephale gangloffi         |
|  |                                 |
|  | Pachycephalosaurus wyomingensis |
|  |                                 |

|  | Sphaerotholus buchholtzae |
|  |                           |
|  | Sphaerotholus goodwini    |
|  |                           |

|  | Alaskacephale gangloffi         |
|  |                                 |
|  | Pachycephalosaurus wyomingensis |
|  |                                 |

|  | Sphaerotholus buchholtzae |
|  |                           |
|  | Sphaerotholus goodwini    |
|  |                           |

|  | Acrotholus audeti   |
|  |                     |
|  | Prenocephale prenes |
|  |                     |

|  | Alaskacephale gangloffi         |
|  |                                 |
|  | Pachycephalosaurus wyomingensis |
|  |                                 |

|  | Sphaerotholus buchholtzae |
|  |                           |
|  | Sphaerotholus goodwini    |
|  |                           |

|  | Alaskacephale gangloffi         |
|  |                                 |
|  | Pachycephalosaurus wyomingensis |
|  |                                 |

|  | Sphaerotholus buchholtzae |
|  |                           |
|  | Sphaerotholus goodwini    |
|  |                           |

|  | Acrotholus audeti   |
|  |                     |
|  | Prenocephale prenes |
|  |                     |

|  | Alaskacephale gangloffi         |
|  |                                 |
|  | Pachycephalosaurus wyomingensis |
|  |                                 |

|  | Sphaerotholus buchholtzae |
|  |                           |
|  | Sphaerotholus goodwini    |
|  |                           |

|  | Alaskacephale gangloffi         |
|  |                                 |
|  | Pachycephalosaurus wyomingensis |
|  |                                 |

|  | Sphaerotholus buchholtzae |
|  |                           |
|  | Sphaerotholus goodwini    |
|  |                           |

|  | Acrotholus audeti   |
|  |                     |
|  | Prenocephale prenes |
|  |                     |

|  | Alaskacephale gangloffi         |
|  |                                 |
|  | Pachycephalosaurus wyomingensis |
|  |                                 |

|  | Sphaerotholus buchholtzae |
|  |                           |
|  | Sphaerotholus goodwini    |
|  |                           |

|  | Alaskacephale gangloffi         |
|  |                                 |
|  | Pachycephalosaurus wyomingensis |
|  |                                 |

|  | Sphaerotholus buchholtzae |
|  |                           |
|  | Sphaerotholus goodwini    |
|  |                           |

|  | Acrotholus audeti   |
|  |                     |
|  | Prenocephale prenes |
|  |                     |

|  | Alaskacephale gangloffi         |
|  |                                 |
|  | Pachycephalosaurus wyomingensis |
|  |                                 |

|  | Sphaerotholus buchholtzae |
|  |                           |
|  | Sphaerotholus goodwini    |
|  |                           |

|  | Alaskacephale gangloffi         |
|  |                                 |
|  | Pachycephalosaurus wyomingensis |
|  |                                 |

|  | Sphaerotholus buchholtzae |
|  |                           |
|  | Sphaerotholus goodwini    |
|  |                           |

|  | Acrotholus audeti   |
|  |                     |
|  | Prenocephale prenes |
|  |                     |

|  | Alaskacephale gangloffi         |
|  |                                 |
|  | Pachycephalosaurus wyomingensis |
|  |                                 |

|  | Sphaerotholus buchholtzae |
|  |                           |
|  | Sphaerotholus goodwini    |
|  |                           |

|  | Alaskacephale gangloffi         |
|  |                                 |
|  | Pachycephalosaurus wyomingensis |
|  |                                 |

|  | Sphaerotholus buchholtzae |
|  |                           |
|  | Sphaerotholus goodwini    |
|  |                           |

|  | Acrotholus audeti   |
|  |                     |
|  | Prenocephale prenes |
|  |                     |

|  | Alaskacephale gangloffi         |
|  |                                 |
|  | Pachycephalosaurus wyomingensis |
|  |                                 |

|  | Sphaerotholus buchholtzae |
|  |                           |
|  | Sphaerotholus goodwini    |
|  |                           |

|  | Alaskacephale gangloffi         |
|  |                                 |
|  | Pachycephalosaurus wyomingensis |
|  |                                 |

|  | Sphaerotholus buchholtzae |
|  |                           |
|  | Sphaerotholus goodwini    |
|  |                           |

|  | Acrotholus audeti   |
|  |                     |
|  | Prenocephale prenes |
|  |                     |

|  | Alaskacephale gangloffi         |
|  |                                 |
|  | Pachycephalosaurus wyomingensis |
|  |                                 |

|  | Sphaerotholus buchholtzae |
|  |                           |
|  | Sphaerotholus goodwini    |
|  |                           |

|  | Alaskacephale gangloffi         |
|  |                                 |
|  | Pachycephalosaurus wyomingensis |
|  |                                 |

|  | Sphaerotholus buchholtzae |
|  |                           |
|  | Sphaerotholus goodwini    |
|  |                           |

|  | Acrotholus audeti   |
|  |                     |
|  | Prenocephale prenes |
|  |                     |

|  | Alaskacephale gangloffi         |
|  |                                 |
|  | Pachycephalosaurus wyomingensis |
|  |                                 |

|  | Sphaerotholus buchholtzae |
|  |                           |
|  | Sphaerotholus goodwini    |
|  |                           |

|  | Alaskacephale gangloffi         |
|  |                                 |
|  | Pachycephalosaurus wyomingensis |
|  |                                 |

|  | Sphaerotholus buchholtzae |
|  |                           |
|  | Sphaerotholus goodwini    |
|  |                           |

|  | Acrotholus audeti   |
|  |                     |
|  | Prenocephale prenes |
|  |                     |

|  | Alaskacephale gangloffi         |
|  |                                 |
|  | Pachycephalosaurus wyomingensis |
|  |                                 |

|  | Sphaerotholus buchholtzae |
|  |                           |
|  | Sphaerotholus goodwini    |
|  |                           |

|  | Alaskacephale gangloffi         |
|  |                                 |
|  | Pachycephalosaurus wyomingensis |
|  |                                 |

|  | Sphaerotholus buchholtzae |
|  |                           |
|  | Sphaerotholus goodwini    |
|  |                           |

|  | Acrotholus audeti   |
|  |                     |
|  | Prenocephale prenes |
|  |                     |

|  | Alaskacephale gangloffi         |
|  |                                 |
|  | Pachycephalosaurus wyomingensis |
|  |                                 |

|  | Sphaerotholus buchholtzae |
|  |                           |
|  | Sphaerotholus goodwini    |
|  |                           |

|  | Alaskacephale gangloffi         |
|  |                                 |
|  | Pachycephalosaurus wyomingensis |
|  |                                 |

|  | Sphaerotholus buchholtzae |
|  |                           |
|  | Sphaerotholus goodwini    |
|  |                           |

|  | Acrotholus audeti   |
|  |                     |
|  | Prenocephale prenes |
|  |                     |

|  | Alaskacephale gangloffi         |
|  |                                 |
|  | Pachycephalosaurus wyomingensis |
|  |                                 |

|  | Sphaerotholus buchholtzae |
|  |                           |
|  | Sphaerotholus goodwini    |
|  |                           |

|  | Alaskacephale gangloffi         |
|  |                                 |
|  | Pachycephalosaurus wyomingensis |
|  |                                 |

|  | Sphaerotholus buchholtzae |
|  |                           |
|  | Sphaerotholus goodwini    |
|  |                           |

|  | Acrotholus audeti   |
|  |                     |
|  | Prenocephale prenes |
|  |                     |

|  | Alaskacephale gangloffi         |
|  |                                 |
|  | Pachycephalosaurus wyomingensis |
|  |                                 |

|  | Sphaerotholus buchholtzae |
|  |                           |
|  | Sphaerotholus goodwini    |
|  |                           |

|  | Alaskacephale gangloffi         |
|  |                                 |
|  | Pachycephalosaurus wyomingensis |
|  |                                 |

|  | Sphaerotholus buchholtzae |
|  |                           |
|  | Sphaerotholus goodwini    |
|  |                           |

|  | Acrotholus audeti   |
|  |                     |
|  | Prenocephale prenes |
|  |                     |

|  | Alaskacephale gangloffi         |
|  |                                 |
|  | Pachycephalosaurus wyomingensis |
|  |                                 |

|  | Sphaerotholus buchholtzae |
|  |                           |
|  | Sphaerotholus goodwini    |
|  |                           |

|  | Alaskacephale gangloffi         |
|  |                                 |
|  | Pachycephalosaurus wyomingensis |
|  |                                 |

|  | Sphaerotholus buchholtzae |
|  |                           |
|  | Sphaerotholus goodwini    |
|  |                           |

|  | Acrotholus audeti   |
|  |                     |
|  | Prenocephale prenes |
|  |                     |

|  | Alaskacephale gangloffi         |
|  |                                 |
|  | Pachycephalosaurus wyomingensis |
|  |                                 |

|  | Sphaerotholus buchholtzae |
|  |                           |
|  | Sphaerotholus goodwini    |
|  |                           |

|  | Alaskacephale gangloffi         |
|  |                                 |
|  | Pachycephalosaurus wyomingensis |
|  |                                 |

|  | Sphaerotholus buchholtzae |
|  |                           |
|  | Sphaerotholus goodwini    |
|  |                           |

|  | Acrotholus audeti   |
|  |                     |
|  | Prenocephale prenes |
|  |                     |

|  | Alaskacephale gangloffi         |
|  |                                 |
|  | Pachycephalosaurus wyomingensis |
|  |                                 |

|  | Sphaerotholus buchholtzae |
|  |                           |
|  | Sphaerotholus goodwini    |
|  |                           |

|  | Alaskacephale gangloffi         |
|  |                                 |
|  | Pachycephalosaurus wyomingensis |
|  |                                 |

|  | Sphaerotholus buchholtzae |
|  |                           |
|  | Sphaerotholus goodwini    |
|  |                           |

|  | Acrotholus audeti   |
|  |                     |
|  | Prenocephale prenes |
|  |                     |

|  | Alaskacephale gangloffi         |
|  |                                 |
|  | Pachycephalosaurus wyomingensis |
|  |                                 |

|  | Sphaerotholus buchholtzae |
|  |                           |
|  | Sphaerotholus goodwini    |
|  |                           |

|  | Alaskacephale gangloffi         |
|  |                                 |
|  | Pachycephalosaurus wyomingensis |
|  |                                 |

|  | Sphaerotholus buchholtzae |
|  |                           |
|  | Sphaerotholus goodwini    |
|  |                           |

|  | Acrotholus audeti   |
|  |                     |
|  | Prenocephale prenes |
|  |                     |

|  | Alaskacephale gangloffi         |
|  |                                 |
|  | Pachycephalosaurus wyomingensis |
|  |                                 |

|  | Sphaerotholus buchholtzae |
|  |                           |
|  | Sphaerotholus goodwini    |
|  |                           |

|  | Alaskacephale gangloffi         |
|  |                                 |
|  | Pachycephalosaurus wyomingensis |
|  |                                 |

|  | Sphaerotholus buchholtzae |
|  |                           |
|  | Sphaerotholus goodwini    |
|  |                           |

|  | Acrotholus audeti   |
|  |                     |
|  | Prenocephale prenes |
|  |                     |

|  | Alaskacephale gangloffi         |
|  |                                 |
|  | Pachycephalosaurus wyomingensis |
|  |                                 |

|  | Sphaerotholus buchholtzae |
|  |                           |
|  | Sphaerotholus goodwini    |
|  |                           |

|  | Alaskacephale gangloffi         |
|  |                                 |
|  | Pachycephalosaurus wyomingensis |
|  |                                 |

|  | Sphaerotholus buchholtzae |
|  |                           |
|  | Sphaerotholus goodwini    |
|  |                           |

|  | Acrotholus audeti   |
|  |                     |
|  | Prenocephale prenes |
|  |                     |

|  | Alaskacephale gangloffi         |
|  |                                 |
|  | Pachycephalosaurus wyomingensis |
|  |                                 |

|  | Sphaerotholus buchholtzae |
|  |                           |
|  | Sphaerotholus goodwini    |
|  |                           |

|  | Alaskacephale gangloffi         |
|  |                                 |
|  | Pachycephalosaurus wyomingensis |
|  |                                 |

|  | Sphaerotholus buchholtzae |
|  |                           |
|  | Sphaerotholus goodwini    |
|  |                           |

|  | Acrotholus audeti   |
|  |                     |
|  | Prenocephale prenes |
|  |                     |

|  | Alaskacephale gangloffi         |
|  |                                 |
|  | Pachycephalosaurus wyomingensis |
|  |                                 |

|  | Sphaerotholus buchholtzae |
|  |                           |
|  | Sphaerotholus goodwini    |
|  |                           |

|  | Alaskacephale gangloffi         |
|  |                                 |
|  | Pachycephalosaurus wyomingensis |
|  |                                 |

|  | Sphaerotholus buchholtzae |
|  |                           |
|  | Sphaerotholus goodwini    |
|  |                           |

|  | Acrotholus audeti   |
|  |                     |
|  | Prenocephale prenes |
|  |                     |

|  | Alaskacephale gangloffi         |
|  |                                 |
|  | Pachycephalosaurus wyomingensis |
|  |                                 |

|  | Sphaerotholus buchholtzae |
|  |                           |
|  | Sphaerotholus goodwini    |
|  |                           |

|  | Alaskacephale gangloffi         |
|  |                                 |
|  | Pachycephalosaurus wyomingensis |
|  |                                 |

|  | Sphaerotholus buchholtzae |
|  |                           |
|  | Sphaerotholus goodwini    |
|  |                           |

|  | Acrotholus audeti   |
|  |                     |
|  | Prenocephale prenes |
|  |                     |

|  | Alaskacephale gangloffi         |
|  |                                 |
|  | Pachycephalosaurus wyomingensis |
|  |                                 |

|  | Sphaerotholus buchholtzae |
|  |                           |
|  | Sphaerotholus goodwini    |
|  |                           |

|  | Alaskacephale gangloffi         |
|  |                                 |
|  | Pachycephalosaurus wyomingensis |
|  |                                 |

|  | Sphaerotholus buchholtzae |
|  |                           |
|  | Sphaerotholus goodwini    |
|  |                           |

|  | Acrotholus audeti   |
|  |                     |
|  | Prenocephale prenes |
|  |                     |

|  | Alaskacephale gangloffi         |
|  |                                 |
|  | Pachycephalosaurus wyomingensis |
|  |                                 |

|  | Sphaerotholus buchholtzae |
|  |                           |
|  | Sphaerotholus goodwini    |
|  |                           |

|  | Alaskacephale gangloffi         |
|  |                                 |
|  | Pachycephalosaurus wyomingensis |
|  |                                 |

|  | Sphaerotholus buchholtzae |
|  |                           |
|  | Sphaerotholus goodwini    |
|  |                           |

|  | Acrotholus audeti   |
|  |                     |
|  | Prenocephale prenes |
|  |                     |

|  | Alaskacephale gangloffi         |
|  |                                 |
|  | Pachycephalosaurus wyomingensis |
|  |                                 |

|  | Sphaerotholus buchholtzae |
|  |                           |
|  | Sphaerotholus goodwini    |
|  |                           |

|  | Alaskacephale gangloffi         |
|  |                                 |
|  | Pachycephalosaurus wyomingensis |
|  |                                 |

|  | Sphaerotholus buchholtzae |
|  |                           |
|  | Sphaerotholus goodwini    |
|  |                           |

|  | Acrotholus audeti   |
|  |                     |
|  | Prenocephale prenes |
|  |                     |

|  | Alaskacephale gangloffi         |
|  |                                 |
|  | Pachycephalosaurus wyomingensis |
|  |                                 |

|  | Sphaerotholus buchholtzae |
|  |                           |
|  | Sphaerotholus goodwini    |
|  |                           |

|  | Alaskacephale gangloffi         |
|  |                                 |
|  | Pachycephalosaurus wyomingensis |
|  |                                 |

|  | Sphaerotholus buchholtzae |
|  |                           |
|  | Sphaerotholus goodwini    |
|  |                           |

|  | Acrotholus audeti   |
|  |                     |
|  | Prenocephale prenes |
|  |                     |

|  | Alaskacephale gangloffi         |
|  |                                 |
|  | Pachycephalosaurus wyomingensis |
|  |                                 |

|  | Sphaerotholus buchholtzae |
|  |                           |
|  | Sphaerotholus goodwini    |
|  |                           |

|  | Alaskacephale gangloffi         |
|  |                                 |
|  | Pachycephalosaurus wyomingensis |
|  |                                 |

|  | Sphaerotholus buchholtzae |
|  |                           |
|  | Sphaerotholus goodwini    |
|  |                           |

|  | Acrotholus audeti   |
|  |                     |
|  | Prenocephale prenes |
|  |                     |

|  | Alaskacephale gangloffi         |
|  |                                 |
|  | Pachycephalosaurus wyomingensis |
|  |                                 |

|  | Sphaerotholus buchholtzae |
|  |                           |
|  | Sphaerotholus goodwini    |
|  |                           |

|  | Alaskacephale gangloffi         |
|  |                                 |
|  | Pachycephalosaurus wyomingensis |
|  |                                 |

|  | Sphaerotholus buchholtzae |
|  |                           |
|  | Sphaerotholus goodwini    |
|  |                           |

|  | Acrotholus audeti   |
|  |                     |
|  | Prenocephale prenes |
|  |                     |

|  | Alaskacephale gangloffi         |
|  |                                 |
|  | Pachycephalosaurus wyomingensis |
|  |                                 |

|  | Sphaerotholus buchholtzae |
|  |                           |
|  | Sphaerotholus goodwini    |
|  |                           |

|  | Alaskacephale gangloffi         |
|  |                                 |
|  | Pachycephalosaurus wyomingensis |
|  |                                 |

|  | Sphaerotholus buchholtzae |
|  |                           |
|  | Sphaerotholus goodwini    |
|  |                           |

|  | Acrotholus audeti   |
|  |                     |
|  | Prenocephale prenes |
|  |                     |

|  | Alaskacephale gangloffi         |
|  |                                 |
|  | Pachycephalosaurus wyomingensis |
|  |                                 |

|  | Sphaerotholus buchholtzae |
|  |                           |
|  | Sphaerotholus goodwini    |
|  |                           |

|  | Alaskacephale gangloffi         |
|  |                                 |
|  | Pachycephalosaurus wyomingensis |
|  |                                 |

|  | Sphaerotholus buchholtzae |
|  |                           |
|  | Sphaerotholus goodwini    |
|  |                           |

|  | Acrotholus audeti   |
|  |                     |
|  | Prenocephale prenes |
|  |                     |

|  | Alaskacephale gangloffi         |
|  |                                 |
|  | Pachycephalosaurus wyomingensis |
|  |                                 |

|  | Sphaerotholus buchholtzae |
|  |                           |
|  | Sphaerotholus goodwini    |
|  |                           |

|  | Alaskacephale gangloffi         |
|  |                                 |
|  | Pachycephalosaurus wyomingensis |
|  |                                 |

|  | Sphaerotholus buchholtzae |
|  |                           |
|  | Sphaerotholus goodwini    |
|  |                           |

|  | Acrotholus audeti   |
|  |                     |
|  | Prenocephale prenes |
|  |                     |

|  | Alaskacephale gangloffi         |
|  |                                 |
|  | Pachycephalosaurus wyomingensis |
|  |                                 |

|  | Sphaerotholus buchholtzae |
|  |                           |
|  | Sphaerotholus goodwini    |
|  |                           |

|  | Alaskacephale gangloffi         |
|  |                                 |
|  | Pachycephalosaurus wyomingensis |
|  |                                 |

|  | Sphaerotholus buchholtzae |
|  |                           |
|  | Sphaerotholus goodwini    |
|  |                           |

|  | Acrotholus audeti   |
|  |                     |
|  | Prenocephale prenes |
|  |                     |

|  | Alaskacephale gangloffi         |
|  |                                 |
|  | Pachycephalosaurus wyomingensis |
|  |                                 |

|  | Sphaerotholus buchholtzae |
|  |                           |
|  | Sphaerotholus goodwini    |
|  |                           |

|  | Alaskacephale gangloffi         |
|  |                                 |
|  | Pachycephalosaurus wyomingensis |
|  |                                 |

|  | Sphaerotholus buchholtzae |
|  |                           |
|  | Sphaerotholus goodwini    |
|  |                           |

|  | Acrotholus audeti   |
|  |                     |
|  | Prenocephale prenes |
|  |                     |

|  | Alaskacephale gangloffi         |
|  |                                 |
|  | Pachycephalosaurus wyomingensis |
|  |                                 |

|  | Sphaerotholus buchholtzae |
|  |                           |
|  | Sphaerotholus goodwini    |
|  |                           |

|  | Alaskacephale gangloffi         |
|  |                                 |
|  | Pachycephalosaurus wyomingensis |
|  |                                 |

|  | Sphaerotholus buchholtzae |
|  |                           |
|  | Sphaerotholus goodwini    |
|  |                           |

|  | Acrotholus audeti   |
|  |                     |
|  | Prenocephale prenes |
|  |                     |

|  | Alaskacephale gangloffi         |
|  |                                 |
|  | Pachycephalosaurus wyomingensis |
|  |                                 |

|  | Sphaerotholus buchholtzae |
|  |                           |
|  | Sphaerotholus goodwini    |
|  |                           |

|  | Alaskacephale gangloffi         |
|  |                                 |
|  | Pachycephalosaurus wyomingensis |
|  |                                 |

|  | Sphaerotholus buchholtzae |
|  |                           |
|  | Sphaerotholus goodwini    |
|  |                           |

|  | Acrotholus audeti   |
|  |                     |
|  | Prenocephale prenes |
|  |                     |

|  | Alaskacephale gangloffi         |
|  |                                 |
|  | Pachycephalosaurus wyomingensis |
|  |                                 |

|  | Sphaerotholus buchholtzae |
|  |                           |
|  | Sphaerotholus goodwini    |
|  |                           |

|  | Alaskacephale gangloffi         |
|  |                                 |
|  | Pachycephalosaurus wyomingensis |
|  |                                 |

|  | Sphaerotholus buchholtzae |
|  |                           |
|  | Sphaerotholus goodwini    |
|  |                           |

|  | Acrotholus audeti   |
|  |                     |
|  | Prenocephale prenes |
|  |                     |

|  | Alaskacephale gangloffi         |
|  |                                 |
|  | Pachycephalosaurus wyomingensis |
|  |                                 |

|  | Sphaerotholus buchholtzae |
|  |                           |
|  | Sphaerotholus goodwini    |
|  |                           |

|  | Alaskacephale gangloffi         |
|  |                                 |
|  | Pachycephalosaurus wyomingensis |
|  |                                 |

|  | Sphaerotholus buchholtzae |
|  |                           |
|  | Sphaerotholus goodwini    |
|  |                           |

|  | Acrotholus audeti   |
|  |                     |
|  | Prenocephale prenes |
|  |                     |

|  | Alaskacephale gangloffi         |
|  |                                 |
|  | Pachycephalosaurus wyomingensis |
|  |                                 |

|  | Sphaerotholus buchholtzae |
|  |                           |
|  | Sphaerotholus goodwini    |
|  |                           |

|  | Alaskacephale gangloffi         |
|  |                                 |
|  | Pachycephalosaurus wyomingensis |
|  |                                 |

|  | Sphaerotholus buchholtzae |
|  |                           |
|  | Sphaerotholus goodwini    |
|  |                           |

|  | Acrotholus audeti   |
|  |                     |
|  | Prenocephale prenes |
|  |                     |

|  | Alaskacephale gangloffi         |
|  |                                 |
|  | Pachycephalosaurus wyomingensis |
|  |                                 |

|  | Sphaerotholus buchholtzae |
|  |                           |
|  | Sphaerotholus goodwini    |
|  |                           |

|  | Alaskacephale gangloffi         |
|  |                                 |
|  | Pachycephalosaurus wyomingensis |
|  |                                 |

|  | Sphaerotholus buchholtzae |
|  |                           |
|  | Sphaerotholus goodwini    |
|  |                           |

|  | Acrotholus audeti   |
|  |                     |
|  | Prenocephale prenes |
|  |                     |

|  | Alaskacephale gangloffi         |
|  |                                 |
|  | Pachycephalosaurus wyomingensis |
|  |                                 |

|  | Sphaerotholus buchholtzae |
|  |                           |
|  | Sphaerotholus goodwini    |
|  |                           |

|  | Alaskacephale gangloffi         |
|  |                                 |
|  | Pachycephalosaurus wyomingensis |
|  |                                 |

|  | Sphaerotholus buchholtzae |
|  |                           |
|  | Sphaerotholus goodwini    |
|  |                           |

|  | Acrotholus audeti   |
|  |                     |
|  | Prenocephale prenes |
|  |                     |

|  | Alaskacephale gangloffi         |
|  |                                 |
|  | Pachycephalosaurus wyomingensis |
|  |                                 |

|  | Sphaerotholus buchholtzae |
|  |                           |
|  | Sphaerotholus goodwini    |
|  |                           |

|  | Alaskacephale gangloffi         |
|  |                                 |
|  | Pachycephalosaurus wyomingensis |
|  |                                 |

|  | Sphaerotholus buchholtzae |
|  |                           |
|  | Sphaerotholus goodwini    |
|  |                           |

|  | Acrotholus audeti   |
|  |                     |
|  | Prenocephale prenes |
|  |                     |

|  | Alaskacephale gangloffi         |
|  |                                 |
|  | Pachycephalosaurus wyomingensis |
|  |                                 |

|  | Sphaerotholus buchholtzae |
|  |                           |
|  | Sphaerotholus goodwini    |
|  |                           |

|  | Alaskacephale gangloffi         |
|  |                                 |
|  | Pachycephalosaurus wyomingensis |
|  |                                 |

|  | Sphaerotholus buchholtzae |
|  |                           |
|  | Sphaerotholus goodwini    |
|  |                           |

|  | Acrotholus audeti   |
|  |                     |
|  | Prenocephale prenes |
|  |                     |

|  | Alaskacephale gangloffi         |
|  |                                 |
|  | Pachycephalosaurus wyomingensis |
|  |                                 |

|  | Sphaerotholus buchholtzae |
|  |                           |
|  | Sphaerotholus goodwini    |
|  |                           |

|  | Alaskacephale gangloffi         |
|  |                                 |
|  | Pachycephalosaurus wyomingensis |
|  |                                 |

|  | Sphaerotholus buchholtzae |
|  |                           |
|  | Sphaerotholus goodwini    |
|  |                           |

|  | Acrotholus audeti   |
|  |                     |
|  | Prenocephale prenes |
|  |                     |

|  | Alaskacephale gangloffi         |
|  |                                 |
|  | Pachycephalosaurus wyomingensis |
|  |                                 |

|  | Sphaerotholus buchholtzae |
|  |                           |
|  | Sphaerotholus goodwini    |
|  |                           |

|  | Alaskacephale gangloffi         |
|  |                                 |
|  | Pachycephalosaurus wyomingensis |
|  |                                 |

|  | Sphaerotholus buchholtzae |
|  |                           |
|  | Sphaerotholus goodwini    |
|  |                           |

|  | Acrotholus audeti   |
|  |                     |
|  | Prenocephale prenes |
|  |                     |

|  | Alaskacephale gangloffi         |
|  |                                 |
|  | Pachycephalosaurus wyomingensis |
|  |                                 |

|  | Sphaerotholus buchholtzae |
|  |                           |
|  | Sphaerotholus goodwini    |
|  |                           |

|  | Alaskacephale gangloffi         |
|  |                                 |
|  | Pachycephalosaurus wyomingensis |
|  |                                 |

|  | Sphaerotholus buchholtzae |
|  |                           |
|  | Sphaerotholus goodwini    |
|  |                           |

|  | Acrotholus audeti   |
|  |                     |
|  | Prenocephale prenes |
|  |                     |

|  | Alaskacephale gangloffi         |
|  |                                 |
|  | Pachycephalosaurus wyomingensis |
|  |                                 |

|  | Sphaerotholus buchholtzae |
|  |                           |
|  | Sphaerotholus goodwini    |
|  |                           |

|  | Alaskacephale gangloffi         |
|  |                                 |
|  | Pachycephalosaurus wyomingensis |
|  |                                 |

|  | Sphaerotholus buchholtzae |
|  |                           |
|  | Sphaerotholus goodwini    |
|  |                           |

|  | Acrotholus audeti   |
|  |                     |
|  | Prenocephale prenes |
|  |                     |

|  | Alaskacephale gangloffi         |
|  |                                 |
|  | Pachycephalosaurus wyomingensis |
|  |                                 |

|  | Sphaerotholus buchholtzae |
|  |                           |
|  | Sphaerotholus goodwini    |
|  |                           |

|  | Alaskacephale gangloffi         |
|  |                                 |
|  | Pachycephalosaurus wyomingensis |
|  |                                 |

|  | Sphaerotholus buchholtzae |
|  |                           |
|  | Sphaerotholus goodwini    |
|  |                           |

|  | Acrotholus audeti   |
|  |                     |
|  | Prenocephale prenes |
|  |                     |

|  | Alaskacephale gangloffi         |
|  |                                 |
|  | Pachycephalosaurus wyomingensis |
|  |                                 |

|  | Sphaerotholus buchholtzae |
|  |                           |
|  | Sphaerotholus goodwini    |
|  |                           |

|  | Alaskacephale gangloffi         |
|  |                                 |
|  | Pachycephalosaurus wyomingensis |
|  |                                 |

|  | Sphaerotholus buchholtzae |
|  |                           |
|  | Sphaerotholus goodwini    |
|  |                           |

|  | Acrotholus audeti   |
|  |                     |
|  | Prenocephale prenes |
|  |                     |

|  | Alaskacephale gangloffi         |
|  |                                 |
|  | Pachycephalosaurus wyomingensis |
|  |                                 |

|  | Sphaerotholus buchholtzae |
|  |                           |
|  | Sphaerotholus goodwini    |
|  |                           |

|  | Alaskacephale gangloffi         |
|  |                                 |
|  | Pachycephalosaurus wyomingensis |
|  |                                 |

|  | Sphaerotholus buchholtzae |
|  |                           |
|  | Sphaerotholus goodwini    |
|  |                           |

|  | Acrotholus audeti   |
|  |                     |
|  | Prenocephale prenes |
|  |                     |

|  | Alaskacephale gangloffi         |
|  |                                 |
|  | Pachycephalosaurus wyomingensis |
|  |                                 |

|  | Sphaerotholus buchholtzae |
|  |                           |
|  | Sphaerotholus goodwini    |
|  |                           |

|  | Alaskacephale gangloffi         |
|  |                                 |
|  | Pachycephalosaurus wyomingensis |
|  |                                 |

|  | Sphaerotholus buchholtzae |
|  |                           |
|  | Sphaerotholus goodwini    |
|  |                           |

|  | Hanssuesia sternbergi                                                           |
|  |                                                                                 |
|  | \| \| Stegoceras novomexicanum \| \| \| \| \| \| Stegoceras validum \| \| \| \| |
|  |                                                                                 |
|  | Stegoceras novomexicanum                                                        |
|  |                                                                                 |
|  | Stegoceras validum                                                              |
|  |                                                                                 |

|  | Stegoceras novomexicanum |
|  |                          |
|  | Stegoceras validum       |
|  |                          |

|  | Hanssuesia sternbergi                                                           |
|  |                                                                                 |
|  | \| \| Stegoceras novomexicanum \| \| \| \| \| \| Stegoceras validum \| \| \| \| |
|  |                                                                                 |
|  | Stegoceras novomexicanum                                                        |
|  |                                                                                 |
|  | Stegoceras validum                                                              |
|  |                                                                                 |

|  | Stegoceras novomexicanum |
|  |                          |
|  | Stegoceras validum       |
|  |                          |

|  | Acrotholus audeti   |
|  |                     |
|  | Prenocephale prenes |
|  |                     |

|  | Alaskacephale gangloffi         |
|  |                                 |
|  | Pachycephalosaurus wyomingensis |
|  |                                 |

|  | Sphaerotholus buchholtzae |
|  |                           |
|  | Sphaerotholus goodwini    |
|  |                           |

|  | Alaskacephale gangloffi         |
|  |                                 |
|  | Pachycephalosaurus wyomingensis |
|  |                                 |

|  | Sphaerotholus buchholtzae |
|  |                           |
|  | Sphaerotholus goodwini    |
|  |                           |

|  | Acrotholus audeti   |
|  |                     |
|  | Prenocephale prenes |
|  |                     |

|  | Alaskacephale gangloffi         |
|  |                                 |
|  | Pachycephalosaurus wyomingensis |
|  |                                 |

|  | Sphaerotholus buchholtzae |
|  |                           |
|  | Sphaerotholus goodwini    |
|  |                           |

|  | Alaskacephale gangloffi         |
|  |                                 |
|  | Pachycephalosaurus wyomingensis |
|  |                                 |

|  | Sphaerotholus buchholtzae |
|  |                           |
|  | Sphaerotholus goodwini    |
|  |                           |

|  | Acrotholus audeti   |
|  |                     |
|  | Prenocephale prenes |
|  |                     |

|  | Alaskacephale gangloffi         |
|  |                                 |
|  | Pachycephalosaurus wyomingensis |
|  |                                 |

|  | Sphaerotholus buchholtzae |
|  |                           |
|  | Sphaerotholus goodwini    |
|  |                           |

|  | Alaskacephale gangloffi         |
|  |                                 |
|  | Pachycephalosaurus wyomingensis |
|  |                                 |

|  | Sphaerotholus buchholtzae |
|  |                           |
|  | Sphaerotholus goodwini    |
|  |                           |

|  | Acrotholus audeti   |
|  |                     |
|  | Prenocephale prenes |
|  |                     |

|  | Alaskacephale gangloffi         |
|  |                                 |
|  | Pachycephalosaurus wyomingensis |
|  |                                 |

|  | Sphaerotholus buchholtzae |
|  |                           |
|  | Sphaerotholus goodwini    |
|  |                           |

|  | Alaskacephale gangloffi         |
|  |                                 |
|  | Pachycephalosaurus wyomingensis |
|  |                                 |

|  | Sphaerotholus buchholtzae |
|  |                           |
|  | Sphaerotholus goodwini    |
|  |                           |

|  | Acrotholus audeti   |
|  |                     |
|  | Prenocephale prenes |
|  |                     |

|  | Alaskacephale gangloffi         |
|  |                                 |
|  | Pachycephalosaurus wyomingensis |
|  |                                 |

|  | Sphaerotholus buchholtzae |
|  |                           |
|  | Sphaerotholus goodwini    |
|  |                           |

|  | Alaskacephale gangloffi         |
|  |                                 |
|  | Pachycephalosaurus wyomingensis |
|  |                                 |

|  | Sphaerotholus buchholtzae |
|  |                           |
|  | Sphaerotholus goodwini    |
|  |                           |

|  | Acrotholus audeti   |
|  |                     |
|  | Prenocephale prenes |
|  |                     |

|  | Alaskacephale gangloffi         |
|  |                                 |
|  | Pachycephalosaurus wyomingensis |
|  |                                 |

|  | Sphaerotholus buchholtzae |
|  |                           |
|  | Sphaerotholus goodwini    |
|  |                           |

|  | Alaskacephale gangloffi         |
|  |                                 |
|  | Pachycephalosaurus wyomingensis |
|  |                                 |

|  | Sphaerotholus buchholtzae |
|  |                           |
|  | Sphaerotholus goodwini    |
|  |                           |

|  | Acrotholus audeti   |
|  |                     |
|  | Prenocephale prenes |
|  |                     |

|  | Alaskacephale gangloffi         |
|  |                                 |
|  | Pachycephalosaurus wyomingensis |
|  |                                 |

|  | Sphaerotholus buchholtzae |
|  |                           |
|  | Sphaerotholus goodwini    |
|  |                           |

|  | Alaskacephale gangloffi         |
|  |                                 |
|  | Pachycephalosaurus wyomingensis |
|  |                                 |

|  | Sphaerotholus buchholtzae |
|  |                           |
|  | Sphaerotholus goodwini    |
|  |                           |

|  | Acrotholus audeti   |
|  |                     |
|  | Prenocephale prenes |
|  |                     |

|  | Alaskacephale gangloffi         |
|  |                                 |
|  | Pachycephalosaurus wyomingensis |
|  |                                 |

|  | Sphaerotholus buchholtzae |
|  |                           |
|  | Sphaerotholus goodwini    |
|  |                           |

|  | Alaskacephale gangloffi         |
|  |                                 |
|  | Pachycephalosaurus wyomingensis |
|  |                                 |

|  | Sphaerotholus buchholtzae |
|  |                           |
|  | Sphaerotholus goodwini    |
|  |                           |

|  | Acrotholus audeti   |
|  |                     |
|  | Prenocephale prenes |
|  |                     |

|  | Alaskacephale gangloffi         |
|  |                                 |
|  | Pachycephalosaurus wyomingensis |
|  |                                 |

|  | Sphaerotholus buchholtzae |
|  |                           |
|  | Sphaerotholus goodwini    |
|  |                           |

|  | Alaskacephale gangloffi         |
|  |                                 |
|  | Pachycephalosaurus wyomingensis |
|  |                                 |

|  | Sphaerotholus buchholtzae |
|  |                           |
|  | Sphaerotholus goodwini    |
|  |                           |

|  | Acrotholus audeti   |
|  |                     |
|  | Prenocephale prenes |
|  |                     |

|  | Alaskacephale gangloffi         |
|  |                                 |
|  | Pachycephalosaurus wyomingensis |
|  |                                 |

|  | Sphaerotholus buchholtzae |
|  |                           |
|  | Sphaerotholus goodwini    |
|  |                           |

|  | Alaskacephale gangloffi         |
|  |                                 |
|  | Pachycephalosaurus wyomingensis |
|  |                                 |

|  | Sphaerotholus buchholtzae |
|  |                           |
|  | Sphaerotholus goodwini    |
|  |                           |

|  | Acrotholus audeti   |
|  |                     |
|  | Prenocephale prenes |
|  |                     |

|  | Alaskacephale gangloffi         |
|  |                                 |
|  | Pachycephalosaurus wyomingensis |
|  |                                 |

|  | Sphaerotholus buchholtzae |
|  |                           |
|  | Sphaerotholus goodwini    |
|  |                           |

|  | Alaskacephale gangloffi         |
|  |                                 |
|  | Pachycephalosaurus wyomingensis |
|  |                                 |

|  | Sphaerotholus buchholtzae |
|  |                           |
|  | Sphaerotholus goodwini    |
|  |                           |

|  | Acrotholus audeti   |
|  |                     |
|  | Prenocephale prenes |
|  |                     |

|  | Alaskacephale gangloffi         |
|  |                                 |
|  | Pachycephalosaurus wyomingensis |
|  |                                 |

|  | Sphaerotholus buchholtzae |
|  |                           |
|  | Sphaerotholus goodwini    |
|  |                           |

|  | Alaskacephale gangloffi         |
|  |                                 |
|  | Pachycephalosaurus wyomingensis |
|  |                                 |

|  | Sphaerotholus buchholtzae |
|  |                           |
|  | Sphaerotholus goodwini    |
|  |                           |

|  | Acrotholus audeti   |
|  |                     |
|  | Prenocephale prenes |
|  |                     |

|  | Alaskacephale gangloffi         |
|  |                                 |
|  | Pachycephalosaurus wyomingensis |
|  |                                 |

|  | Sphaerotholus buchholtzae |
|  |                           |
|  | Sphaerotholus goodwini    |
|  |                           |

|  | Alaskacephale gangloffi         |
|  |                                 |
|  | Pachycephalosaurus wyomingensis |
|  |                                 |

|  | Sphaerotholus buchholtzae |
|  |                           |
|  | Sphaerotholus goodwini    |
|  |                           |

|  | Acrotholus audeti   |
|  |                     |
|  | Prenocephale prenes |
|  |                     |

|  | Alaskacephale gangloffi         |
|  |                                 |
|  | Pachycephalosaurus wyomingensis |
|  |                                 |

|  | Sphaerotholus buchholtzae |
|  |                           |
|  | Sphaerotholus goodwini    |
|  |                           |

|  | Alaskacephale gangloffi         |
|  |                                 |
|  | Pachycephalosaurus wyomingensis |
|  |                                 |

|  | Sphaerotholus buchholtzae |
|  |                           |
|  | Sphaerotholus goodwini    |
|  |                           |

|  | Acrotholus audeti   |
|  |                     |
|  | Prenocephale prenes |
|  |                     |

|  | Alaskacephale gangloffi         |
|  |                                 |
|  | Pachycephalosaurus wyomingensis |
|  |                                 |

|  | Sphaerotholus buchholtzae |
|  |                           |
|  | Sphaerotholus goodwini    |
|  |                           |

|  | Alaskacephale gangloffi         |
|  |                                 |
|  | Pachycephalosaurus wyomingensis |
|  |                                 |

|  | Sphaerotholus buchholtzae |
|  |                           |
|  | Sphaerotholus goodwini    |
|  |                           |

|  | Acrotholus audeti   |
|  |                     |
|  | Prenocephale prenes |
|  |                     |

|  | Alaskacephale gangloffi         |
|  |                                 |
|  | Pachycephalosaurus wyomingensis |
|  |                                 |

|  | Sphaerotholus buchholtzae |
|  |                           |
|  | Sphaerotholus goodwini    |
|  |                           |

|  | Alaskacephale gangloffi         |
|  |                                 |
|  | Pachycephalosaurus wyomingensis |
|  |                                 |

|  | Sphaerotholus buchholtzae |
|  |                           |
|  | Sphaerotholus goodwini    |
|  |                           |

|  | Acrotholus audeti   |
|  |                     |
|  | Prenocephale prenes |
|  |                     |

|  | Alaskacephale gangloffi         |
|  |                                 |
|  | Pachycephalosaurus wyomingensis |
|  |                                 |

|  | Sphaerotholus buchholtzae |
|  |                           |
|  | Sphaerotholus goodwini    |
|  |                           |

|  | Alaskacephale gangloffi         |
|  |                                 |
|  | Pachycephalosaurus wyomingensis |
|  |                                 |

|  | Sphaerotholus buchholtzae |
|  |                           |
|  | Sphaerotholus goodwini    |
|  |                           |

|  | Acrotholus audeti   |
|  |                     |
|  | Prenocephale prenes |
|  |                     |

|  | Alaskacephale gangloffi         |
|  |                                 |
|  | Pachycephalosaurus wyomingensis |
|  |                                 |

|  | Sphaerotholus buchholtzae |
|  |                           |
|  | Sphaerotholus goodwini    |
|  |                           |

|  | Alaskacephale gangloffi         |
|  |                                 |
|  | Pachycephalosaurus wyomingensis |
|  |                                 |

|  | Sphaerotholus buchholtzae |
|  |                           |
|  | Sphaerotholus goodwini    |
|  |                           |

|  | Acrotholus audeti   |
|  |                     |
|  | Prenocephale prenes |
|  |                     |

|  | Alaskacephale gangloffi         |
|  |                                 |
|  | Pachycephalosaurus wyomingensis |
|  |                                 |

|  | Sphaerotholus buchholtzae |
|  |                           |
|  | Sphaerotholus goodwini    |
|  |                           |

|  | Alaskacephale gangloffi         |
|  |                                 |
|  | Pachycephalosaurus wyomingensis |
|  |                                 |

|  | Sphaerotholus buchholtzae |
|  |                           |
|  | Sphaerotholus goodwini    |
|  |                           |

|  | Acrotholus audeti   |
|  |                     |
|  | Prenocephale prenes |
|  |                     |

|  | Alaskacephale gangloffi         |
|  |                                 |
|  | Pachycephalosaurus wyomingensis |
|  |                                 |

|  | Sphaerotholus buchholtzae |
|  |                           |
|  | Sphaerotholus goodwini    |
|  |                           |

|  | Alaskacephale gangloffi         |
|  |                                 |
|  | Pachycephalosaurus wyomingensis |
|  |                                 |

|  | Sphaerotholus buchholtzae |
|  |                           |
|  | Sphaerotholus goodwini    |
|  |                           |

|  | Acrotholus audeti   |
|  |                     |
|  | Prenocephale prenes |
|  |                     |

|  | Alaskacephale gangloffi         |
|  |                                 |
|  | Pachycephalosaurus wyomingensis |
|  |                                 |

|  | Sphaerotholus buchholtzae |
|  |                           |
|  | Sphaerotholus goodwini    |
|  |                           |

|  | Alaskacephale gangloffi         |
|  |                                 |
|  | Pachycephalosaurus wyomingensis |
|  |                                 |

|  | Sphaerotholus buchholtzae |
|  |                           |
|  | Sphaerotholus goodwini    |
|  |                           |

|  | Acrotholus audeti   |
|  |                     |
|  | Prenocephale prenes |
|  |                     |

|  | Alaskacephale gangloffi         |
|  |                                 |
|  | Pachycephalosaurus wyomingensis |
|  |                                 |

|  | Sphaerotholus buchholtzae |
|  |                           |
|  | Sphaerotholus goodwini    |
|  |                           |

|  | Alaskacephale gangloffi         |
|  |                                 |
|  | Pachycephalosaurus wyomingensis |
|  |                                 |

|  | Sphaerotholus buchholtzae |
|  |                           |
|  | Sphaerotholus goodwini    |
|  |                           |

|  | Acrotholus audeti   |
|  |                     |
|  | Prenocephale prenes |
|  |                     |

|  | Alaskacephale gangloffi         |
|  |                                 |
|  | Pachycephalosaurus wyomingensis |
|  |                                 |

|  | Sphaerotholus buchholtzae |
|  |                           |
|  | Sphaerotholus goodwini    |
|  |                           |

|  | Alaskacephale gangloffi         |
|  |                                 |
|  | Pachycephalosaurus wyomingensis |
|  |                                 |

|  | Sphaerotholus buchholtzae |
|  |                           |
|  | Sphaerotholus goodwini    |
|  |                           |

|  | Acrotholus audeti   |
|  |                     |
|  | Prenocephale prenes |
|  |                     |

|  | Alaskacephale gangloffi         |
|  |                                 |
|  | Pachycephalosaurus wyomingensis |
|  |                                 |

|  | Sphaerotholus buchholtzae |
|  |                           |
|  | Sphaerotholus goodwini    |
|  |                           |

|  | Alaskacephale gangloffi         |
|  |                                 |
|  | Pachycephalosaurus wyomingensis |
|  |                                 |

|  | Sphaerotholus buchholtzae |
|  |                           |
|  | Sphaerotholus goodwini    |
|  |                           |

|  | Acrotholus audeti   |
|  |                     |
|  | Prenocephale prenes |
|  |                     |

|  | Alaskacephale gangloffi         |
|  |                                 |
|  | Pachycephalosaurus wyomingensis |
|  |                                 |

|  | Sphaerotholus buchholtzae |
|  |                           |
|  | Sphaerotholus goodwini    |
|  |                           |

|  | Alaskacephale gangloffi         |
|  |                                 |
|  | Pachycephalosaurus wyomingensis |
|  |                                 |

|  | Sphaerotholus buchholtzae |
|  |                           |
|  | Sphaerotholus goodwini    |
|  |                           |

|  | Acrotholus audeti   |
|  |                     |
|  | Prenocephale prenes |
|  |                     |

|  | Alaskacephale gangloffi         |
|  |                                 |
|  | Pachycephalosaurus wyomingensis |
|  |                                 |

|  | Sphaerotholus buchholtzae |
|  |                           |
|  | Sphaerotholus goodwini    |
|  |                           |

|  | Alaskacephale gangloffi         |
|  |                                 |
|  | Pachycephalosaurus wyomingensis |
|  |                                 |

|  | Sphaerotholus buchholtzae |
|  |                           |
|  | Sphaerotholus goodwini    |
|  |                           |

|  | Acrotholus audeti   |
|  |                     |
|  | Prenocephale prenes |
|  |                     |

|  | Alaskacephale gangloffi         |
|  |                                 |
|  | Pachycephalosaurus wyomingensis |
|  |                                 |

|  | Sphaerotholus buchholtzae |
|  |                           |
|  | Sphaerotholus goodwini    |
|  |                           |

|  | Alaskacephale gangloffi         |
|  |                                 |
|  | Pachycephalosaurus wyomingensis |
|  |                                 |

|  | Sphaerotholus buchholtzae |
|  |                           |
|  | Sphaerotholus goodwini    |
|  |                           |

|  | Acrotholus audeti   |
|  |                     |
|  | Prenocephale prenes |
|  |                     |

|  | Alaskacephale gangloffi         |
|  |                                 |
|  | Pachycephalosaurus wyomingensis |
|  |                                 |

|  | Sphaerotholus buchholtzae |
|  |                           |
|  | Sphaerotholus goodwini    |
|  |                           |

|  | Alaskacephale gangloffi         |
|  |                                 |
|  | Pachycephalosaurus wyomingensis |
|  |                                 |

|  | Sphaerotholus buchholtzae |
|  |                           |
|  | Sphaerotholus goodwini    |
|  |                           |

|  | Acrotholus audeti   |
|  |                     |
|  | Prenocephale prenes |
|  |                     |

|  | Alaskacephale gangloffi         |
|  |                                 |
|  | Pachycephalosaurus wyomingensis |
|  |                                 |

|  | Sphaerotholus buchholtzae |
|  |                           |
|  | Sphaerotholus goodwini    |
|  |                           |

|  | Alaskacephale gangloffi         |
|  |                                 |
|  | Pachycephalosaurus wyomingensis |
|  |                                 |

|  | Sphaerotholus buchholtzae |
|  |                           |
|  | Sphaerotholus goodwini    |
|  |                           |

|  | Acrotholus audeti   |
|  |                     |
|  | Prenocephale prenes |
|  |                     |

|  | Alaskacephale gangloffi         |
|  |                                 |
|  | Pachycephalosaurus wyomingensis |
|  |                                 |

|  | Sphaerotholus buchholtzae |
|  |                           |
|  | Sphaerotholus goodwini    |
|  |                           |

|  | Alaskacephale gangloffi         |
|  |                                 |
|  | Pachycephalosaurus wyomingensis |
|  |                                 |

|  | Sphaerotholus buchholtzae |
|  |                           |
|  | Sphaerotholus goodwini    |
|  |                           |

|  | Acrotholus audeti   |
|  |                     |
|  | Prenocephale prenes |
|  |                     |

|  | Alaskacephale gangloffi         |
|  |                                 |
|  | Pachycephalosaurus wyomingensis |
|  |                                 |

|  | Sphaerotholus buchholtzae |
|  |                           |
|  | Sphaerotholus goodwini    |
|  |                           |

|  | Alaskacephale gangloffi         |
|  |                                 |
|  | Pachycephalosaurus wyomingensis |
|  |                                 |

|  | Sphaerotholus buchholtzae |
|  |                           |
|  | Sphaerotholus goodwini    |
|  |                           |

|  | Acrotholus audeti   |
|  |                     |
|  | Prenocephale prenes |
|  |                     |

|  | Alaskacephale gangloffi         |
|  |                                 |
|  | Pachycephalosaurus wyomingensis |
|  |                                 |

|  | Sphaerotholus buchholtzae |
|  |                           |
|  | Sphaerotholus goodwini    |
|  |                           |

|  | Alaskacephale gangloffi         |
|  |                                 |
|  | Pachycephalosaurus wyomingensis |
|  |                                 |

|  | Sphaerotholus buchholtzae |
|  |                           |
|  | Sphaerotholus goodwini    |
|  |                           |

|  | Acrotholus audeti   |
|  |                     |
|  | Prenocephale prenes |
|  |                     |

|  | Alaskacephale gangloffi         |
|  |                                 |
|  | Pachycephalosaurus wyomingensis |
|  |                                 |

|  | Sphaerotholus buchholtzae |
|  |                           |
|  | Sphaerotholus goodwini    |
|  |                           |

|  | Alaskacephale gangloffi         |
|  |                                 |
|  | Pachycephalosaurus wyomingensis |
|  |                                 |

|  | Sphaerotholus buchholtzae |
|  |                           |
|  | Sphaerotholus goodwini    |
|  |                           |

|  | Acrotholus audeti   |
|  |                     |
|  | Prenocephale prenes |
|  |                     |

|  | Alaskacephale gangloffi         |
|  |                                 |
|  | Pachycephalosaurus wyomingensis |
|  |                                 |

|  | Sphaerotholus buchholtzae |
|  |                           |
|  | Sphaerotholus goodwini    |
|  |                           |

|  | Alaskacephale gangloffi         |
|  |                                 |
|  | Pachycephalosaurus wyomingensis |
|  |                                 |

|  | Sphaerotholus buchholtzae |
|  |                           |
|  | Sphaerotholus goodwini    |
|  |                           |

|  | Acrotholus audeti   |
|  |                     |
|  | Prenocephale prenes |
|  |                     |

|  | Alaskacephale gangloffi         |
|  |                                 |
|  | Pachycephalosaurus wyomingensis |
|  |                                 |

|  | Sphaerotholus buchholtzae |
|  |                           |
|  | Sphaerotholus goodwini    |
|  |                           |

|  | Alaskacephale gangloffi         |
|  |                                 |
|  | Pachycephalosaurus wyomingensis |
|  |                                 |

|  | Sphaerotholus buchholtzae |
|  |                           |
|  | Sphaerotholus goodwini    |
|  |                           |

|  | Acrotholus audeti   |
|  |                     |
|  | Prenocephale prenes |
|  |                     |

|  | Alaskacephale gangloffi         |
|  |                                 |
|  | Pachycephalosaurus wyomingensis |
|  |                                 |

|  | Sphaerotholus buchholtzae |
|  |                           |
|  | Sphaerotholus goodwini    |
|  |                           |

|  | Alaskacephale gangloffi         |
|  |                                 |
|  | Pachycephalosaurus wyomingensis |
|  |                                 |

|  | Sphaerotholus buchholtzae |
|  |                           |
|  | Sphaerotholus goodwini    |
|  |                           |

|  | Acrotholus audeti   |
|  |                     |
|  | Prenocephale prenes |
|  |                     |

|  | Alaskacephale gangloffi         |
|  |                                 |
|  | Pachycephalosaurus wyomingensis |
|  |                                 |

|  | Sphaerotholus buchholtzae |
|  |                           |
|  | Sphaerotholus goodwini    |
|  |                           |

|  | Alaskacephale gangloffi         |
|  |                                 |
|  | Pachycephalosaurus wyomingensis |
|  |                                 |

|  | Sphaerotholus buchholtzae |
|  |                           |
|  | Sphaerotholus goodwini    |
|  |                           |

|  | Acrotholus audeti   |
|  |                     |
|  | Prenocephale prenes |
|  |                     |

|  | Alaskacephale gangloffi         |
|  |                                 |
|  | Pachycephalosaurus wyomingensis |
|  |                                 |

|  | Sphaerotholus buchholtzae |
|  |                           |
|  | Sphaerotholus goodwini    |
|  |                           |

|  | Alaskacephale gangloffi         |
|  |                                 |
|  | Pachycephalosaurus wyomingensis |
|  |                                 |

|  | Sphaerotholus buchholtzae |
|  |                           |
|  | Sphaerotholus goodwini    |
|  |                           |

|  | Acrotholus audeti   |
|  |                     |
|  | Prenocephale prenes |
|  |                     |

|  | Alaskacephale gangloffi         |
|  |                                 |
|  | Pachycephalosaurus wyomingensis |
|  |                                 |

|  | Sphaerotholus buchholtzae |
|  |                           |
|  | Sphaerotholus goodwini    |
|  |                           |

|  | Alaskacephale gangloffi         |
|  |                                 |
|  | Pachycephalosaurus wyomingensis |
|  |                                 |

|  | Sphaerotholus buchholtzae |
|  |                           |
|  | Sphaerotholus goodwini    |
|  |                           |

|  | Acrotholus audeti   |
|  |                     |
|  | Prenocephale prenes |
|  |                     |

|  | Alaskacephale gangloffi         |
|  |                                 |
|  | Pachycephalosaurus wyomingensis |
|  |                                 |

|  | Sphaerotholus buchholtzae |
|  |                           |
|  | Sphaerotholus goodwini    |
|  |                           |

|  | Alaskacephale gangloffi         |
|  |                                 |
|  | Pachycephalosaurus wyomingensis |
|  |                                 |

|  | Sphaerotholus buchholtzae |
|  |                           |
|  | Sphaerotholus goodwini    |
|  |                           |

|  | Acrotholus audeti   |
|  |                     |
|  | Prenocephale prenes |
|  |                     |

|  | Alaskacephale gangloffi         |
|  |                                 |
|  | Pachycephalosaurus wyomingensis |
|  |                                 |

|  | Sphaerotholus buchholtzae |
|  |                           |
|  | Sphaerotholus goodwini    |
|  |                           |

|  | Alaskacephale gangloffi         |
|  |                                 |
|  | Pachycephalosaurus wyomingensis |
|  |                                 |

|  | Sphaerotholus buchholtzae |
|  |                           |
|  | Sphaerotholus goodwini    |
|  |                           |

|  | Acrotholus audeti   |
|  |                     |
|  | Prenocephale prenes |
|  |                     |

|  | Alaskacephale gangloffi         |
|  |                                 |
|  | Pachycephalosaurus wyomingensis |
|  |                                 |

|  | Sphaerotholus buchholtzae |
|  |                           |
|  | Sphaerotholus goodwini    |
|  |                           |

|  | Alaskacephale gangloffi         |
|  |                                 |
|  | Pachycephalosaurus wyomingensis |
|  |                                 |

|  | Sphaerotholus buchholtzae |
|  |                           |
|  | Sphaerotholus goodwini    |
|  |                           |

|  | Acrotholus audeti   |
|  |                     |
|  | Prenocephale prenes |
|  |                     |

|  | Alaskacephale gangloffi         |
|  |                                 |
|  | Pachycephalosaurus wyomingensis |
|  |                                 |

|  | Sphaerotholus buchholtzae |
|  |                           |
|  | Sphaerotholus goodwini    |
|  |                           |

|  | Alaskacephale gangloffi         |
|  |                                 |
|  | Pachycephalosaurus wyomingensis |
|  |                                 |

|  | Sphaerotholus buchholtzae |
|  |                           |
|  | Sphaerotholus goodwini    |
|  |                           |

|  | Acrotholus audeti   |
|  |                     |
|  | Prenocephale prenes |
|  |                     |

|  | Alaskacephale gangloffi         |
|  |                                 |
|  | Pachycephalosaurus wyomingensis |
|  |                                 |

|  | Sphaerotholus buchholtzae |
|  |                           |
|  | Sphaerotholus goodwini    |
|  |                           |

|  | Alaskacephale gangloffi         |
|  |                                 |
|  | Pachycephalosaurus wyomingensis |
|  |                                 |

|  | Sphaerotholus buchholtzae |
|  |                           |
|  | Sphaerotholus goodwini    |
|  |                           |

|  | Acrotholus audeti   |
|  |                     |
|  | Prenocephale prenes |
|  |                     |

|  | Alaskacephale gangloffi         |
|  |                                 |
|  | Pachycephalosaurus wyomingensis |
|  |                                 |

|  | Sphaerotholus buchholtzae |
|  |                           |
|  | Sphaerotholus goodwini    |
|  |                           |

|  | Alaskacephale gangloffi         |
|  |                                 |
|  | Pachycephalosaurus wyomingensis |
|  |                                 |

|  | Sphaerotholus buchholtzae |
|  |                           |
|  | Sphaerotholus goodwini    |
|  |                           |

|  | Acrotholus audeti   |
|  |                     |
|  | Prenocephale prenes |
|  |                     |

|  | Alaskacephale gangloffi         |
|  |                                 |
|  | Pachycephalosaurus wyomingensis |
|  |                                 |

|  | Sphaerotholus buchholtzae |
|  |                           |
|  | Sphaerotholus goodwini    |
|  |                           |

|  | Alaskacephale gangloffi         |
|  |                                 |
|  | Pachycephalosaurus wyomingensis |
|  |                                 |

|  | Sphaerotholus buchholtzae |
|  |                           |
|  | Sphaerotholus goodwini    |
|  |                           |

|  | Acrotholus audeti   |
|  |                     |
|  | Prenocephale prenes |
|  |                     |

|  | Alaskacephale gangloffi         |
|  |                                 |
|  | Pachycephalosaurus wyomingensis |
|  |                                 |

|  | Sphaerotholus buchholtzae |
|  |                           |
|  | Sphaerotholus goodwini    |
|  |                           |

|  | Alaskacephale gangloffi         |
|  |                                 |
|  | Pachycephalosaurus wyomingensis |
|  |                                 |

|  | Sphaerotholus buchholtzae |
|  |                           |
|  | Sphaerotholus goodwini    |
|  |                           |

|  | Acrotholus audeti   |
|  |                     |
|  | Prenocephale prenes |
|  |                     |

|  | Alaskacephale gangloffi         |
|  |                                 |
|  | Pachycephalosaurus wyomingensis |
|  |                                 |

|  | Sphaerotholus buchholtzae |
|  |                           |
|  | Sphaerotholus goodwini    |
|  |                           |

|  | Alaskacephale gangloffi         |
|  |                                 |
|  | Pachycephalosaurus wyomingensis |
|  |                                 |

|  | Sphaerotholus buchholtzae |
|  |                           |
|  | Sphaerotholus goodwini    |
|  |                           |

|  | Acrotholus audeti   |
|  |                     |
|  | Prenocephale prenes |
|  |                     |

|  | Alaskacephale gangloffi         |
|  |                                 |
|  | Pachycephalosaurus wyomingensis |
|  |                                 |

|  | Sphaerotholus buchholtzae |
|  |                           |
|  | Sphaerotholus goodwini    |
|  |                           |

|  | Alaskacephale gangloffi         |
|  |                                 |
|  | Pachycephalosaurus wyomingensis |
|  |                                 |

|  | Sphaerotholus buchholtzae |
|  |                           |
|  | Sphaerotholus goodwini    |
|  |                           |

|  | Acrotholus audeti   |
|  |                     |
|  | Prenocephale prenes |
|  |                     |

|  | Alaskacephale gangloffi         |
|  |                                 |
|  | Pachycephalosaurus wyomingensis |
|  |                                 |

|  | Sphaerotholus buchholtzae |
|  |                           |
|  | Sphaerotholus goodwini    |
|  |                           |

|  | Alaskacephale gangloffi         |
|  |                                 |
|  | Pachycephalosaurus wyomingensis |
|  |                                 |

|  | Sphaerotholus buchholtzae |
|  |                           |
|  | Sphaerotholus goodwini    |
|  |                           |

|  | Acrotholus audeti   |
|  |                     |
|  | Prenocephale prenes |
|  |                     |

|  | Alaskacephale gangloffi         |
|  |                                 |
|  | Pachycephalosaurus wyomingensis |
|  |                                 |

|  | Sphaerotholus buchholtzae |
|  |                           |
|  | Sphaerotholus goodwini    |
|  |                           |

|  | Alaskacephale gangloffi         |
|  |                                 |
|  | Pachycephalosaurus wyomingensis |
|  |                                 |

|  | Sphaerotholus buchholtzae |
|  |                           |
|  | Sphaerotholus goodwini    |
|  |                           |

|  | Acrotholus audeti   |
|  |                     |
|  | Prenocephale prenes |
|  |                     |

|  | Alaskacephale gangloffi         |
|  |                                 |
|  | Pachycephalosaurus wyomingensis |
|  |                                 |

|  | Sphaerotholus buchholtzae |
|  |                           |
|  | Sphaerotholus goodwini    |
|  |                           |

|  | Alaskacephale gangloffi         |
|  |                                 |
|  | Pachycephalosaurus wyomingensis |
|  |                                 |

|  | Sphaerotholus buchholtzae |
|  |                           |
|  | Sphaerotholus goodwini    |
|  |                           |

|  | Acrotholus audeti   |
|  |                     |
|  | Prenocephale prenes |
|  |                     |

|  | Alaskacephale gangloffi         |
|  |                                 |
|  | Pachycephalosaurus wyomingensis |
|  |                                 |

|  | Sphaerotholus buchholtzae |
|  |                           |
|  | Sphaerotholus goodwini    |
|  |                           |

|  | Alaskacephale gangloffi         |
|  |                                 |
|  | Pachycephalosaurus wyomingensis |
|  |                                 |

|  | Sphaerotholus buchholtzae |
|  |                           |
|  | Sphaerotholus goodwini    |
|  |                           |

|  | Acrotholus audeti   |
|  |                     |
|  | Prenocephale prenes |
|  |                     |

|  | Alaskacephale gangloffi         |
|  |                                 |
|  | Pachycephalosaurus wyomingensis |
|  |                                 |

|  | Sphaerotholus buchholtzae |
|  |                           |
|  | Sphaerotholus goodwini    |
|  |                           |

|  | Alaskacephale gangloffi         |
|  |                                 |
|  | Pachycephalosaurus wyomingensis |
|  |                                 |

|  | Sphaerotholus buchholtzae |
|  |                           |
|  | Sphaerotholus goodwini    |
|  |                           |

|  | Acrotholus audeti   |
|  |                     |
|  | Prenocephale prenes |
|  |                     |

|  | Alaskacephale gangloffi         |
|  |                                 |
|  | Pachycephalosaurus wyomingensis |
|  |                                 |

|  | Sphaerotholus buchholtzae |
|  |                           |
|  | Sphaerotholus goodwini    |
|  |                           |

|  | Alaskacephale gangloffi         |
|  |                                 |
|  | Pachycephalosaurus wyomingensis |
|  |                                 |

|  | Sphaerotholus buchholtzae |
|  |                           |
|  | Sphaerotholus goodwini    |
|  |                           |

|  | Acrotholus audeti   |
|  |                     |
|  | Prenocephale prenes |
|  |                     |

|  | Alaskacephale gangloffi         |
|  |                                 |
|  | Pachycephalosaurus wyomingensis |
|  |                                 |

|  | Sphaerotholus buchholtzae |
|  |                           |
|  | Sphaerotholus goodwini    |
|  |                           |

|  | Alaskacephale gangloffi         |
|  |                                 |
|  | Pachycephalosaurus wyomingensis |
|  |                                 |

|  | Sphaerotholus buchholtzae |
|  |                           |
|  | Sphaerotholus goodwini    |
|  |                           |

|  | Acrotholus audeti   |
|  |                     |
|  | Prenocephale prenes |
|  |                     |

|  | Alaskacephale gangloffi         |
|  |                                 |
|  | Pachycephalosaurus wyomingensis |
|  |                                 |

|  | Sphaerotholus buchholtzae |
|  |                           |
|  | Sphaerotholus goodwini    |
|  |                           |

|  | Alaskacephale gangloffi         |
|  |                                 |
|  | Pachycephalosaurus wyomingensis |
|  |                                 |

|  | Sphaerotholus buchholtzae |
|  |                           |
|  | Sphaerotholus goodwini    |
|  |                           |

|  | Acrotholus audeti   |
|  |                     |
|  | Prenocephale prenes |
|  |                     |

|  | Alaskacephale gangloffi         |
|  |                                 |
|  | Pachycephalosaurus wyomingensis |
|  |                                 |

|  | Sphaerotholus buchholtzae |
|  |                           |
|  | Sphaerotholus goodwini    |
|  |                           |

|  | Alaskacephale gangloffi         |
|  |                                 |
|  | Pachycephalosaurus wyomingensis |
|  |                                 |

|  | Sphaerotholus buchholtzae |
|  |                           |
|  | Sphaerotholus goodwini    |
|  |                           |

|  | Acrotholus audeti   |
|  |                     |
|  | Prenocephale prenes |
|  |                     |

|  | Alaskacephale gangloffi         |
|  |                                 |
|  | Pachycephalosaurus wyomingensis |
|  |                                 |

|  | Sphaerotholus buchholtzae |
|  |                           |
|  | Sphaerotholus goodwini    |
|  |                           |

|  | Alaskacephale gangloffi         |
|  |                                 |
|  | Pachycephalosaurus wyomingensis |
|  |                                 |

|  | Sphaerotholus buchholtzae |
|  |                           |
|  | Sphaerotholus goodwini    |
|  |                           |

|  | Acrotholus audeti   |
|  |                     |
|  | Prenocephale prenes |
|  |                     |

|  | Alaskacephale gangloffi         |
|  |                                 |
|  | Pachycephalosaurus wyomingensis |
|  |                                 |

|  | Sphaerotholus buchholtzae |
|  |                           |
|  | Sphaerotholus goodwini    |
|  |                           |

|  | Alaskacephale gangloffi         |
|  |                                 |
|  | Pachycephalosaurus wyomingensis |
|  |                                 |

|  | Sphaerotholus buchholtzae |
|  |                           |
|  | Sphaerotholus goodwini    |
|  |                           |

|  | Acrotholus audeti   |
|  |                     |
|  | Prenocephale prenes |
|  |                     |

|  | Alaskacephale gangloffi         |
|  |                                 |
|  | Pachycephalosaurus wyomingensis |
|  |                                 |

|  | Sphaerotholus buchholtzae |
|  |                           |
|  | Sphaerotholus goodwini    |
|  |                           |

|  | Alaskacephale gangloffi         |
|  |                                 |
|  | Pachycephalosaurus wyomingensis |
|  |                                 |

|  | Sphaerotholus buchholtzae |
|  |                           |
|  | Sphaerotholus goodwini    |
|  |                           |

|  | Acrotholus audeti   |
|  |                     |
|  | Prenocephale prenes |
|  |                     |

|  | Alaskacephale gangloffi         |
|  |                                 |
|  | Pachycephalosaurus wyomingensis |
|  |                                 |

|  | Sphaerotholus buchholtzae |
|  |                           |
|  | Sphaerotholus goodwini    |
|  |                           |

|  | Alaskacephale gangloffi         |
|  |                                 |
|  | Pachycephalosaurus wyomingensis |
|  |                                 |

|  | Sphaerotholus buchholtzae |
|  |                           |
|  | Sphaerotholus goodwini    |
|  |                           |

|  | Acrotholus audeti   |
|  |                     |
|  | Prenocephale prenes |
|  |                     |

|  | Alaskacephale gangloffi         |
|  |                                 |
|  | Pachycephalosaurus wyomingensis |
|  |                                 |

|  | Sphaerotholus buchholtzae |
|  |                           |
|  | Sphaerotholus goodwini    |
|  |                           |

|  | Alaskacephale gangloffi         |
|  |                                 |
|  | Pachycephalosaurus wyomingensis |
|  |                                 |

|  | Sphaerotholus buchholtzae |
|  |                           |
|  | Sphaerotholus goodwini    |
|  |                           |

|  | Acrotholus audeti   |
|  |                     |
|  | Prenocephale prenes |
|  |                     |

|  | Alaskacephale gangloffi         |
|  |                                 |
|  | Pachycephalosaurus wyomingensis |
|  |                                 |

|  | Sphaerotholus buchholtzae |
|  |                           |
|  | Sphaerotholus goodwini    |
|  |                           |

|  | Alaskacephale gangloffi         |
|  |                                 |
|  | Pachycephalosaurus wyomingensis |
|  |                                 |

|  | Sphaerotholus buchholtzae |
|  |                           |
|  | Sphaerotholus goodwini    |
|  |                           |

Biogeografię i wczesną historię ewolucyjną pachycefalozaurów poznano słabo. Mogą je rozjaśnić nowe odkrycia. Pachycefalozaury pojawiły się szybko w zapisie kopalnym. Występują w Ameryce Północnej i Azji, wobec czego nie wiadomo, skąd się wywodzą i w jakim kierunku się rozprzestrzeniły. Najstarsi znani przedstawiciele grupy, jak Acrotholus, mają już w pełni wykształconą kopułę i są obecni w santonie, około 84 milionów lat temu, a więc wcześniej, niż rzekomo bardziej bazalny stegoceras z kampanu (77 milionów lat temu) czy wczesnomastrychcki Homalocephale (70 milionów lat temu). Kopuła zdaje się więc być homoplazją powstałą na skutek konwergencji. Późne pojawienie się pachycefalozaurów w porównaniu ze spokrewnionymi zeń ceratopsami wskazuje na długą obecność linii nie ujawnioną w zapisie kopalnym (ghost lineage), sięgającą wstecz 66 milionów lat, a więc jury późnej. Mała wielkość większości pachycefalozaurów może sprzyjać tutaj błędowi tafonomicznemu, gdyż mniejsze zwierzęta zachowują się z mniejszym prawdopodobieństwem, niż większe. Bardziej delikatne kości mają mniejsze szanse na przetrwanie, dlatego zresztą pachycefalozaury znane są głównie z potężnych czaszek.

## Paleobiologia

### Odżywianie się

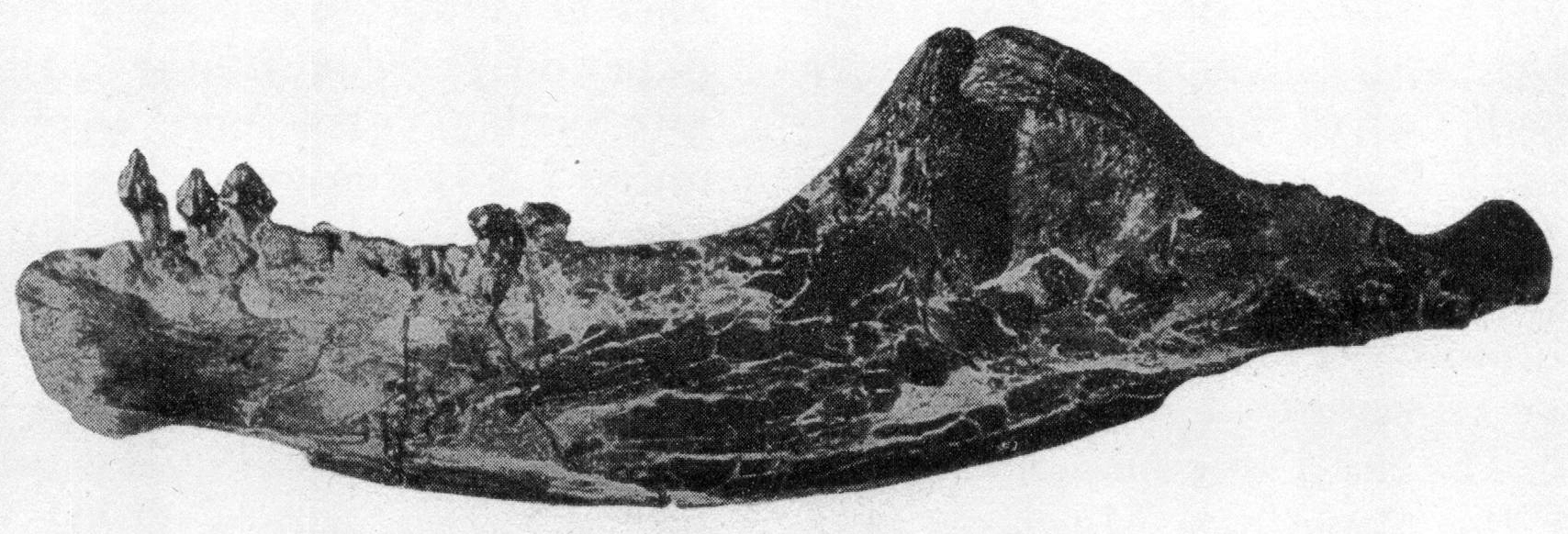
Żuchwa z zębami UALVP 2

Nie zostało całkowicie wyjaśnione, jak jadły pachycefalozaury. Dysponowały bardzo małymi, prążkowanymi zębami, nie mogły więc żuć twardego, włóknistego pokarmu roślinnego tak efektywnie, jak inne dinozaury żyjące w tych samych czasach. Przypuszcza się, że ich ostre, ząbkowane zęby były idealnie przystosowane do mieszanej diety składającej się z liści, nasion, owoców i owadów. Stegoceras mógł mieć całkowicie roślinną dietę, jako że korony jego zębów przypominają te spotykane u legwanowatych. Zęby przedszczękowe noszą ślady zużycia świadczące o kontakcie z kością przedzębową, a zęby szczękowe noszą podwójne ślady, podobne do spotykanych u innych dinozaurów ptasiomiednicznych. Co trzeci ząb szczękowy UALVP 2 to wyrzynający się ząb zastępujący (polifiodontyzm). Zastępowanie następowało w kierunku tylnym w kolejnych trójkach. Okolica potyliczna stegocerasa posiada wyraźnie zaznaczone przyczepy mięśni. Uważa się, że ruchy szczęki i żuchwy tego zwierzęcia i innych pachycefalozaurów ograniczały się w większości do ruchów góra – dół, z niewielką tylko możliwością rotacji. Przeświadczenie to opiera się na budowie szczęki i żuchwy oraz mikrouszkodzeniach i uszkodzeniach zębów, wskazujących na to, że siła zgryzu służyła raczej odcinaniu, niż miażdżeniu.

### Ontogeneza

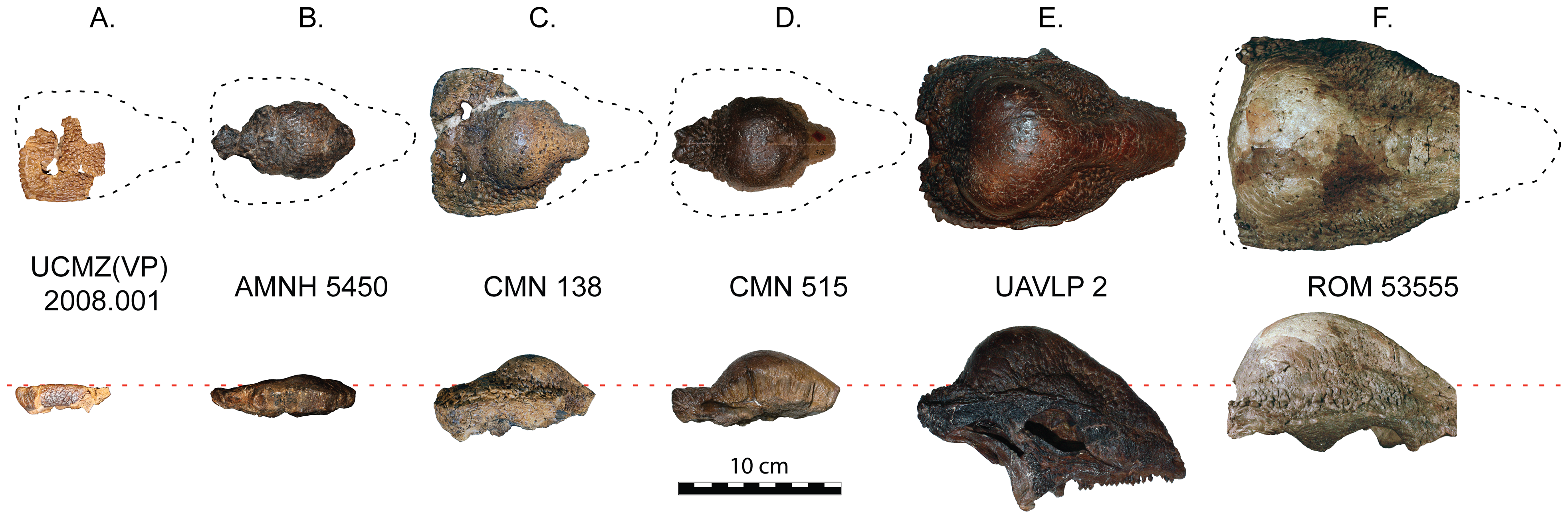
Wzrost kości czaszki S. validum wedle Schotta i in., 2011

Zróżnicowanie czaszek stegocerasa i innych pachycefalozaurów tłumaczono historycznie na kilka sposobów. Brown i Schlaikjer sugerowali, że stopień rozwoju kopuły stanowi przejaw dymorfizm płciowego. Postawili hipotezę stanowiącą, że okazy o płaskiej głowie, jak AMNH 5450 (Ornatotholus), reprezentowały samice stegocerasa. Pomysł ten doczekał się w 1981 wsparcia w morfometrycznym badaniu Champana i współpracowników. Ustalili oni, że samce miały większe i grubsze kopuły. Po odkryciu innych płaskogłowych pachycefalozaurów stopień wykształcenia się kopuły uznano za cechę ważną w taksonomii. W ten sposób AMNH 5450 uznawano za przedstawiciela odrębnego taksonu od 1979. W 1998 Goodwin i in. zaproponowali zamiast tego, że inflacja kopuły postępowała w trakcie ontogenezy z wiekiem. Oparli się oni na badaniach histologicznych czaszki S. validum, pokazując, że kopułę budowała unaczyniona, szybko rosnąca kość, co zgadza się z poglądem na wzrost kopuły z wiekiem. Autorzy ci stwierdzili, że – wydawałoby się – odrębne cechy ornatotola można prosto wyjaśnić rozwojem ontogenetycznym.

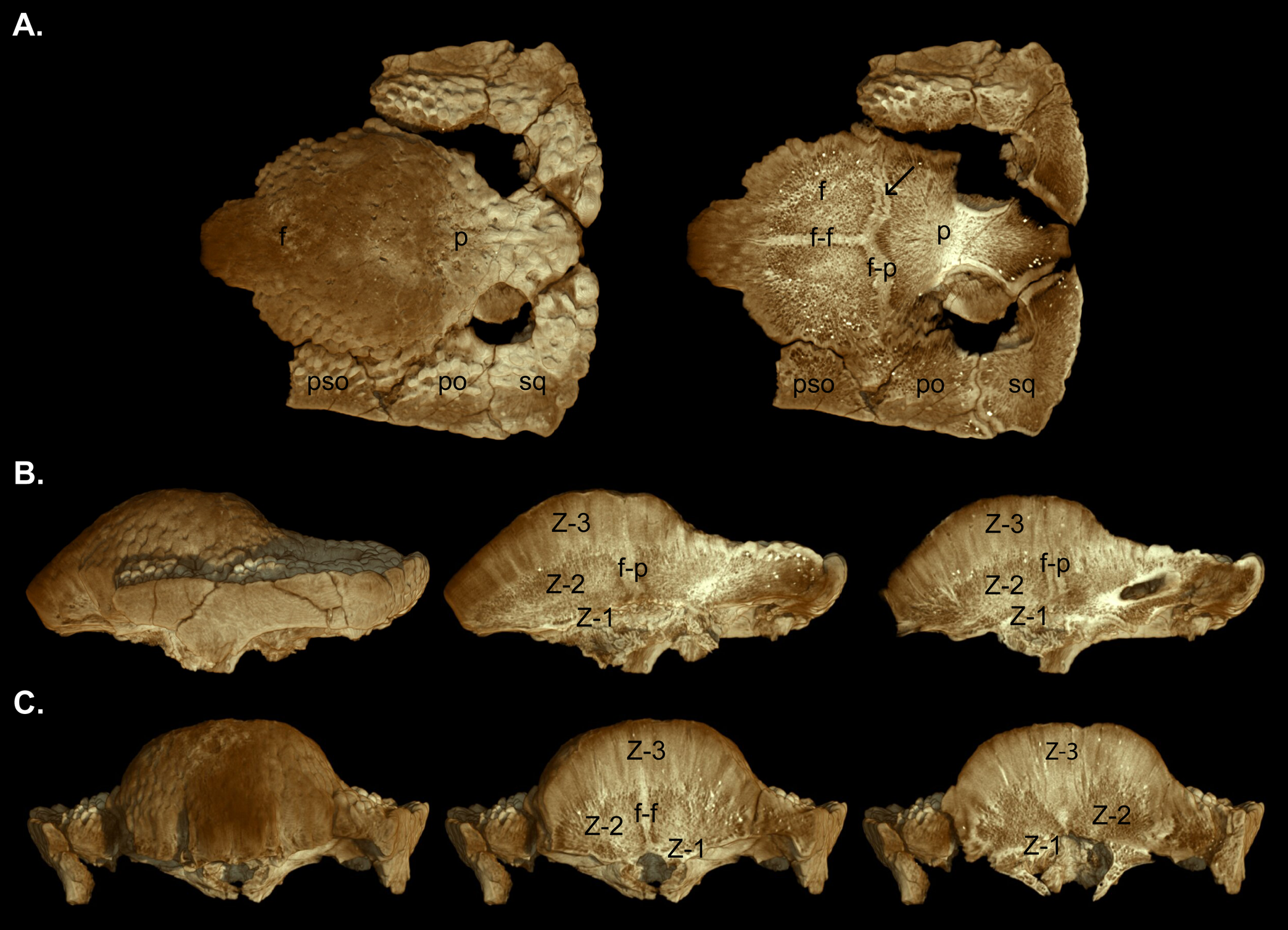
Skany CT okazu TMP 84.5.1, młodocianego bądź prawie dorosłego S. validum i przekroje

W 2003 Williamson i Carr opublikowali hipotetyczną serię kolejnych etapów wzrostu S. validum, lokując na niej ornatotola jako etap młodociany. Zasugerowali, że osobniki młodociane cechowały się płaskim, zgrubiałym sklepieniem czołowo-ciemieniowym, z większymi otworami nadskroniowymi i gęściej upakowanymi guzkami. Półka kostna ciemieniowo-łuskowa nie była zredukowana, a szew czołowo-ciemieniowy nie był zamknięty. Osobniki prawie dorosłe nosiły kopuły w kształcie kopca, z płaską tylną częścią kości ciemieniowej i sklepienia czaszki. Otwory nadskroniowe cechowała asymetria wielkości, a szew czołowo-ciemieniowy różnił się stopniem zamknięcia. Guzy były rozciągnięte bądź prawie zatarte na skutek rozrostu kopuły. Wzór zdobiący kopułę zanikał na jej szczycie, a więc w obszarze największego wzrostu. Guzki czaszki był porozciągane w rozmaitych kierunkach. Te, które pokrywały brzeg półki kostnej ciemieniowo-łuskowej, mogły ulegać przerostowi. Tył i boki czaszki osobnika prawie dorosłego bądź dorosłego był zdobione mniej zmodyfikowanymi guzkami. Przed włączeniem w obręb rozrastającej się kopuły kości czaszki powiększały się, co wpływało na połączenia pomiędzy nimi. Dojrzała kopuła była szeroka i wypukła, włączeniu doń uległa większa część półki kostnej, zredukowanej w wielkości, zwisająca z potylicy na kształt grubej krawędzi. Otwory nadskroniowe uległy zamknięciu, ale szew pomiędzy frontoparietal i powiązanymi zeń kośćmi czaszki nie zawsze zamykał się u osobników dorosłych i prawie dorosłych.
W 2011 Ryan Schott i współpracownicy przeprowadzili wszechstronniejszą analizę ontogenezy kopuły czaszki S. validum. Badanie wykazało, że półka czołowo-łuskowa zachowywała układ ornamentacji podczas wzrostu, w związku z czym unaczynienie kopuł czołowo-ciemieniowej spadało ze wzrostem. Ponadto kształt i wielkość kopuły silnie korelowały ze wzrostem, w związku z czym wzrost przebiegał allometrycznie ze sklepienia płaskiego do kopulastego. Wspiera to pogląd o uznanie ornatotola młodocianym stegocerasem. Badacze ci podnieśli także hipotezę, zgodnie z którą ten model wzrostu kopuły, obejmujący dramatyczne zmiany pomiędzy osobnikiem młodocianym a dojrzałym, stanowił częsty model rozwoju u pachycefalozaurów. Badacze odnotowali, że choć obserwacje Williamsona i Carra o zamykających się z czasem otworach nadskroniowych były ogólnie poprawne, występował i tak duży stopień indywidualnej zmienności w wielkości tych okien, niezależnie od wielkości frontoparietal. Cecha ta może więc być niezależna.
Badanie opublikowane w 2012 przez Schotta i Davida C. Evansa pokazało, że liczba i kształt poszczególnych guzów na półce łuskowej przebadanych czaszek S. validum znacznie się różni. Zmienność ta nie wydaje się korelować ze zmianami zachodzącymi w trakcie ontogenezy, jest to raczej zmienność osobnicza. Badacze ci nie znaleźli korelacji pomiędzy długością otworów nadskroniowych i wielkością kości łuskowych.

### Funkcja kopuły

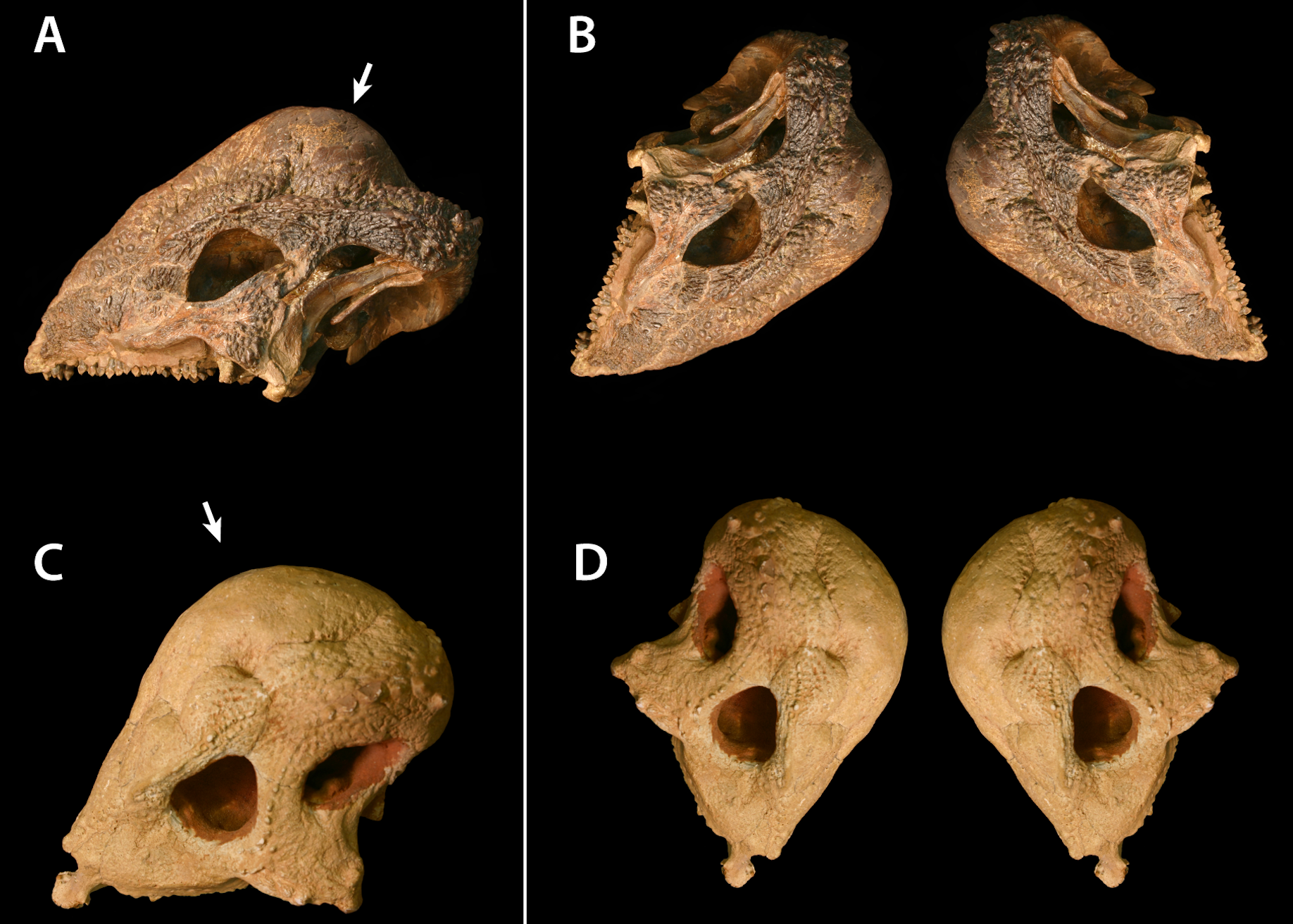
Szczyty czaszek S. validum i prenocefala (po lewej), prawdopodobne ułożenie głów podczas walki (po prawej),
według Petersona i in., 2013

Funkcja kopuł pachycefalozaurów poddana została debacie, w której Stegoceras służył jako model badawczy w wielu badaniach. Kopułę interpretowano głównie jako broń wykorzystywaną w walkach wewnątrzgatunkowych, ozdobę pokazywaną w popisach przed płcią przeciwną bądź strukturę służącą rozpoznawaniu się osobników poszczególnych gatunków. Użycie kopulastych czaszek stegocerasa i innych pachycefalozaurów w walkach na głowy zasugerował jako pierwszy amerykański paleontolog Edwin Harris Colbert w 1955. W 1970 i 1971 pomysł ten dopracowywał Galton, argumentując, że gdyby czaszka była po prostu ozdobnikiem, byłaby mniej zbita, tymczasem jej struktura pozwala opierać się znacznej sile. Galton sugerował, że gdy Stegoceras trzymał głowę pionowo, prostopadle do szyi, siła przenoszona była z czaszki z niewielką szansą przemieszczenia, a kopuła mogła w takim przypadku służyć jako taran. Uważał za nieprawdopodobne, by służyła głównie do obrony przed drapieżnikami, ponieważ kopuła nie nosiła kolców,  te na półce kostnej ciemieniowo-łuskowej leżałyby w miejscu czyniącym je nieprzydatnymi. Zgadzałoby się to jednak z poglądem o starciach wewnątrzgatunkowych. Galton wyobrażał sobie uderzające o siebie sklepienia czaszek, podczas gdy kręgosłup przyjmował pozycję horyzontalną. Zwierzęta mogły ścierać się ze sobą twarzą w twarz podczas uderzania bądź szarżowania w siebie ze spuszczoną głową, jak czynią to współczesne koziorożce. Zauważył też, że sztywność grzbietu przydawałaby się podczas takich starć. W 1978 Sues w wyniku doświadczeń na modelach ze szkła akrylowego zgodził się z Galtonem, że anatomia pachycefalozaurów odpowiada przenoszeniu naprężeń powstałych w wyniku uderzeń. Uderzenia byłyby absorbowane przez szyję i ciało, a więzadła i mięśnie szyi chroniłyby przez urazami, ześlizgiwałyby się, jak u owcy kanadyjskiej. Sues zasugerował także, że zwierzęta te mogły uderzać się głowami po bokach.
W 1997 amerykański paleontolog Kenneth Carpenter zauważył, że kręgi grzbietowe Homalocephale wskazują, że grzbiet skręcał do dołu zaraz przed szyją (niezachowaną) i jeśli szyja nie skręcałaby do góry, głowa kierowałaby się ku podłożu. W związku z powyższym zaproponował, że szyja stegocerasa i innych pachycefalozaurów trzymana była w zgięciu (co stanowi w przypadku dinozaurów normę), wobec czego nie mogły trzymać głowy, szyi i tułowia w linii prostej poziomo, co byłoby konieczne przy przenoszeniu wstrząsów. Szyje musiałyby być trzymane poniżej poziomu grzbietu, czym zwierzę ryzykowałoby uraz rdzenia kręgowego podczas uderzenia. Współczesne owce kanadyjskie czy bizony pokonały ten problem dzięki silnym więzadłom absorbującym energię uderzenia, biegnącym od szyi do wysokich wyrostków kolczystych ponad barkami (struktury takiej nie znaleziono u pachycefalozaurów). Zwierzęta te absorbują energię uderzenia również przez zatoki u podstawy rogów, a ich czoło i rogi stanowią szeroką powierzchnię kontaktową, w przeciwieństwie do wąskiej kopuły pachycefalozaurów. Kopuła stegocerasa była zaokrąglona, zapewniając mu niewielką powierzchnię kontaktu, wobec czego kopuły ześlizgiwałyby się jedna z drugiej, jeśli uderzenie nie byłoby dokładnie wyśrodkowane. Walczące ze sobą pachycefalozaury nie widziałyby się dobrze też z pochylonymi głowami z powodu kostnych wałów nad oczami.

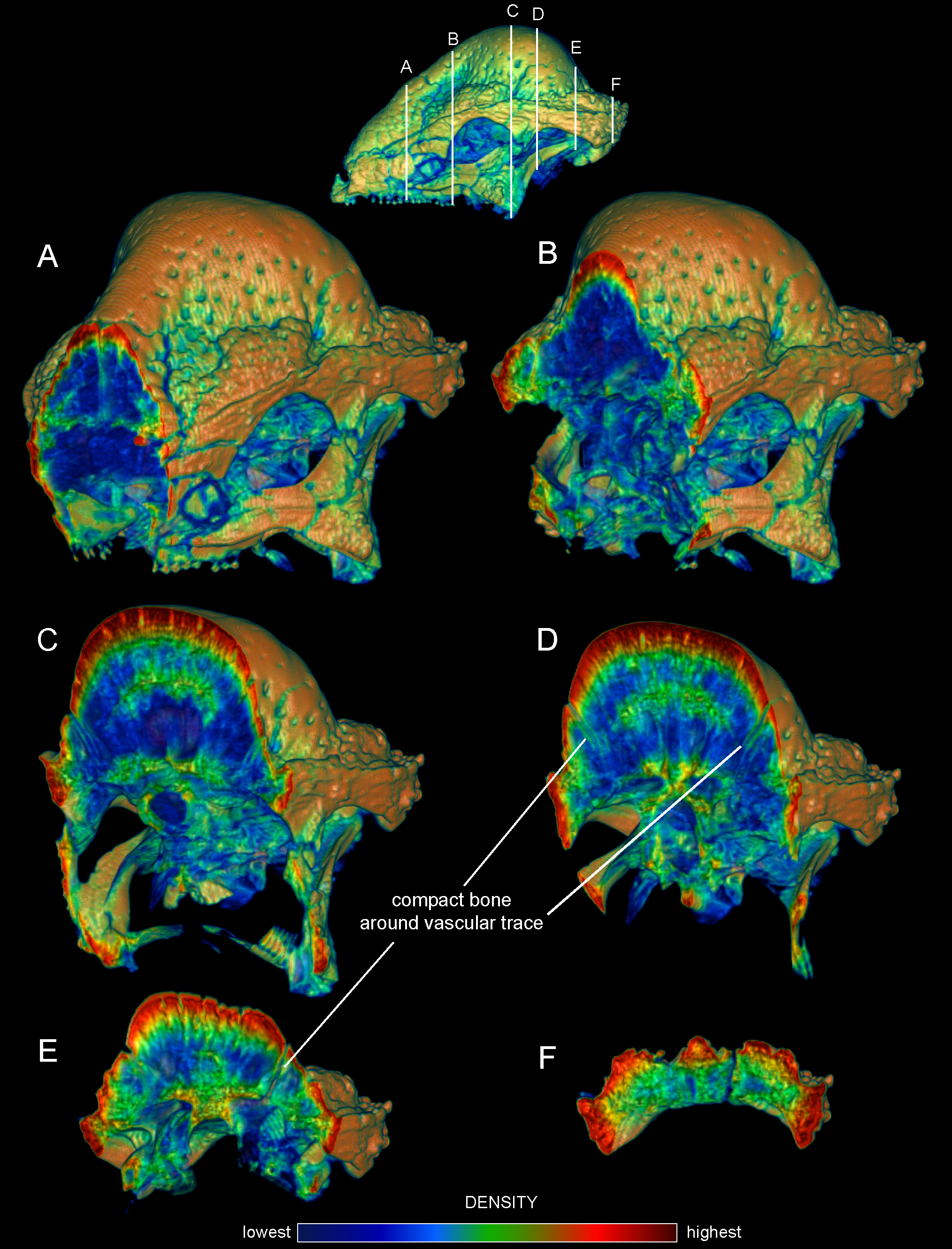
CT ukazujące gęstość kości UALVP 2 (niebieski – niska, czerwony – wysoka)

Zważywszy na trudności wiążące się z hipotezą walk na zderzające się głowy, Carpenter zaproponował w zamian pogląd, że kopuły zaadaptowane były do walk składających się z uderzeń na boki, jak to ma miejsce u niektórych dużych ssaków afrykańskich. Uczony wyobraził sobie, że 2 osobniki stawały równolegle do siebie, przodem do siebie lub w tym samym kierunku i uderzały w boki przeciwnika. Względnie znaczna długość ciała pachycefalozaurów mogła służyć ochronie ważnych narządów przed urazem z boku w wyniku tych walk. Możliwe, że Stegoceras i podobne pachycefalozaury uderzały ruchem szyi z boku, rotując głowę. Górne boki kopuły miały największą powierzchnię i to one właśnie mogły uderzać. Grubość kopuły zwiększałaby  energię uderzenia odczuwaną przez przeciwnika bez zadawania poważnego urazu. Kostny wał powyżej oczodołów mógł chronić oczy agresora walącego głową. Carpenter zasugerował, że pachycefalozaury najpierw próbowały wzajemnie się wystraszyć, kołysząc głowami i okazując je, by przeciwnik dostrzegł rozmiar ich kopuły i ustąpił zastraszony, a dopiero potem uderzały się po bokach, dopóki jeden z nich nie poddał się.
W 1987 J.K. Rigby i współpracownicy zasugerowali, że kopuły pachycefalozaurów służyły wymianie ciepła, a więc brały udział w termoregulacji. Bazowali na wewnętrznych „promienistych strukturach” kości (beleczkach kostnych). Kilku innych autorów wsparło ten pomysł w połowie ostatniej dekady XX wieku. W 1998 Goodwin i współpracownicy uznali nieobecność zatok w czaszce stegocerasa oraz przypominającą plaster miodu sieciowatą strukturę w kopule za nieprzystające do uderzania głową. Dostrzeżono, że kości przylegające do kopuły narażone były w czasie uderzenia na złamanie. Bazując na pomyśle, zgodnie z którym skostniałe ścięgna usztywniające ogon stegocerasa i innych pachycefalozaurów dostarczały zwierzęciu trzech punktów podparcia (co jako pierwsze zasugerowały Maryańska i Osmólska w 1974), Goodwin i in. zasugerowali, że struktury te mogły chronić ogon przed uderzeniami z boku bądź też że ogon sam mógł służyć jako broń. W 2004 Goodwin i inni przebadali histologię czaszki pachycefalozaurów i odkryli, że unaczynienie kopuły (włączając w to struktury beleczkowe) spadało wraz z wiekiem, co nie zgadzało się z koncepcjami uderzeń głową ani wymiennika ciepła. Uczeni ci zasugerowali także, że gęsta warstwa włókien Sharpeya przy powierzchni kopuły wskazuje na zewnętrzne pokrycie za życia, co uniemożliwia poznanie kształtu kopuły u żywego zwierzęcia. W zamian badacze doszli do wniosku, że kopuły służyły głównie rozróżnieniu osobników różnych gatunków i komunikacji, jak u niektórych afrykańskich wołowatych. Funkcja w pokazach przed płcią przeciwną była jedynie wtórna. Dalej badacze spekulowali, że zewnętrzne pokrycie kopuły przybierało za życia osobnika jaskrawe barwy bądź mogło sezonowo zmieniać kolory.
W 2008 Eric Snively i Adam Cox przetestowali działanie dwu- i trójwymiarowych pachycefalozaurzych czaszek, wykorzystując Metodę Elementów Skończonych. Odkryli, że mogły one wytrzymać znaczne uderzenia. Większe sklepienia kopuł pozwalały na większe siły zderzeń. Uznali też za prawdopodobne, że kopułę pokrywała keratyna, mocny materiał wytrzymujący znaczne energie bez nieodwracalnych uszkodzeń (jak osteodermy krokodyli), w związku z czym włączyli keratynę do testowanych wzorów. W 2011 amerykańscy paleontolodzy Kevin Padian i Jack Horner zaproponowali, że dziwaczne struktury (kopuły, kryzy, rogi, grzebienie) zasadniczo służyły głównie rozpoznawaniu się osobników danego gatunku. Odrzucili przy tym inne wyjaśnienia – jako niewsparte dowodami. Wśród innych badań autorzy ci zacytowali pracę Goodwina i in. z 2004  na temat pachycefalozaurzych kopuł jako wspierającą ich pogląd, wskazując, że struktur takich wydaje się nie obejmować dymorfizm płciowy. W odpowiedzi Padianowi i Hornerowi w tym samym roku Rob J. Knell i Scott D. Sampson podnieśli, że rozpoznawanie się zwierząt tego samego gatunku nie wydaje się nieprawdopodobne jako drugorzędna funkcja dziwacznych struktur dinozaurów, ale dobór płciowy (wykorzystywanie jako ozdoba bądź narzędzie walki o partnera) wydaje się bardziej prawdopodobnym wyjaśnieniem z powodu wysokich kosztów zbudowania takich struktur oraz dlatego, że wydają się one wysoce zróżnicowane również wewnątrzgatunkowo. W 2013 brytyjscy paleontolodzy David E. Hone i Darren Naish skrytykowali hipotezę rozpoznawania się osobników różnych gatunków. Argumentowali, że żadne współczesne zwierzę nie wykorzystuje takich struktur w pierwszej kolejności dla rozpoznawania się oraz że Padian i Horner zignorowali możliwość wzajemnego doboru płciowego, prowadzącego do ornamentacji u obu płci.

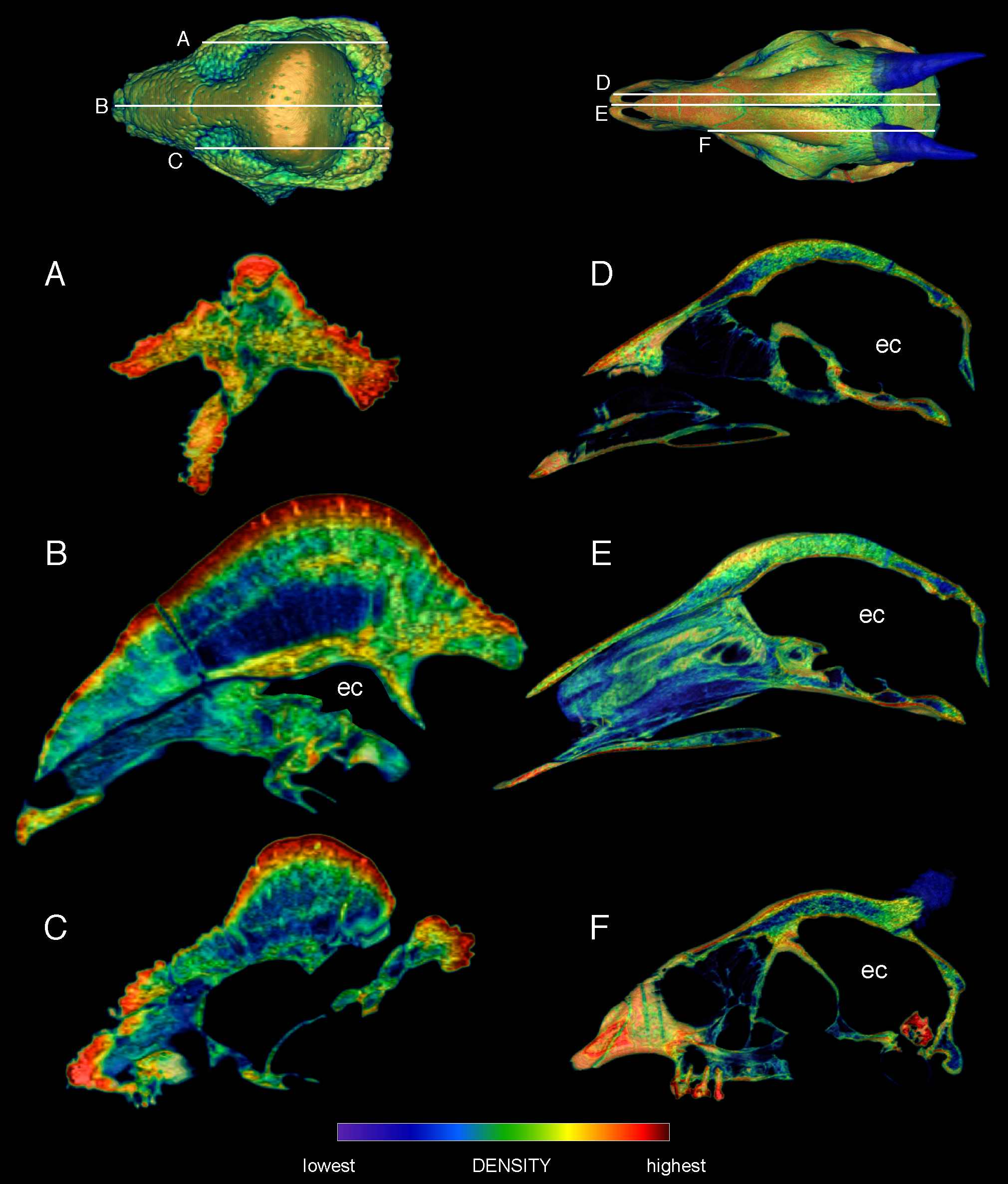
CT czaszek okazu UALVP 2 (po lewej) i dujkera białobrzuchego (po prawej)

W 2011 Snively i Jessica M. Theodor przeprowadzili Metodą Elementów Skończonych symulację uderzeń głów skanów CT czaszek S. validum (UALVP 2), Prenocephale prenes i kilku współczesnych zderzających się głową parzystokopytnych. Odkryli, że korelacje między uderzaniem głową i morfologią czaszki obserwowane u współczesnych zwierząt występowały także u przebadanych pachycefalozaurów. Stegoceras i Prenocephale cechowały się kształtem czaszki podobnym do występującego u owcy kanadyjskiej z istotą gąbczastą chroniącą mózg. Zwierzęta te dzieliły ze sobą i z owcą kanadyjską, dujkerem białobrzuchym i żyrafą również podobieństwa w rozlokowaniu istoty zbitej i gąbczastej. Dujker białobrzuchy wykazuje najbliższe podobieństwa morfologiczne do stegocerasa. Ten uderzający głową gatunek charakteryzuje się mniejszą i bardziej zaokrągloną kopułą. Stegoceras był lepiej przystosowany do rozkładania siły uderzenia, niż parzystokopytne uderzające głową z wielką siłą, ale słabiej ukrwiona kopuła starszych pachycefalozaurów i prawdopodobnie mniejsza zdolność do gojenia się urazów świadczą przeciwko takim walkom u starszych osobników. Badanie przetestowało również efekt pokrycia kopuły keratyną, wspomagającą jej działanie. Choć Stegoceras nie miał pneumatycznych zatok obserwowanych poniżej punktu uderzenia w czaszkach zderzających się głowami parzystokopytnych, zamiast tego posiadał rozpórki naczyniowe mogące działać podobnie jak szyny, tak jak kanały odżywcze dla rozwoju keratynowego pokrycia.

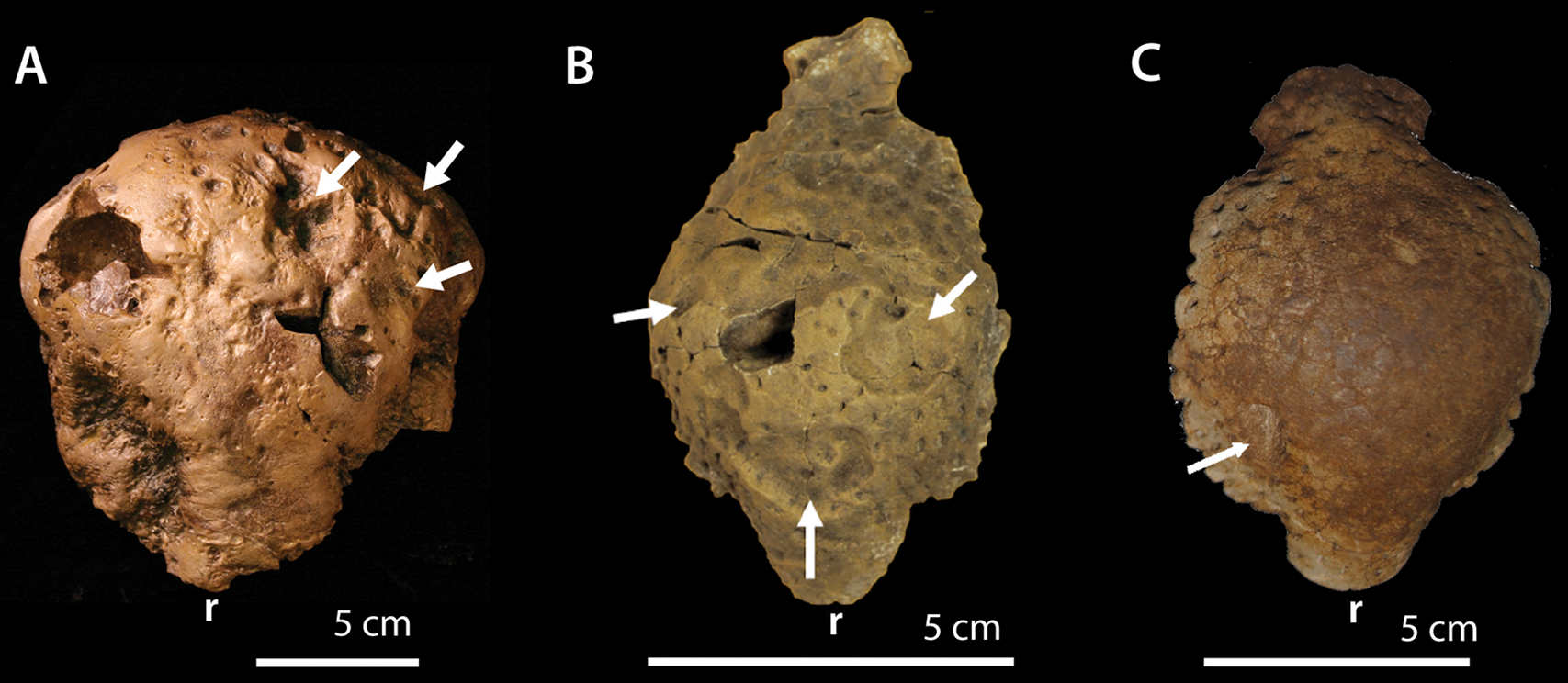
Dwie kopuły S. validum.
Strzałki wskazują zmiany

W 2012 Schott i Evans zasugerowali, że regularności w ornamentacji kości łuskowej w trakcie ontogenezy stegocerasa zgadzają się z hipotezą rozpoznawania się gatunków, ale postępujące z wiekiem zmiany z płaskiej do kopulastej kości frontoparietal wskazują na zmianę funkcji w przebiegu ontogenezy i być może na dobór płciowy, możliwe że w związku z walkami wewnątrzgatunkowymi. W 2012 Caleb M. Brown i Anthony P. Russell zasugerowali, że usztywnienie ogona nie stanowiło prawdopodobnie ochrony przed uderzeniami z boku, ale mogło umożliwiać oparcie w trzech punktach podczas walki wewnątrzgatunkowej. Ogon stanowiłby tu dodatkowy punkt podparcia. Brown i Russell odkryli, że taki ogon mógł pomagać w opieraniu się ściskaniu, rozciąganiu i skręcaniu, kiedy zwierzę otrzymywało uderzenie w kopułę.
Badanie z 2013 Josepha E. Petersona i innych wykryło zmiany w czaszce stegocerasa i innych pachycefalozaurów, interpretowane jako infekcje wywołane urazem. Znaleziono je na 22% przebadanych pachycefalozaurzych czaszek (częstość zgadza się u różnych rodzajów), ale nie było ich u okazów płaskogłowych (interpretowanych jako zwierzęta młodociane lub samice). Obserwacje te zgadzają się z hipotezą walk międzyosobniczych (o terytorium bądź partnera). Rozmieszczenie zmian wykazuje tendencję do koncentracji u szczytu kopuł, co wspiera tezę o uderzaniu głową. Uderzenia boczne prawdopodobnie skutkowałyby mniejszą liczbą urazów, rozmieszczonych po bokach kopuły. Zmiany porównano z występującymi na czaszce i bokach szkieletów owcy. Badacze spostrzegli, że współczesne zwierzęta walczące głową wykorzystują swe bronie i dla walki, i w pokazach. Tak więc pachycefalozaury również mogły używać swych głów na oba sposoby. Okazywanie broni i chęci jej użycia u niektórych zwierząt rozstrzyga spór.

### Przewody nosowe
W 1989 Emily B. Griffin, badając odlewy jam czaszkowych, odkryła, że Stegoceras i inne pachycefalozaury dysponowały dobrym zmysłem węchu. Świadczyły o tym duże opuszki węchowe. W 2014 Jason M. Bourke i współpracownicy odkryli, że Stegoceras miał chrzęstne małżowiny nosowe na rzędzie kanałów nosowych, umożliwiające docieranie prądu powietrza do okolicy węchowej. Dowodem na obecność chrzęstnych małżowin nosowych jest obecność kostnego grzebienia, do którego się przyczepiały. Znaczna wielkość okolicy węchowej także wskazuje na czuły zmysł węchu. Badacze odkryli, że dinozaury te mogły mieć spiralną małżowinę nosową – tak jak indyk – bądź rozgałęzioną jak struś. Obie kierowałyby powietrze do okolicy węchowej. Układ naczyń krwionośnych dróg nosowych też wskazuje na małżowiny ochładzające ciepłą krew tętniczą płynącą z głębi ciała do mózgu. Czaszka okazu UALVP 2 S. validum nadawała się do badań tego rodzaju z powodu wyjątkowego zachowania się – miała skostniałe tkanki miękkie w jamie nosowej, co umożliwiało zbadanie elementów chrzęstnych, zwykle niemających szans na fosylizację.

## Paleoekologia

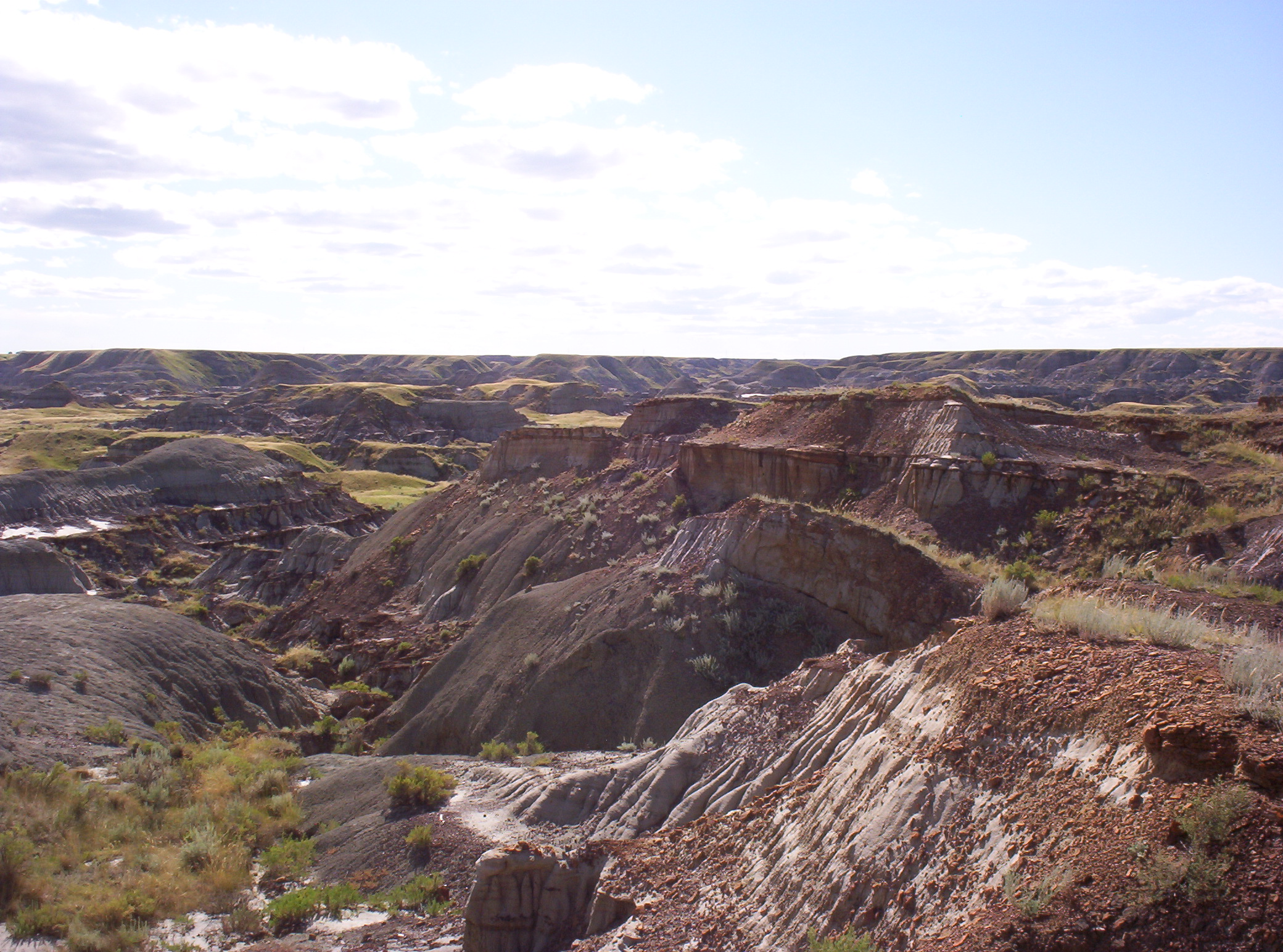
Formacja Dinosaur Park w kanadyjskiej Albercie, gdzie odkryto pierwsze pozostałości S. validum

S. validum znany jest z późnokredowej Belly River Group, kanadyjskiego odpowiednika Judith River Group z USA. Jego okazy znajdywano w skałach formacji Dinosaur Park pochodzących z późnego kampanu (od 76,5 do 75 milionów lat temu) w Prowincjalnym Parku Dinozaurów (w tym lektotyp) i w formacji Oldman (środkowy kampan, 77,5–76,5 milionów lat), także Alberta. Z obu formacji znane są również pachycefalozaury hansuezja i „Prenocephale” brevis. S. novomexicanum znany jest z formacji Fruitland (późny kampan, około 75 milionów lat) i dolnej formacji Kirtland (późny kampan, około 74 milionów lat) z Nowego Meksyku. Jeśli ten gatunek prawidłowo zaklasyfikowano do rodzaju Stegoceras, rodzaj ten miałby szerokie rozprzestrzenienie geograficzne. Obecność podobnych pachycefalozaurów na zachodzie i północy Ameryki Północnej pod koniec kredy pokazuje, że stanowiły one ważny element ówczesnej fauny.
Formację Dinosaur Park interpretuje się jako osady rzek nizinnych i równin zalewowych, które stały się bardziej bagniste i zależne od wpływów morskich wraz z transgresją Morza Środkowego Zachodu w kierunku zachodnim. Klimat był cieplejszy niż dzisiaj w Albercie, nie było mrozów, występowały pory suche i wilgotne. W piętrze koron drzew dominowały iglaste. Podszyt stanowiły paprocie, paprocie drzewiaste i rośliny okrytonasienne. Formacja Dinosaur Park znana jest ze zróżnicowanego zespołu roślinożerców. Oprócz stegocerasa znaleziono w niej szczątki ceratopsów (centrozaura, styrakozaura i chasmozaura), hadrozaurów (prozaurolofa, lambeozaura, grypozaura, korytozaura i parazaurolofa) oraz ankylozaurów (edmontonii i euoplocefala). Do teropodów zaliczały się tyranozaury gorgozaur i daspletozaur. W formacji Oldman udokumentowano obecność szeregu taksonów dinozaurów: prócz stegocerasa, znaleziono tam hadrozaura brachylofozaura, ceratopsy koronozaura i albertaceratopsa, ornitomimy, terizinozaury i prawdopodobnie ankylozaury. Wśród teropodów wymienia się troodonty, owiraptorozaury, dromeozaura zaurornitolesta i prawdopodobnie albertozauryna.